# A holland festészet aranykora

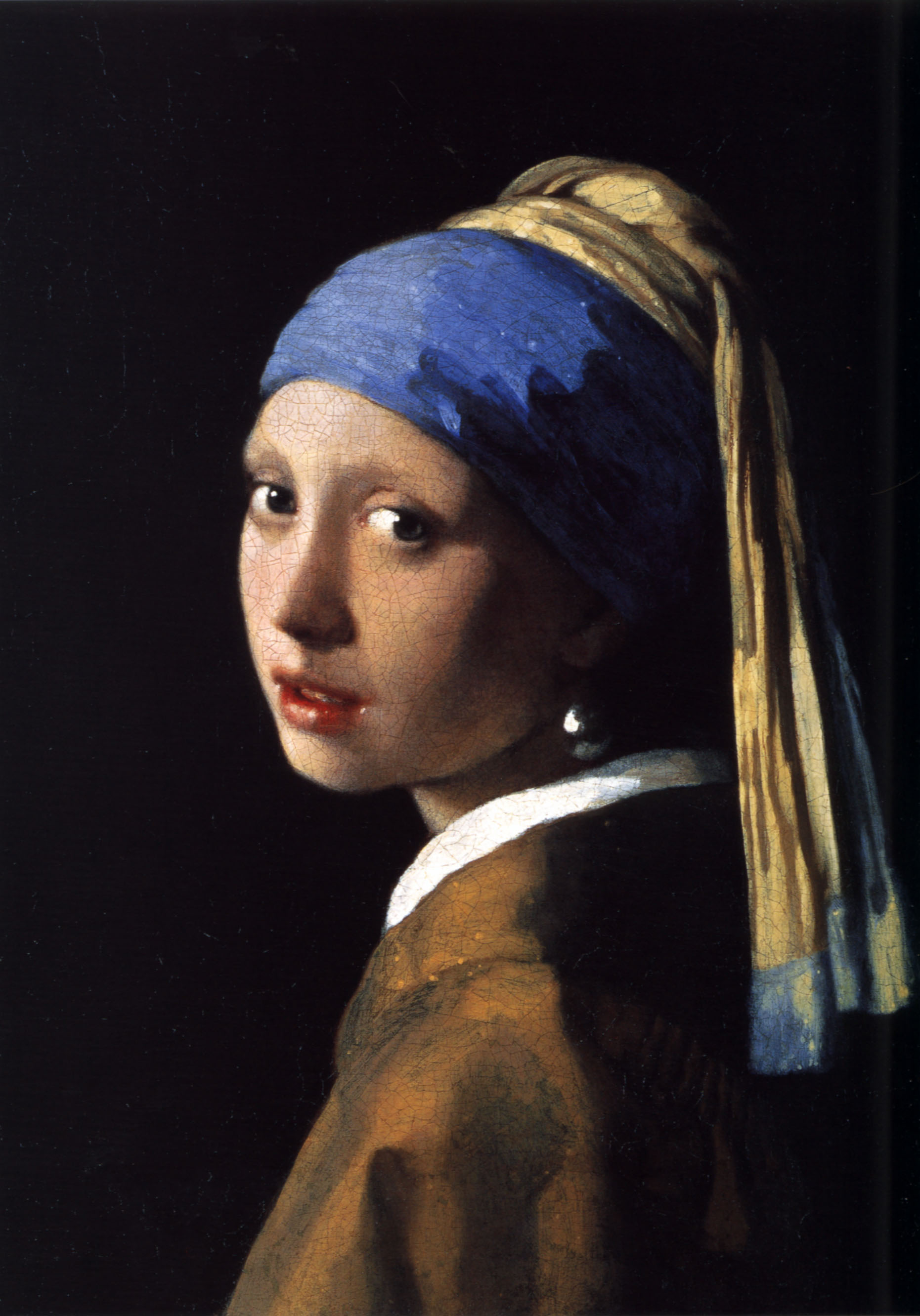
A Leány gyöngy fülbevalóval, a korszak egyik emblematikus alkotása (Vermeer)

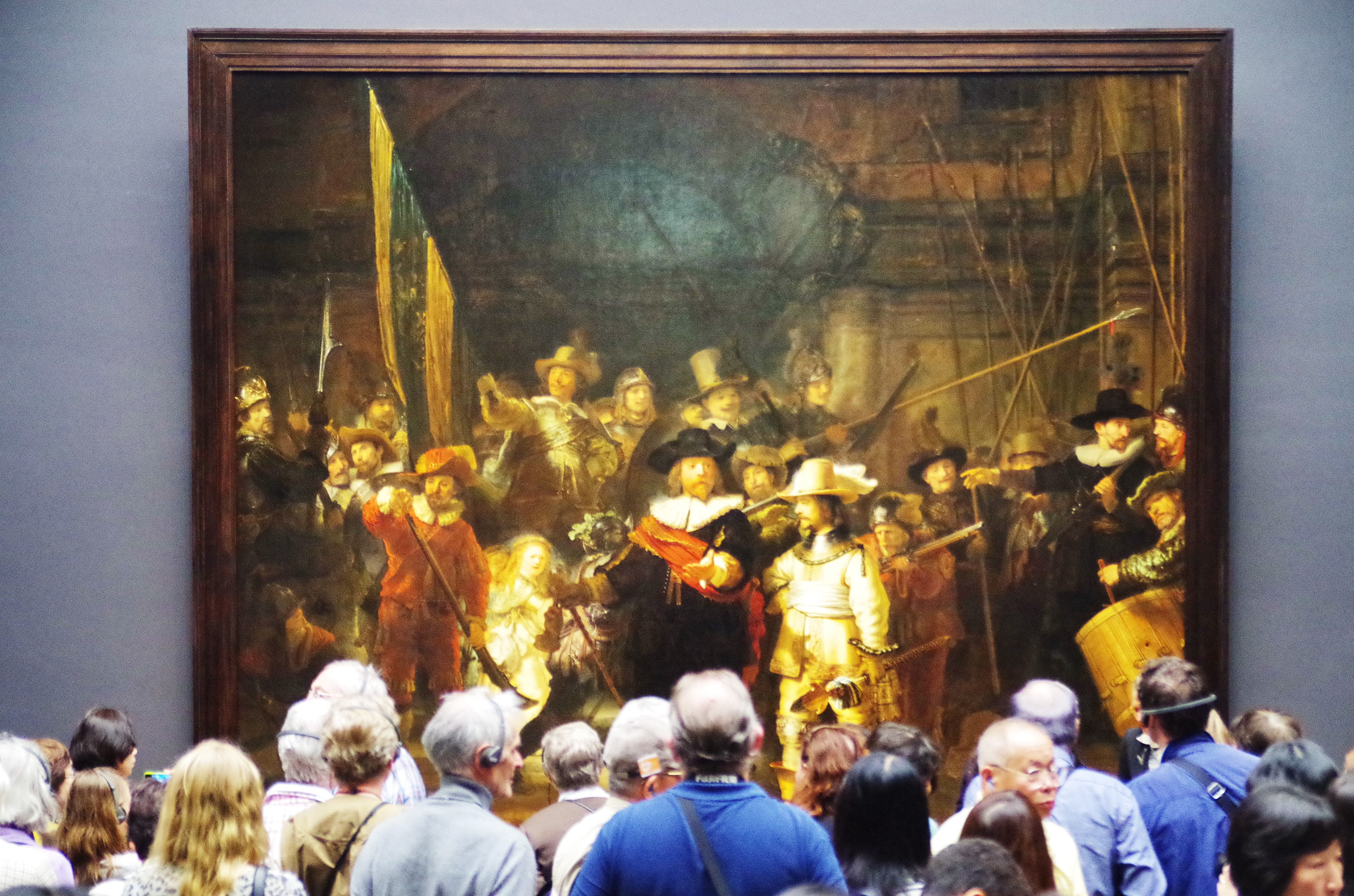
Rembrandt Éjjeli őrjárata és csodálói a Rijksmuseumban

A holland festészet aranykora avagy a holland aranykor festészete időben nagyrészt egybeesett a 17. századdal. A gyarapodó társadalomban divatossá vált a portrék készíttetése, festmények vásárlása. A növekvő kereslet komoly művészi dinamizmust hozott létre az egymással versengő festők körében, ami a kor Hollandiájára jellemző sajátos stílus kialakulásához vezetett. Ez az olasz barokkban és Caravaggio követőinek munkáiban gyökerezett, de befolyásolta a kálvinizmus is, ennek révén hajlott a realizmus felé. Emellett a holland aranykor festészetére nagy hatással volt a klasszicizmus és a manierizmus is. Az így kialakuló festészeti irányzat lett az, amit aztán nemzetközileg holland stílusnak neveztek el. 
Sok száz festő neve, munkái maradtak fenn a 17. századból; ők általában témák, műfajok szerint specializálták magukat. Az igazán tehetséges alkotók, értékes művek közülük emelkedtek ki.  A virágzás kiterjedt csaknem valamennyi festészeti ágra. Történelmi és bibliai témájú tablók, allegóriák, egyéni és csoportos portrék, házi foglalatoskodások ábrázolása, enteriőrök, tájképek és városképek, tengeri látképek és csendéletek – mindezen festészeti ágazatoknak megvolt a maguk virágzási periódusa ezen a koron belül. 
A holland aranykor legnagyobb festői a legtöbb szakértő szerint Rembrandt, Jan Vermeer van Delft és Frans Hals, akik mellett időnként kiemelik Jacob van Ruisdael és Jan Steen nevét is. Mellettük-mögöttük több tucat olyan festő tevékenykedett, akiknek munkáit szintén nagy becsben tartja a művészettörténet, a gyűjtők és a világ legnagyobb múzeumainak látogatói. Ennek a kornak a festészete mind a mai napig Hollandia „vezető márkái” és turisztikai látnivalói közé tartozik.

## Terminológiai kérdések
A delfti iskola kifejezés ennek a kornak csak az egyik szűkebb áramlatára vonatkozik, ami Jan Vermeer munkássága körül alakult ki. A „holland iskola” elnevezés elavult, a mai holland művészettörténészek szerint sok szempontból hibás névválasztás erre a korra (nem volt igazán festői iskola). A hágai iskola elnevezés pedig a 19. századi holland festészet egyik áramlatára vonatkozik.

## Történelmi háttér

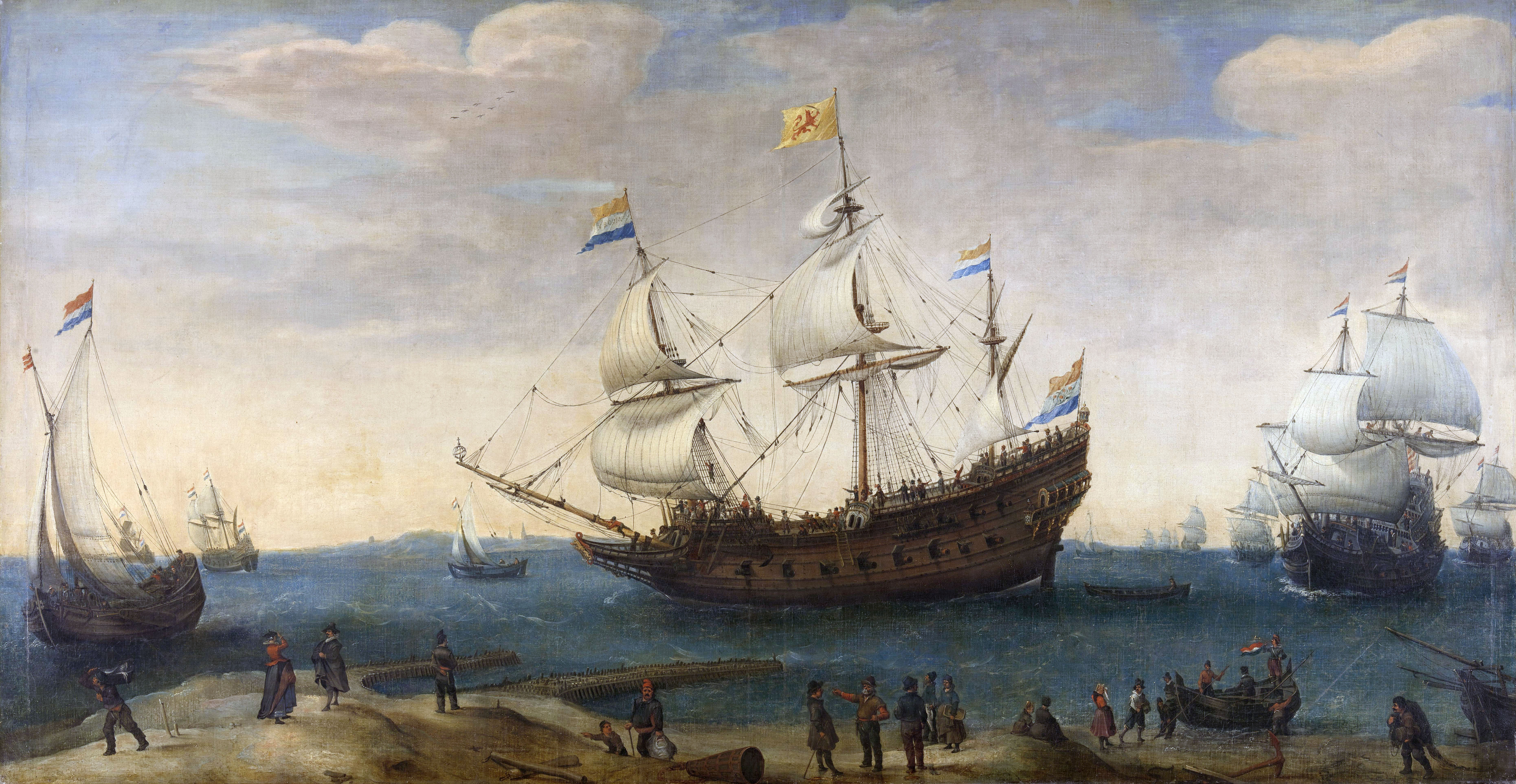
Hendrick Cornelisz Vroom: Az amszterdami négyárbócos ‘De Hollandse Tuyn’ és más hajók visszatérése Brazíliából. A holland aranykor egyik gazdasági hajtóereje a gyarmati kereskedelem volt

Németalföld északi részén a hollandok a 16. század második felében felkeltek a spanyol uralom ellen. Hosszú függetlenségi harcuk, a nyolcvan éves háború vezetett el a Németalföldi Köztársaság létrejöttéhez a hét északi holland tartomány összefogásával. A harcok során a spanyol hadak megostromolták és elfoglalták Antwerpent, ami addig Németalföld legjelentősebb és leggazdagabb kikötővárosa volt. Innen és a spanyolok által elfoglalt többi déli, flandriai tartományból északra menekültek a nagyrészt protestáns tehetős kereskedők, vállalkozók, akik aztán lényegesen hozzájárultak az északi tartományok gazdaságának, tudományának fejlődéséhez például a posztóipar, könyvnyomtatás, tengeri hajózás és térképészet terén, különösen például Leidenben és Haarlem városában. A tehetős polgárokat követték az ő megrendeléseikből élő képzőművészek is. A 16. és a 17. század fordulóján közel száz flandriai festő költözött Zeeland és Holland tartományokba. Ez a népmozgalom nagyban hozzájárult általában az északi holland aranykor valamint annak festészeti vetülete, a festészeti technikák, műfajok  fejlődéséhez, a holland festészet aranykorára jellemző vonások megalapozásához.

A holland aranykor festészete sajátosságainak egyik fő forrása az volt, hogy nem létezett királyi udvar, ahonnan az alkotók jól fizető, de egyben művészetüket irányítani kívánó megbízásokat kaptak volna. Ugyancsak nem volt katolikus egyház, ami a maga sajátos ideológiai programjához kívánta volna igazítani a művészeteket. A legjelentősebb megbízók a gazdag polgárok, a városi elöljárók, a szociális intézmények, mint például a szegényházak vezetői voltak. Ezeknek a megrendelőknek józan, realisztikus képük volt a világról, és elvárták, hogy az általuk megrendelt festmények is ezt tükrözzék vissza. Ezért a kor festményei tényekben, részletekben gazdag, a valósághoz közelálló információkat szolgáltatnak a korabeli holland viszonyokról, a mindennapi élet részleteiről, legyen szó portrékról, tájképekről vagy akár tengeri csatajelenetekről.
Soha nem volt a holland művészet annyira holland, mint az arany évszázadban

## A holland aranykor művészeti világa

### A művészeti piac
A 16. század végére Németalföldön megszilárdult az elhatárolódás a katolikus dél és a református észak között. Az északi református képrombolás nyomán egy csapásra megszűnt a katolikus egyházi művészeti tárgyak, képek és szobrok piaca, megszűnt a templombelsők dekorációja és ezzel művészek nagy csoportjának ilyen jellegű kenyérkereseti lehetősége. A művészvilág szerencséjére a reformátusok elfordulása a művészetektől a templomokra korlátozódott: amíg a templomok belsejét gyors ütemben lecsupaszították és fehérre festették, addig azok a jómódú polgárok, akik ezt megengedhették maguknak, saját otthonaikat gazdagon díszítették.
Hollandiában más országoknál sokkal gyorsabban divatba jött, elterjedt a műgyűjtés. Ez addig jellemzően Itáliában folyt, ott is leginkább a paloták és nagy villák díszítésével kapcsolatban. A polgárok egyéni érdeklődéséből fakadó műgyűjtés új jelenség volt, amely erősen fellendült a Köztársaságban. A 17. században Amszterdamban és környékén több száz ismert gyűjtemény jött létre, köztük Jan Six és Jan Reynst kollekciója. Ehhez a divathoz természetesen kapcsolódtak a hivatásos kereskedők is, akik a piac kevésbé gazdag szegmensét szolgálták ki, és e célból gyakran több száz festményt tartottak raktáron. Számos esetben ők alkalmazták a festőket, akik a számukra alkottak. A legnagyobb festőkre is nagy befolyással voltak a műkereskedők. Hendrick van Uylenburgh érdeklődése például az egyik fő oka volt például annak, hogy Rembrandt az 1630-as években Leidenből Amszterdamba költözött.
A köztársaságban nem alakult ki művészeti centrum, mint például az európai monarchiákban az uralkodói ház körül. A művészek természetesen főleg a városokban telepedtek le, különösen Holland tartományban. John Michael Montias kutatásai szerint 1650-ben az összesen mintegy 192 000 lakosú Haarlem, Hága, Leiden, Utrecht, Delft és Alkmaar városokban 280 festőművész tevékenykedett, azaz körülbelül 700 lakosra jutott egy festő. Amszterdamban ugyanabban az évben a 175 000 lakosra 175 festő jutott. Egyes számítások szerint az egész 17. században a holland köztársaságban összesen mintegy egy millió festmény készült. Más becslések ennél is sokkal több alkotással számolnak – természetesen attól is függően, hogy miképpen határozták meg a számba vehető festmények fogalmát. Rudi Ekkart 2007-es számításai szerint csak portrékból 750 000 – 1 100 000 készülhetett a 17. században. 
A festmények iránti kereslet alakulása szorosan összefüggött a Köztársaság gyorsan fejlődő gazdaságával, jólétével, ami különösen a Holland Kelet-indiai Társaság megalakítása (1602) és a gyarmatosítás megindulása után kapott lendületet. Ráadásul ez a jólét európai mércével mérve meglehetősen széles körben oszlott meg. A hanyatlás pedig a katasztrofális 1672-es évvel indult, amikor Hollandia a katonai és gazdasági összeomlás szélére került, bár ennek hatásai a kultúrában csak áttételesen és időben kissé elnyújtva jelentkeztek.
A festmények széles körű elterjedését a lakásokban egyaránt segítette a belsőépítészet divatjának és a festői technikáknak az alakulása is. A festmények a korábbiaknál vázlatosabbak, lettek, kevesebb színárnyalatot alkalmaztak hozzájuk, gyorsabban el lehetett azokat készíteni, ami csökkentette az önköltséget. 1610 körül Hendrick Avercamp még részletes előzetes rajzot készített a „Téli táj korcsolyázókkal” című művéhez, majd az úgynevezett glazúr-technikával vékony, áttetsző festékrétegekkel vonta be. Az olajfesték minden rétegének teljesen meg kellett száradnia, mielőtt a következőt fel lehetett vinni. Csak 1625-ben vezették be a „nedves festés” technikáját, aminek révén a gyártási idő néhány hétről néhány napra csökkent. Sok alkotó azonban, főleg a csendéletfestők, továbbra is a glazúr-technikát alkalmazta.
A festők általában nem megbízásra, hanem a későbbi értékesítés reményében „raktárra” dolgoztak, leszámítva a portrékat, vagy a szórványos nyilvános jellegű megrendeléseket. A század első felében az a tény, hogy egy festményt aláírtak, még nem jelentette azt, hogy azt sajátkezűleg is készítették. A mester gyakran csak a tervet készítette el és a legfontosabb részeket festette meg. A későbbiekben az alkotók kiélezett versengése növelte a teljesen saját készítésű alkotások presztizsét.

### Az eladás módszerei
Az olyan friss műfajok fejlődése, mint a tájképek, tengeri tájképek és csendéletek, új piacot nyitott az érdeklődők számára. A művészi alkotások értékesítésének különféle módjai alakultak ki. A jómódú vásárlók aukciókra, műkereskedésekbe jártak. Festményeket gyakran a festő otthonában is lehetett vásárolni. A festőművészek vállalkozók is voltak, gyakran szakosodtak egy bizonyos műfajra, amelytől általában aztán már nem tértek el. Céljuk minél több kép értékesítése volt. Ennek érdekében, ismerős kompozíciókat, kipróbált témákat vittek vászonra, a fogyasztói igényekhez alkalmazkodva.
A szerényebb pénztárcájú érdeklődők vásárokon is festményekhez juthattak, egyfajta lottón, céllövő versenyen és kockajátékon is nyerhettek képeket. Az utcán, fogadókban, könyvkereskedőknél is árulták azokat. Az Amszterdamban oly gyakori hidakra és zsilipekhez, ahol sok ember megfordult, szintén kitelepedtek az eladók.

### Műkincsbirtoklás
1625 körül már egyre több ember engedhette meg magának a hódolást az új divatnak, a festmények vásárlását. Egyesek már tucatszámra birtokoltak képeket. Ennek dacára például Holland tartományban csak a lakosság 10%-a volt elég gazdag ahhoz, hogy festményt vásároljon. Dordrecht városában, ahol a gazdasági fejlődés lassabb volt, csak a legfelső réteg, a patríciusok, kereskedők, a cégek mesterei és más jómódú polgárok vásároltak festményeket.
1650 körül már egy képzett mesterember, tehetős kiskereskedő is megengedhette magának egy másodrendű festő eredeti alkotását. Ekkoriban már szinte „kötelező” volt az átlagos polgárok számára, hogy képeik legyenek otthonaikban. A festmények akkoriban fizetőeszköznek is számítottak. Számos művész így biztosította megélhetését, ezzel vásárolt árut a maga számára. Gyakran így jutottak kiskereskedők birtokába festmények. Jan Steenről például tudjuk, hogy egy festményt borra cserélt.
A század második felében a festmények iránti igény megváltozott. Az élő festők művei egyre kevésbé voltak keresettek, az elhunyt mesterek munkái váltak egyre népszerűbbé. Változott a lakberendezés divatja is. Az 1672-től bekövetkező gazdasági visszaesés után aztán az új festmények eladása komoly zuhanásba kezdett, az „új mesterek” piaca kiszáradt.

## Külföldi hatások
Constantijn Huygens költő-diplomata 1630-as önéletrajzában sajnálatát fejezte ki amiatt, hogy Rembrandt és Jan Lievens nem akartak itáliai tanulmányútra menni. Megjegyezte, arra hivatkoznak a festők, hogy nincs vesztegetni való idejük zarándokútra, mert számolniuk kell azzal, hogy életük javában járnak, és azt is állítják, hogy az Alpoktól északra a hercegek jelenlegi gyűjtési őrülete mellett a legjobb festmények is megtalálhatók. Azt, amit Itáliában fáradságosan kellene felkutatni, itt teli képtárakban lehet kényelmesen megtekinteni.
Az a tény, hogy Rembrandt és Lievens, más jelentős holland festőkhöz hasonlóan elhagyta az addig a művészek számára szinte kötelező itáliai tanulmányutat, nem jelenti azt, hogy nem hatottak rájuk a külföldi művészi eredmények. Ellenkezőleg. Az olasz hatás fontos közvetítője volt Pieter Lastman, aki 1602 és 1607 között Itáliában dolgozott, majd Rembrandt tanára lett. A bibliai, mitológiai és történelmi festmények tekintetében Lastman olyan festészeti stílust hozott haza, ami nagyban hatott a későbbi holland festészetre. 
Az itáliai hatás egy másik útja az utrechti caravaggistákon keresztül vezetett. A festőknek ez a csoportja, akik közül a legjelentősebbek Hendrick ter Brugghen, Dirck van Baburen, Jan van Bijlert és Gerard van Honthorst voltak, az 1600-as évek elején megtették a szokásos itáliai tanulmányutat. Ott Caravaggio és Orazio Gentileschi munkáinak erős hatása alá kerültek. Stílusukra jellemző a realista festészet és a fény speciális kezelése, erős világos-sötét kontrasztokban (chiaroscuro). Mélyen érdeklődtek az ábrázolt alakok jellemvonásai iránt, pszichológiai szempontokat is érvényesítettek művészetükben. Figuráik gyakran zenészek, játékosok vagy ivók voltak, akiket félalakosan, a nézőhöz közel ábrázoltak. Ez a témaválasztás hatott többek között Frans Halsra és az akkori leghíresebb holland festőnőre, Judith Leysterre is.
A 17. század eleji itáliai hatások meghatározóbbnak bizonyultak az aranykori holland festészet számára, mint a másik hatás, a manierizmus, amit a flamand bevándorlók hoztak be Antwerpen eleste után. A Meulebekeből származó Karel van Mander által közvetített manierista hatás 1600 körül még jól kivehető volt Hendrik Goltzius és Cornelis van Haarlem haarlemi festők munkáiban. De az emberi alakok kiagyalt pózait hamarosan már elavultnak és mesterségesnek tekintették. A manieristák azon törekvését azonban, hogy „természetből” festenek, széles körben elfogadták, de egy teljesen más, józan értelmezésben, amit végül tipikusan hollandnak tekintettek.

## Stílus, ismertetőjegyek
A korszak kezdetétől Amszterdam, Haarlem, Utrecht és Leiden mind fontos festészeti központokká fejlődtek és kialakították saját stílusukat. Ezeknek közös vonása volt a törekvés a hangsúlyozottan realista ábrázolásra, amint azt a leideni Philips Angel, a kor holland művészeti teoretikusa elméletileg is kifejtette.
A holland aranykor festészetének uralkodó stílusát általában barokknak szokás nevezni. Ennek a 16. század végén Itáliában megjelenő stílusirányzatnak a fő jellemzője a művészet korábbi idealizmusától való elfordulás, a forma erősebb hangsúlyozásával és a heves érzelmek kifejezésével. Ez valóban megjelent Németalföld északi részén is, fő képviselője Rembrandt volt. Egészében véve azonban a 17. századi holland barokk jelentősen eltér az itáliaitól, különösen a realizmusra helyezett hangsúlyával. Ugyan a klasszikus itáliai barokk művészei is törekedtek a realista ábrázolásra, csakúgy, mint reneszánsz és manierista elődeik, de a realizmus holland értelmezése közelebb került a mindennapokhoz, visszafogottabb volt és kevésbé túláradó, részben a protestáns szigor hatására. Szembetűnő emellett a lélektani vonatkozásokra és a finom érzelmekre fordított figyelem, ami a néző szemében közelebb vitte a festményeket a valósághoz.
A 17. század holland festészetének realizmusa egyébként viszonylagosnak is nevezhető, különösen azért, mert sok ábrázolás szimbolikus vagy allegorikus módon egyértelmű erkölcsi tanulságot kívánt kifejezni. Rá kell mutatni azokra a technikákra is, amelyek a drámai hatást kívánták fokozni, mint például a világos-sötét kontrasztok szokatlanul erős hangsúlyozása, illetve a tájképeken a bombasztikus holland égbolt, ami a horizont leszorításával jött létre. Hasonlóképpen nem igazán realista a portrékészítésben az a vágy, hogy a művész behatoljon egy személy pszichológiai jellemzőibe, ami néha ahhoz vezetett, hogy a képek alanyai nem ismerték fel kellőképpen magukat. Ebben az értelemben a holland festők nyilvánvalóan nem a valóság másolására törekedtek, hanem minden festő a saját világnézetét fogalmazta meg alkotásaiban.
Jellemző továbbá az aranykori festészetre a művészettörténetben addig még soha nem látott mértékű specializálódás a festők körében. Kereskedelmi szempontok miatt is az alkotók gyakran mindössze egy-két műfajra fókuszáltak (de az egyes festők „szakterületükön” túl gyakran elvállalták portrék készítését is, nyilvánvaló anyagi, megélhetési okok miatt). Az anyagi szempontok figyelembevétele azonban nem változtatott azon a tényen, hogy a 17. századi csúcsfestők művészi színvonala kivételes szintet ért el. A piaci erők nyilvánvaló minőségi impulzust is hoztak magukkal. Amikor egy művész már nem felelt meg a magas elvárásoknak, elvesztette vevőkörét.

## Rembrandt van Rijn, Frans Hals, Johannes Vermeer
A kor aktív festőinek nagy számára, a sok elveszett festményre és a sokféle műfajra tekintettel nehéz és erősen szubjektív dolog egy minőségi rangsor felállítása a kor holland festői között. Ennek ellenére a művészettörténészek szinte egyöntetűen Rembrandt, Frans Hals és Jan Vermeer van Delft alakját emelik ki a jeles festők sokaságából.
Rembrandt és Hals sikere nagyrészt páratlan technikai tehetségükből fakad. Merész újításokkal tértek el az addig alkalmazott módszerektől, gyakran alkalmaztak festőkést vagy akár az ujjaikat. Rövid festékvonásokkal (Hals) vagy festékfoltokkal (Rembrandt) keltették életre a vásznat. Rembrandt és tanítványai kifejlesztették saját iskolájukat, amely már korukban Európa-szerte nagy hatással volt a festészetre. Fő védjegyük a sajátos kontraszt volt a fény és az árnyék között. Ez a stílus a 19. századig az abszolút etalon maradt a holland művészeti akadémiákon. Hals és festészete a maga részéről halála után gyorsan szinte feledésbe merült, de Théophile Thoré-Bürger francia művészetkritikus 1857-es lelkes cikke után ez gyorsan megváltozott. Az impresszionista festők egész sora vette őt példának, így a modern művészet ihletforrásává vált. Azóta is sok külföldi művész látogat el a haarlemi Frans Hals Múzeumba és a Rijksmuseumba, ahol Hals és Rembrandt munkássága gazdagon képviselteti magát.
Rembrandt és Hals laza stílusa mellett a 17. század derekán a leideni festők a realizmus egy másik formáját fejlesztették ki, amit a pontosság és részletezés jellemzett. Az ezt alkalmazó művészeket nemzetközileg is használt holland szóval fijnschilders („finomfestők”) vagy néven ismerik. Ez a stílus a delfti Jan Vermeer művészetében teljesedett ki. Vermeer munkái az egyszerűség és harmónia tankönyvi példáját nyújtják, a mester finoman, precízen, kis ecsettel festve alkotja műveit. Jellemző stílusjegye a fény finom kezelése is. Az akkoriban alkalmazni kezdett új, természetes alapú festékfajták különleges fényerő ábrázolását tették lehetővé. Vermeer témái kevésbé voltak nagyvonalúak és túláradók, mint Hals és Rembrandt témái, de bensőséges érzést keltenek. Vermeer a maga korában kevéssé volt ismert; csak a művészet szerelmeseinek  egy szűk köre ismerte munkáit.  A 19. század közepétől, azonban, hasonlóképpen Thoré-Bürger hatására, aki először katalogizálta munkáit, Vermeer műveit a legjobbak közé sorolják, amit az Aranykor produkált. A művészeti piacon műveinek értéke értéke a legdrágábbak közé emelkedett. Vermeer keveset alkotott, és még kevesebb műve maradt fenn. 2017-ben összesen mindössze 35 festményt ismert el a nemzetközi művészettörténész szakma Vermeer alkotásának.

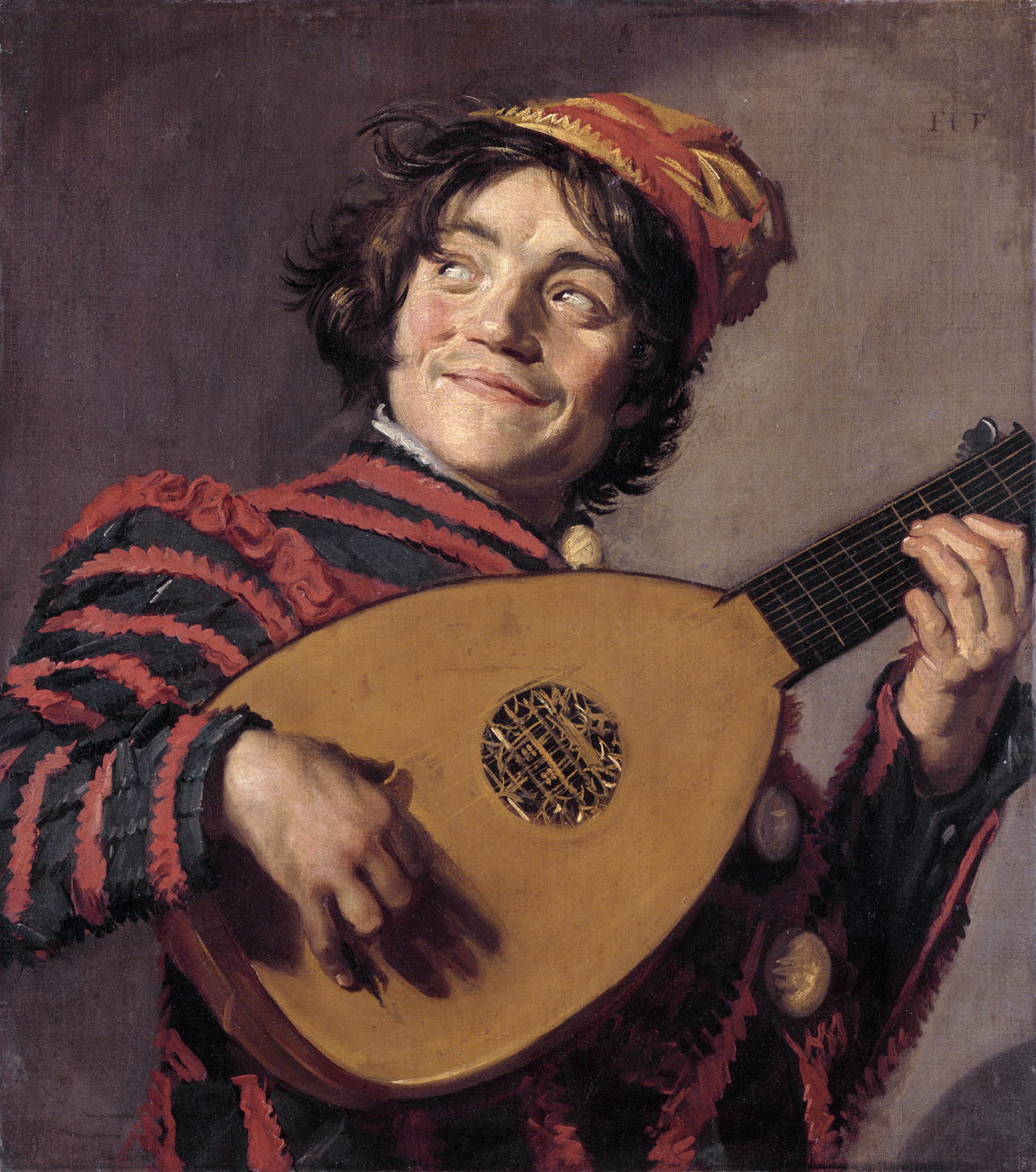
Frans Hals: Lanton játszó udvari bolond (1625 közül). Hans laza stílusa nagy hatást gyakorolt az impresszionstákra is.
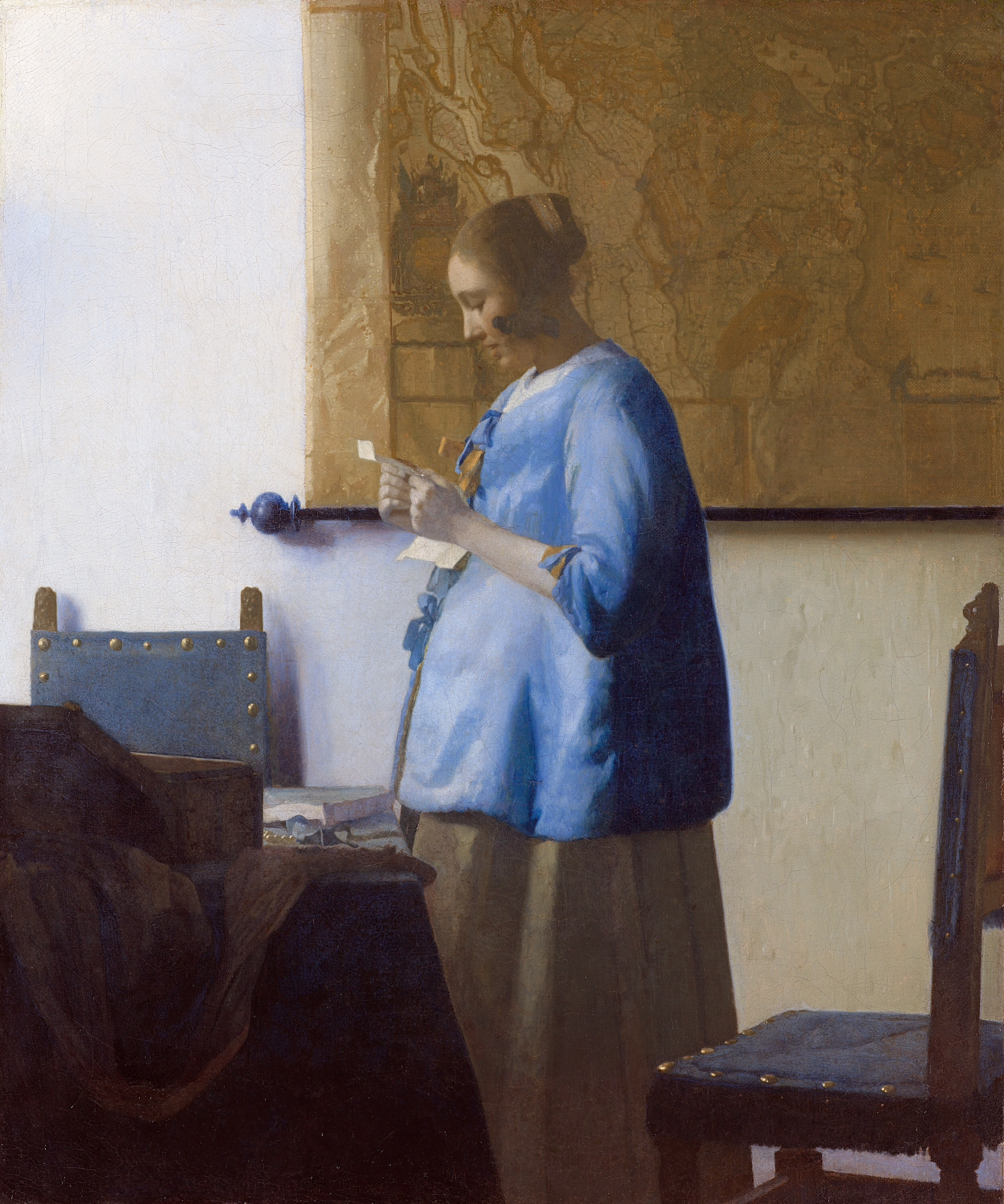
Johannes Vermeer: Levelet olvasó nő kékben, 1663 körül. A festmény jól illusztrálja Vermeer alkotásainak finom nyugalmát.
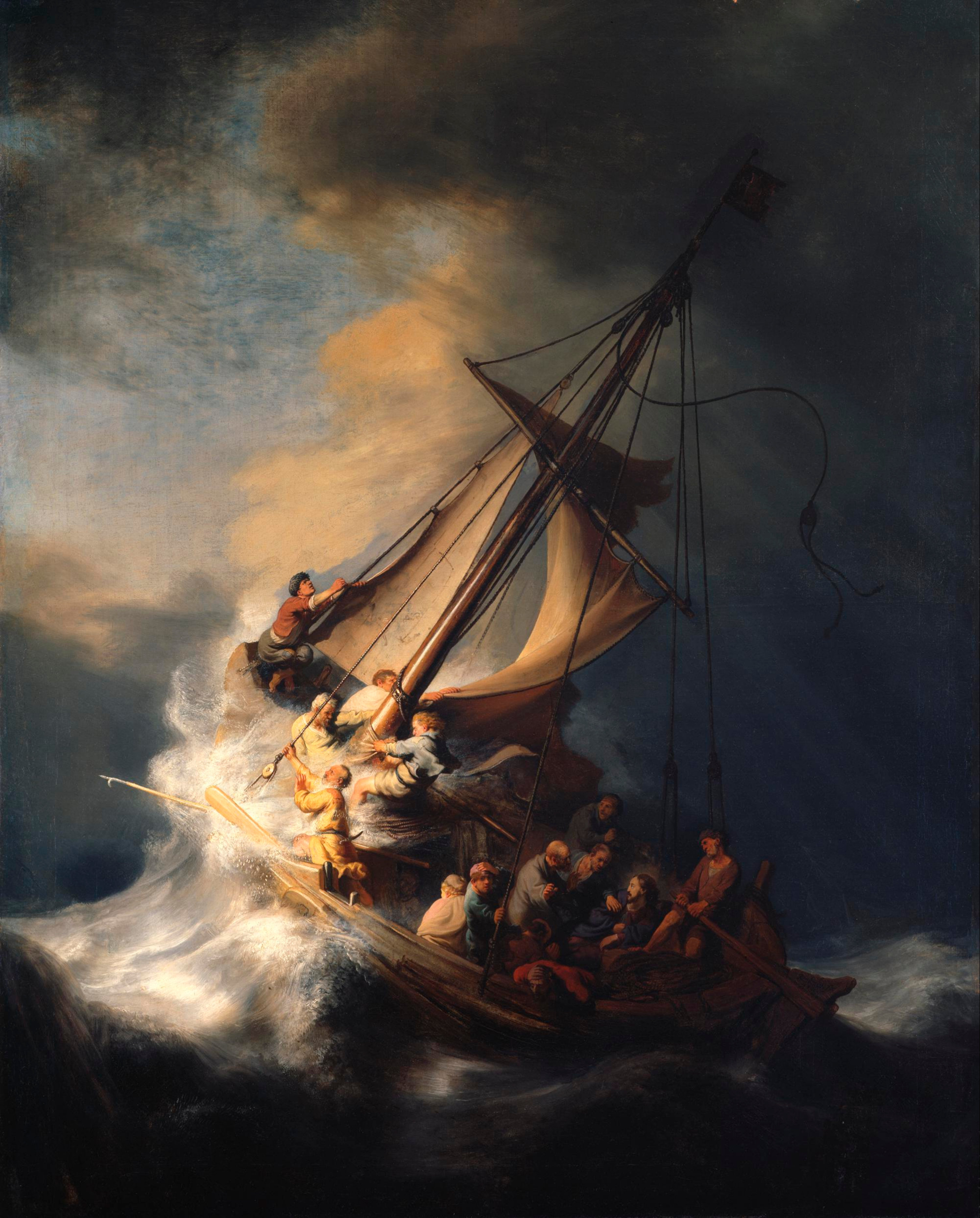
Rembrandt: Krisztus a viharban a Galileai-tengeren, 1633 (a művet 1990-ben ellopták egy bostoni múzeumból, azóta holléte nem ismeretes). A kép drámaiságát fokozza a fények és árnyak hatásos kezelése, a chiaroscuro technika.

## Műfajok

### Történelmi képek

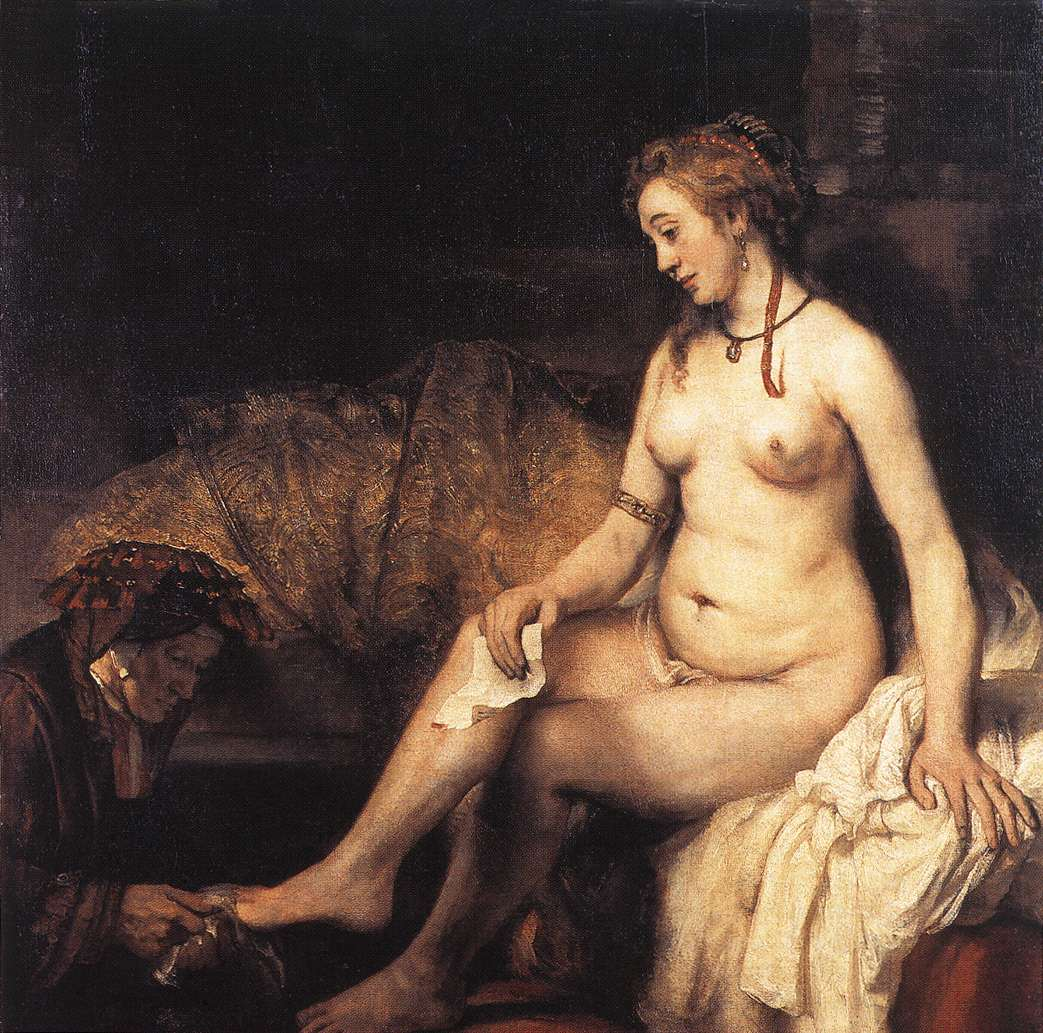
Rembrandt: Bathseba David király levelével, 1654. A festmény megjeleníti Bathseba vívódását

Történelmi témájú festményeken értjük a bibliai jelenetek ábrázolását, a mitológiai képeket és a történelmi eseményeket bemutató alkotásokat is. A 17. században a festészet legnemesebb formájának tekintették. A műfaj változatossága nagy igényeket támasztott a festők képességeire, úgy a tájképek, mint az enteriőrök ábrázolására, időnként a csendéletekhez kapcsolódó készségekre is szükség volt, de mindenekelőtt az emberábrázolás volt a fontos. Mindehhez nagy kompozíciós készségre volt szükség, beleértve a perspektíva kezelését is. Sokszor erkölcsi üzenetet is bele kellett szőni a műbe.
1600 körül a haarlemi manieristák gyakran festettek bibliai és mitológiai témákat. Az utrechti caravaggisták (Gerard van Honthorst, Hendrick ter Brugghen, Dirck van Baburen) ezt követték a 17. század első felében, az olasz festészet ihlette történelmi munkákat készítettek zsánerképszerű jelenetekkel, amelyeket a hétköznapi életből merítettek. Döntő lendületet adott az innovációnak Rembrandt munkássága, aki az aranykor legjelentősebb történelmi festőjének tekinthető. Sajátos festészeti stílusa, amely tanára, Pieter Lastman és az utrechti caravaggisták munkájára épült, uralta kora történeti festészetét. Rembrandtnak körülbelül húsz tanítványa és számos követője volt, köztük Govert Flinck, Willem de Poorter, Arent de Gelder, Barent Fabritius, Salomon Koninck és Willem Drost, akik segítették stílusának terjesztését. Jellemző a chiaroscuro és a központi témát kiemelő fényeffektusok alkalmazása. Említésre méltó a laza, durva ecsetkezelés is. Gyakran nagyszámú alak és részletesen kidolgozott szimbolikus tárgy teszi teljessé a festményt. A színpaletta általában józan és korlátozott volt, gyakran a barna domináns árnyalataiban, néha feltűnő hangsúlyokkal. A cél a mobilitás ábrázolása volt, bár a holland történelmi festészetet később azzal vádolták, hogy csupán pózoló, helyhez kötött alakokat ábrázol.
Rembrandt és követői különösen a bibliai jelenetekre specializálódtak, gyakran távoli témákat választottak, amelyeket általában erősen anekdotikusan ábrázolnak, nagy figyelmet fordítva egy pszichológiailag meghatározó pillanatra. Míg a nemzetközi történelmi festészet (gyakran a nemesi vagy egyházi megrendelők megbízásából) főként a tekintélyre és a drámára összpontosított, addig a holland festők elsősorban a néző megmozgatására vagy az intenzív intimitás pillanatának ábrázolására helyezték a hangsúlyt. A történelmi festmények gyakran viszonylag kis, hétköznapi otthonokba is alkalmas méretben készültek, általában fekvő elrendezésben, így sok alak kerülhetett az előtérbe. A tájképfestészettől eltérően a horizontot gyakran magasra tartották, ami azt a benyomást keltette a nézőben, mintha alulról nézné a figurákat.
Az 1630-as évektől a rembrandti festészet mellett a holland klasszicizmusként emlegetett manieristák munkásságára építve virágzott fel a történelmi festészet egy másik, feszesebb klasszicista változata. Ezt az áramlatot a klasszikus ókori, gyakran mitológiai témaválasztás, a sima felületkezelés és az élénk színek jellemzik, chiaroscuro nélkül. Kompozíciós szempontból ezt a mozgalmat a harmóniára való törekvés jellemezte, amely a reneszánsz művészeten alapul, de dél-németalföldi hatso is érték, mint Peter Paul Rubens és Jacob Jordaens festészete. A történelmi és mitológiai témák mellett népszerűek voltak az alakok és portrék is. A méretek nagyobbak voltak, az alkotásokat gyakran nagyobb termekbe szánták, például a hágai királyi palota, a Paleis Huis ten Bosch dísztermébe, az Oranjezaalba. Fontos képviselői ennek az áramlatnak Jacob van Campen, Pieter Post, Caesar van Everdingen, Salomon de Bray, Pieter de Grebber és Jan Gerritz. van Bronckhorst.

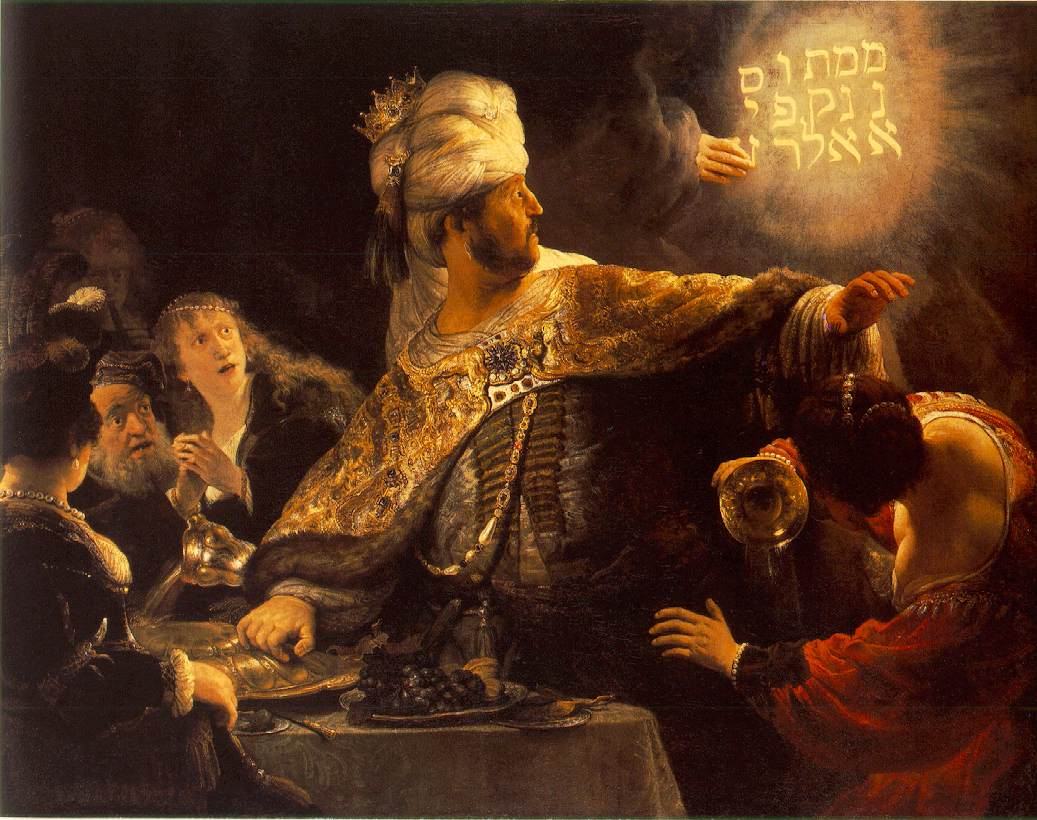
Rembrandt: Belsazár lakomája, 1636-1638 körül.[22] Feltűnők az erőfeszítések a döntő pillanat kiemelésére
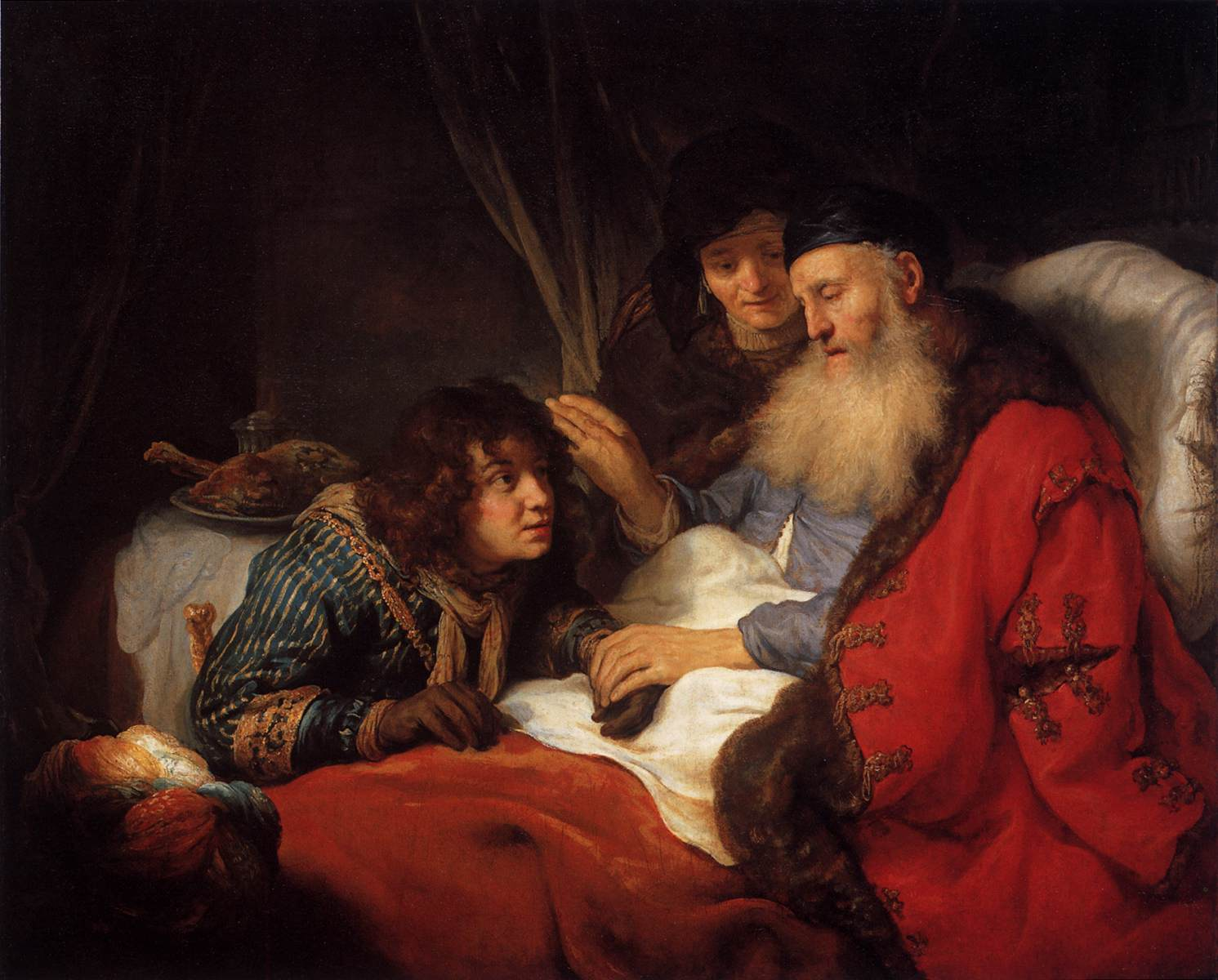
Govert Flinck: Izsák megáldja Jacobot, 1638 körül. A modellek érzelmei és arckifejezése központi szerepet játszanak
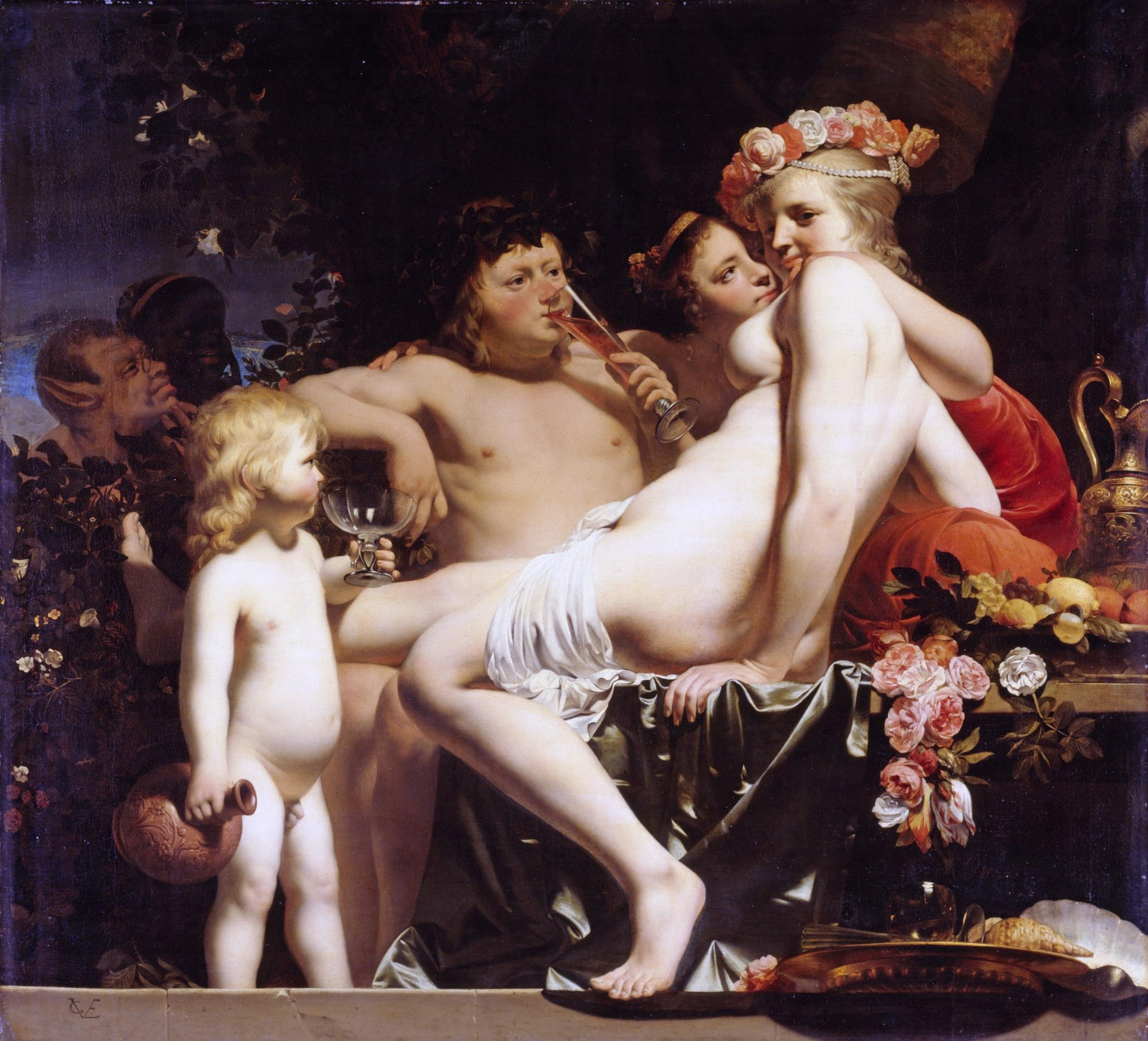
Caesar van Everdingen: Bacchus és Ariadne, 1660 körül, a holland klasszicizmus példája, a rembrandti stílus ellenpárja

### Portrék

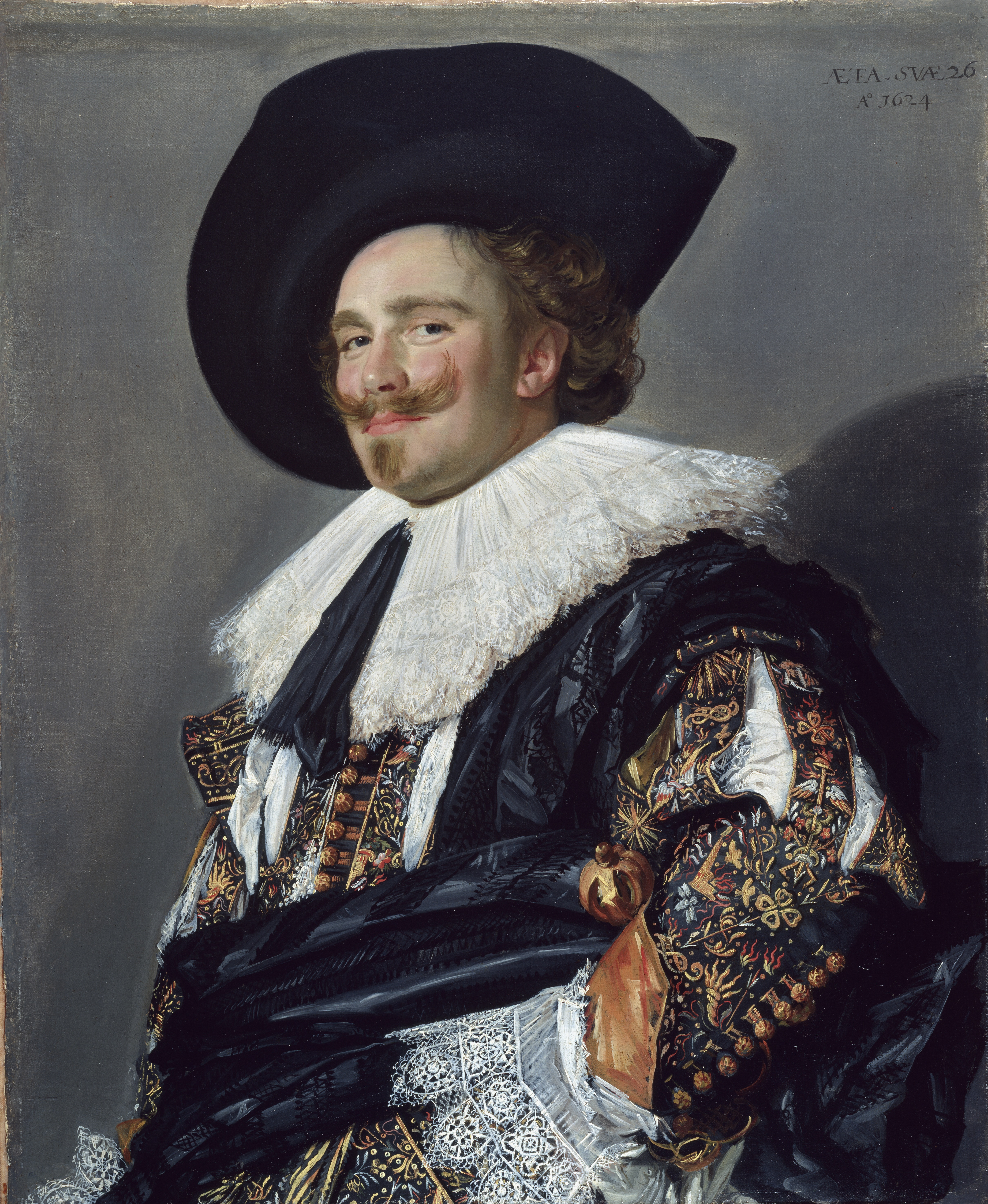
Frans Hals: A nevető lovag, 1624. A mű az új társadalmi vezető réteg képviselőjét, a büszke polgárembert ábrázolja, aki szívesen ad megrendelést a festőknek

A polgárság megerősödésével hatalmas piac alakult ki a 17. század elejétől a Köztársaságban a portréfestők számára. A középosztály körében is divatossá vált az arcképek készíttetése, ezeket státuszszimbólumnak és a családi emlékek megőrzése eszközének tekintették. Egy-egy portré gyakran generációkon át a családban maradt. A festők a későbbi fényképészek szerepét is betöltötték, meghívást kaptak esküvőkre, más családi és különleges eseményekre. A portréfestők közötti vetélkedés nagyban hozzájárult a technikai színvonal emelkedéséhez. 
A 17. századi holland portréfestészet markánsan eltért az Európa-szerte elterjedt barokk, pompakedvelő, arisztokratikus stílustól. A holland portrék józanabbak, hatott a kálvinista szellem, de azért is, mert ez a művészeti ág gyakorlatias, „hétköznapi” jellegű volt, az arcképeknek mindenki számára felismerhetőnek kellett lennie. A hátteret egyszerűen tartották, gyakran otthoni környezetben, sallangok nélkül, és szinte sohasem a táj hátterével ábrázolták megrendelőiket.
Viszonylag kevés teljes alakos portrét festettek. Többnyire mellképeket vagy félalakos portrékat alkottak voltak, az alanyokat gyakran ülve, valamilyen tevékenységet folytatva ábrázolták. A portrénak mindenekelőtt nyugodtnak és természetesnek kellett lennie, nem pedig pózoltnak. Az extra élénkséget a fény és az árnyék hatásának bemutatásával érték el. Csak a 17. század végén váltak Caesar van Everdingen és Adriaen van der Werff portréi formálisabbá, klasszikusabbá.
A 17. század leghíresebb portréfestői Rembrandt és Frans Hals voltak. Az ő munkásságuk tartalmazza mindazokat az újításokat, amik az aranykor portréművészetét jellemezték. Frans Hals műveire különösen jellemző az elevenség. Laza, olykor már-már durva festészeti stílusban alkotott, hétköznapi helyzeteket keresve, különös tekintettel az arckifejezésre. Rembrandt a maga részéről pszichológiai dimenziót adott az arckifejezések ábrázolásához, a szubjektum karakterét is be kívánta mutatni.
A legtermékenyebb portréfestő Michiel van Mierevelt volt. Móric orániai herceg általa készített arcképéről mintegy száz másolatot készített különböző árfekvésekben, azaz bevezette a képek sokszorosítását. Úttörő volt abban is, hogy szabadalmat kért egy, az eredeti festményből készült metszetre. Aki illegális példányt hozott forgalomba, annak száz guldent kellett fizetnie. A műtermében fej nélkül festett mellképeket. Amikor egy vásárló jelentkezett, csak a fejét kellett kifestenie. Műhelyét ezért portrégyárnak nevezik.
További kiemelkedő portréfestők voltak Jan van Ravesteyn, Thomas de Keyser, Bartholomeus van der Helst, Pieter Codde, Johannes Verspronck, Ferdinand Bol, Pieter van Anraedt, Jacob Backer, Godfried Schalcken, Carel Fabritius és Jan Lievens, aki Rembrandttal együtt Pieter Lastman tanítványa volt.

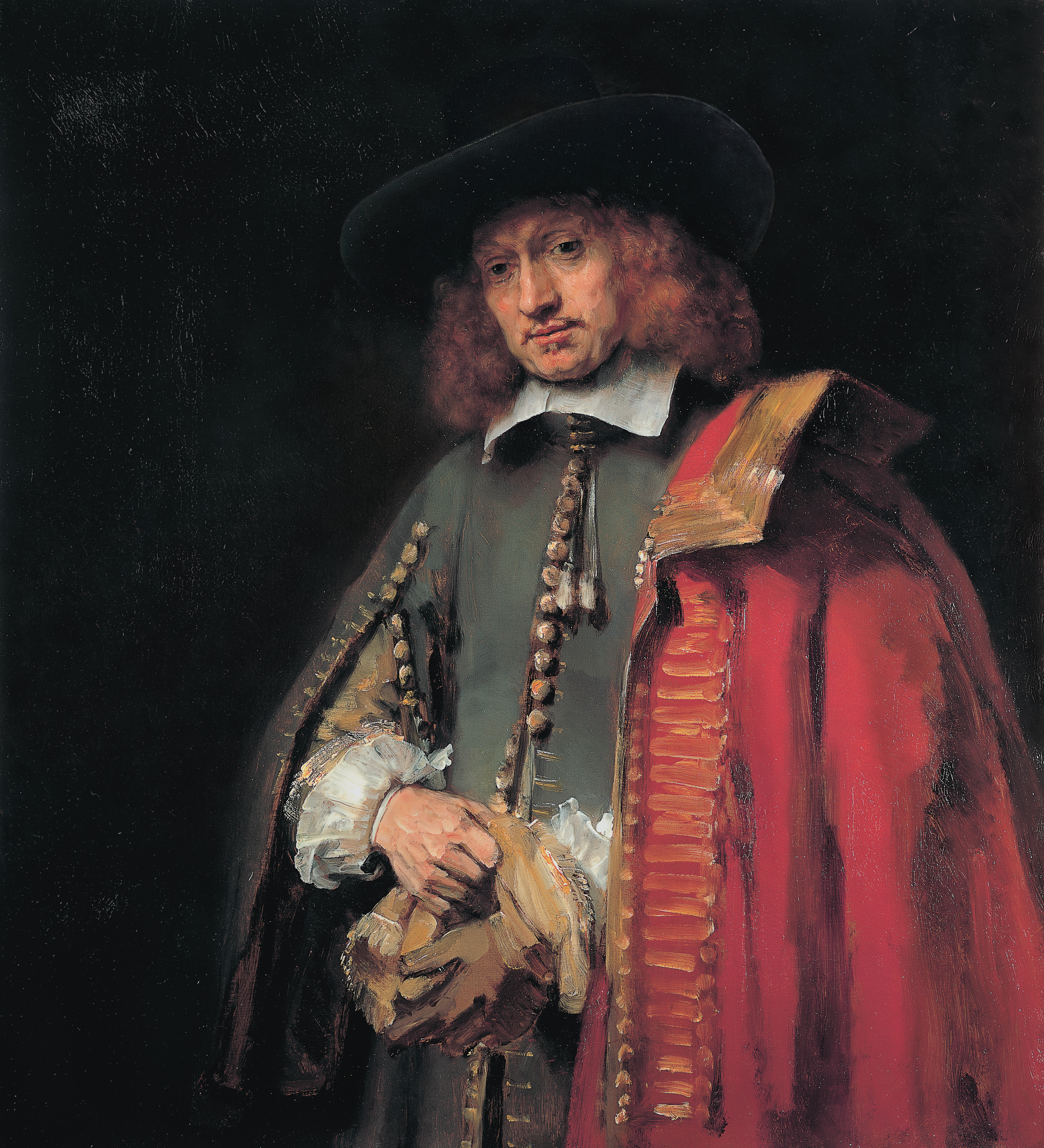
Rembrandt: Jan Six portréja, 1654. A portréból tekintély és kálvinista józanság sugárzik
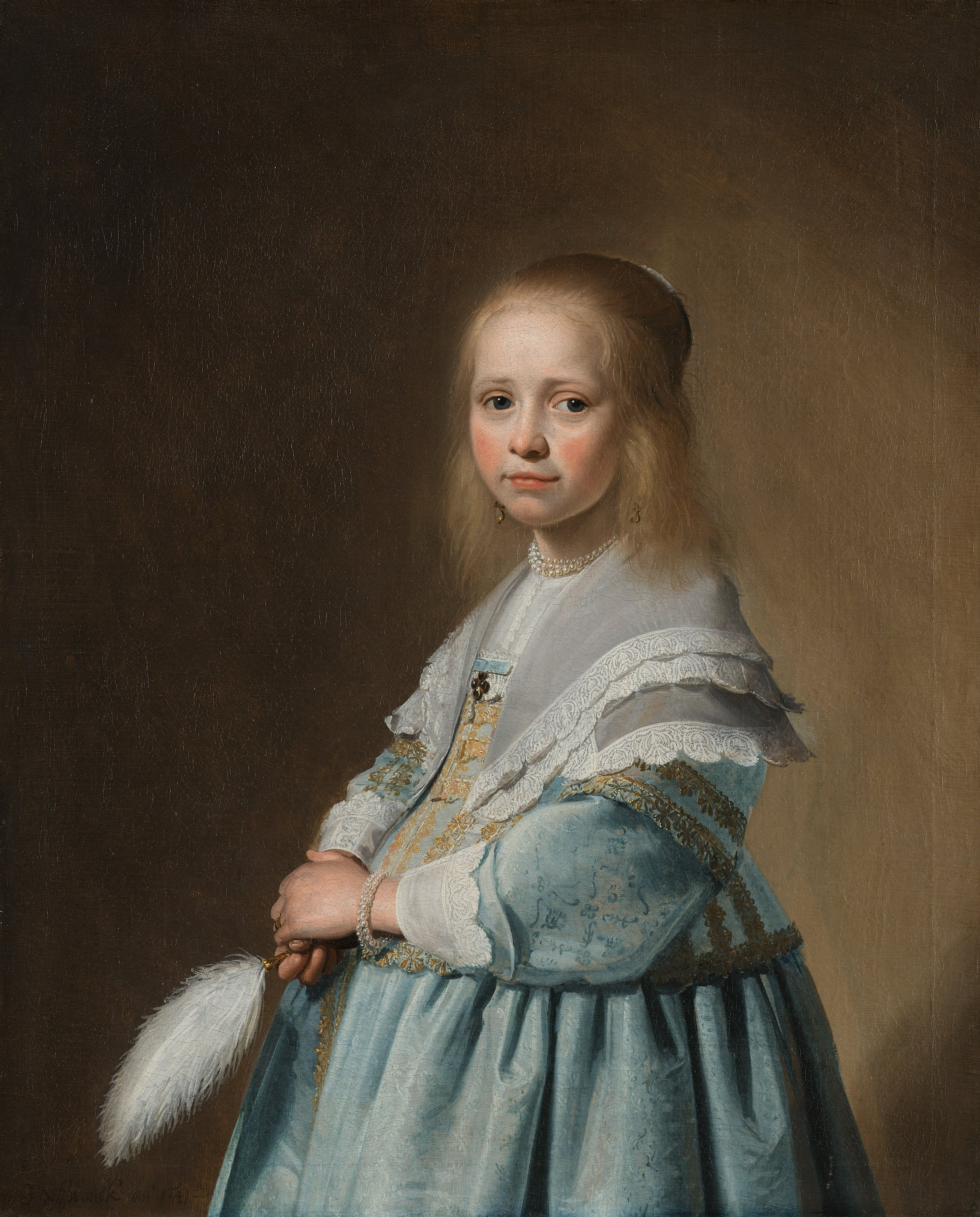
Johannes Verspronck: Lány portréja kékben, 1641. Az előkelő polgárok a családtagjaikról is készíttettek festményt
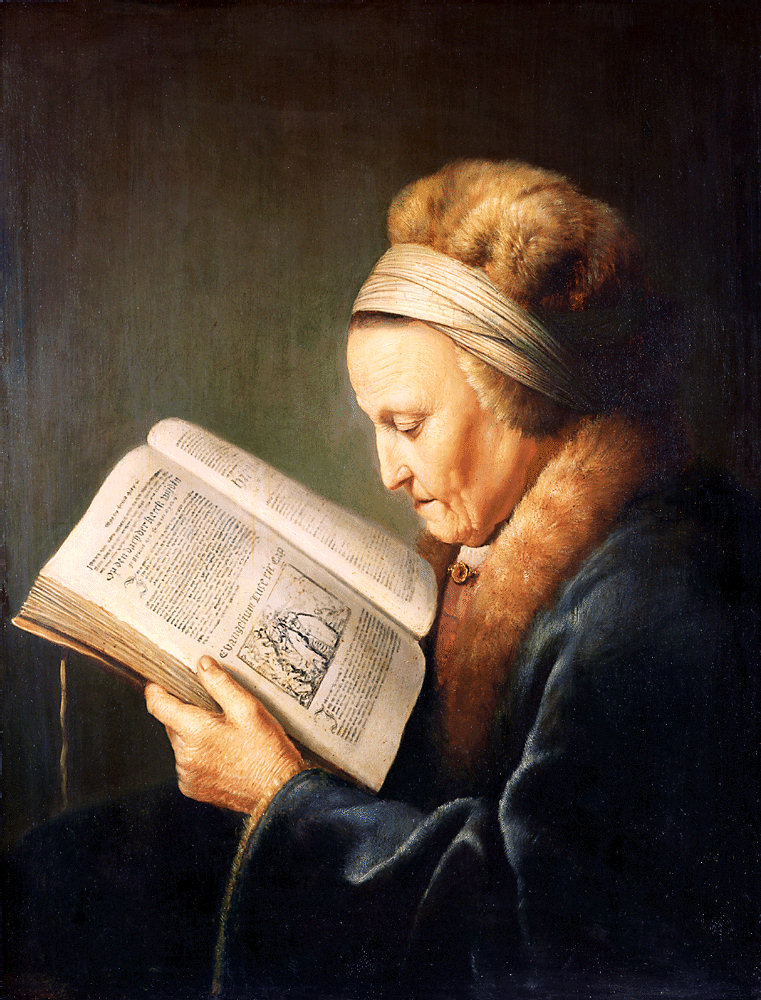
Gerrit Dou: Olvasó idős asszony portréja, 1631 körül. A nem rendelésre készült portrék példája
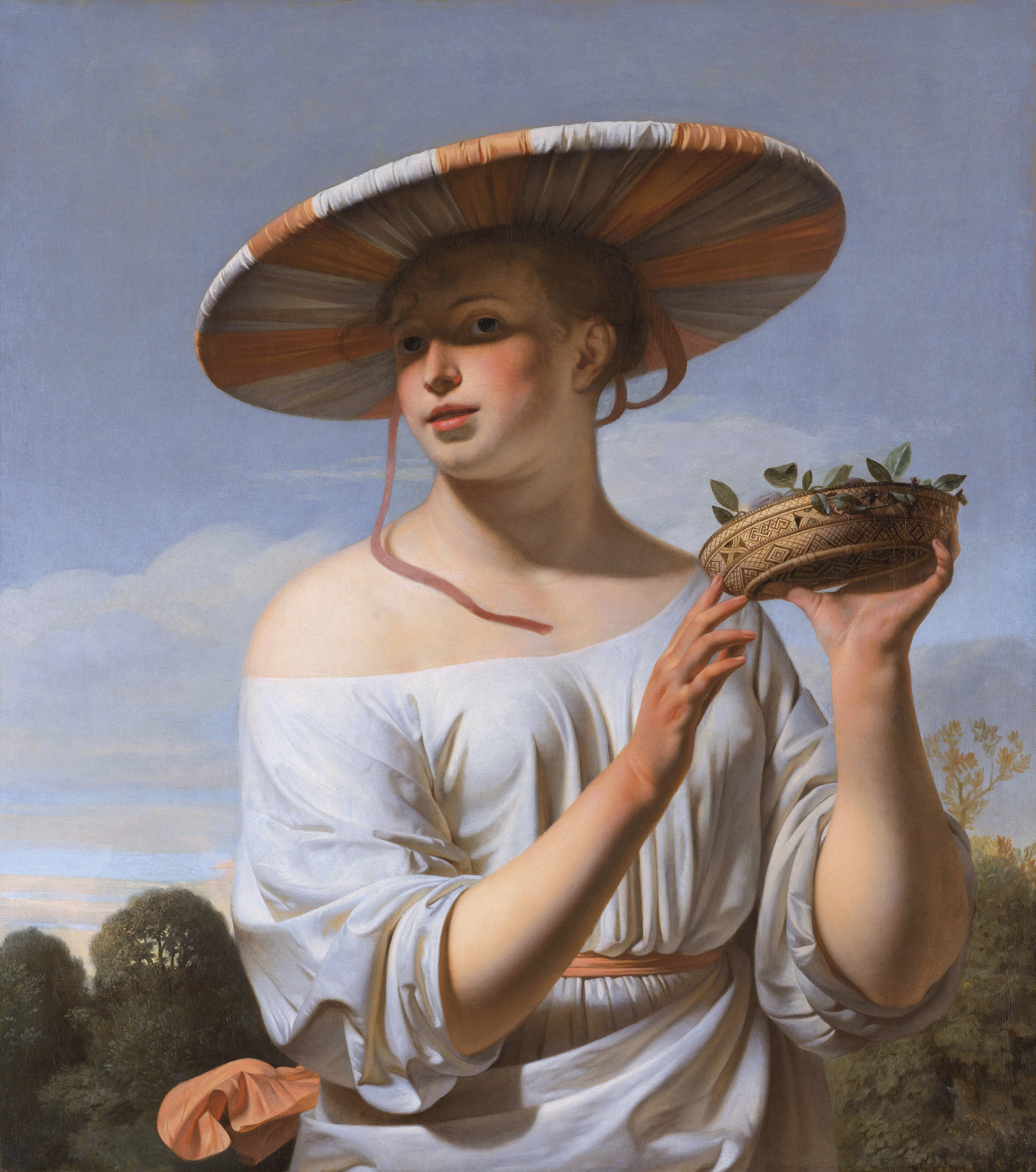
Caesar van Everdingen: Lány széles kalappal, 1645–1650 között. Finom, inkább klasszicista stílusú kép

#### Különleges arcképek (tronie-k)
A holland arcképfestészet egy különleges ága volt az úgynevezett karakterfejek,  hollandul és nemzetközileg is ismert néven „tronie”-k alkotása. A szó a mai holland nyelvben „arcot” jelent, kissé negatív felhanggal (kb. „pofa”). A 17. században ez a negatív konnotáció még nem érződött. A korabeli tronie festmények a modelljüket furcsa arckifejezéssel, esetleg grimasszal ábrázolták, mindig semleges háttér előtt. Ezek a félalakos portrék általában festészeti gyakorlatok voltak az életkor, a jellem, az öltözködés vagy a hangulat ábrázolására. A modell felismerhetősége mindig alárendelődött a megjelenítés egyéb szempontjainak, egy-egy típus ábrázolására törekedtek. Vermeer számos híressé vált derűs arcot készített, amelyekben elsősorban egy adott arckifejezés vagy érzelem helyes megjelenítését kereste, grimasz nélkül. Rembrandt is nagy sikert aratott tronie képeivel. Az utrechti caravaggisták, Hendrick Ter Brugghen és Dirck van Baburen már sok színes figurát festettek, bohócokat, zenészeket, könnyű erkölcsű hölgyeket és részegeskedőket, ezekben a képekben korán megjelent a tronie-k sok jellegzetessége. A műfaj feltárta a művész képességeit a személyek jellemének megjelenítésére. Bár eredetileg gyakorlatnak szánták, és általában nem rendelésre készültek, hamarosan nagyon népszerűnek bizonyultak a művészeti piacon, és nagy számban adták el őket önálló műalkotásként.

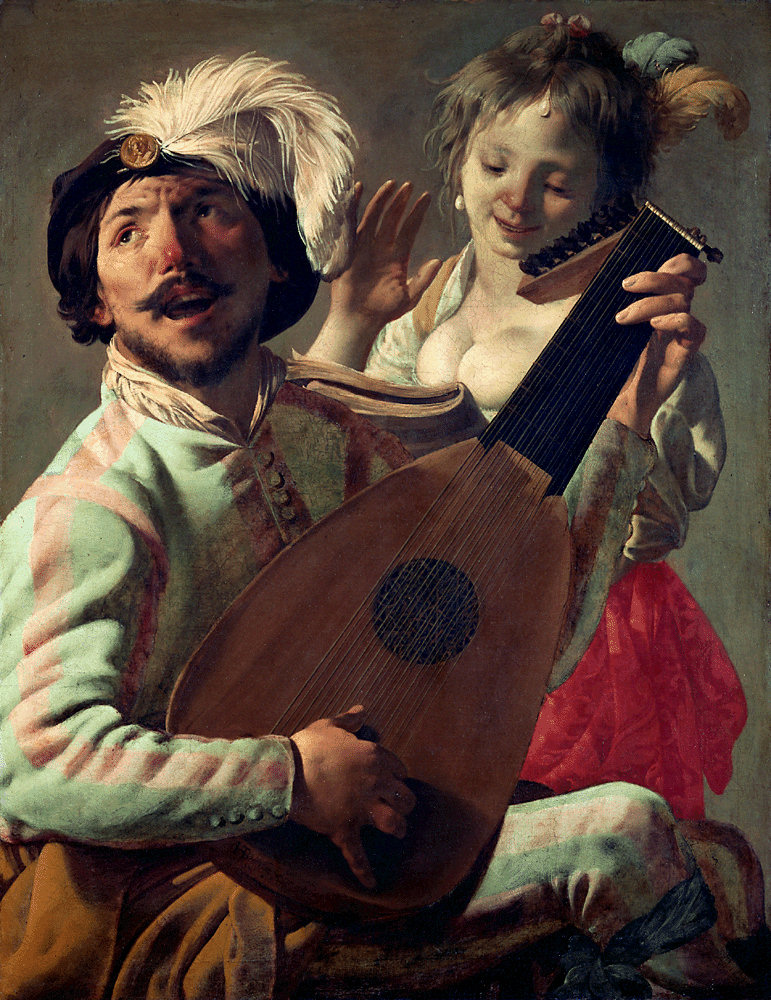
Hendrick ter Brugghen: A duó, 1628
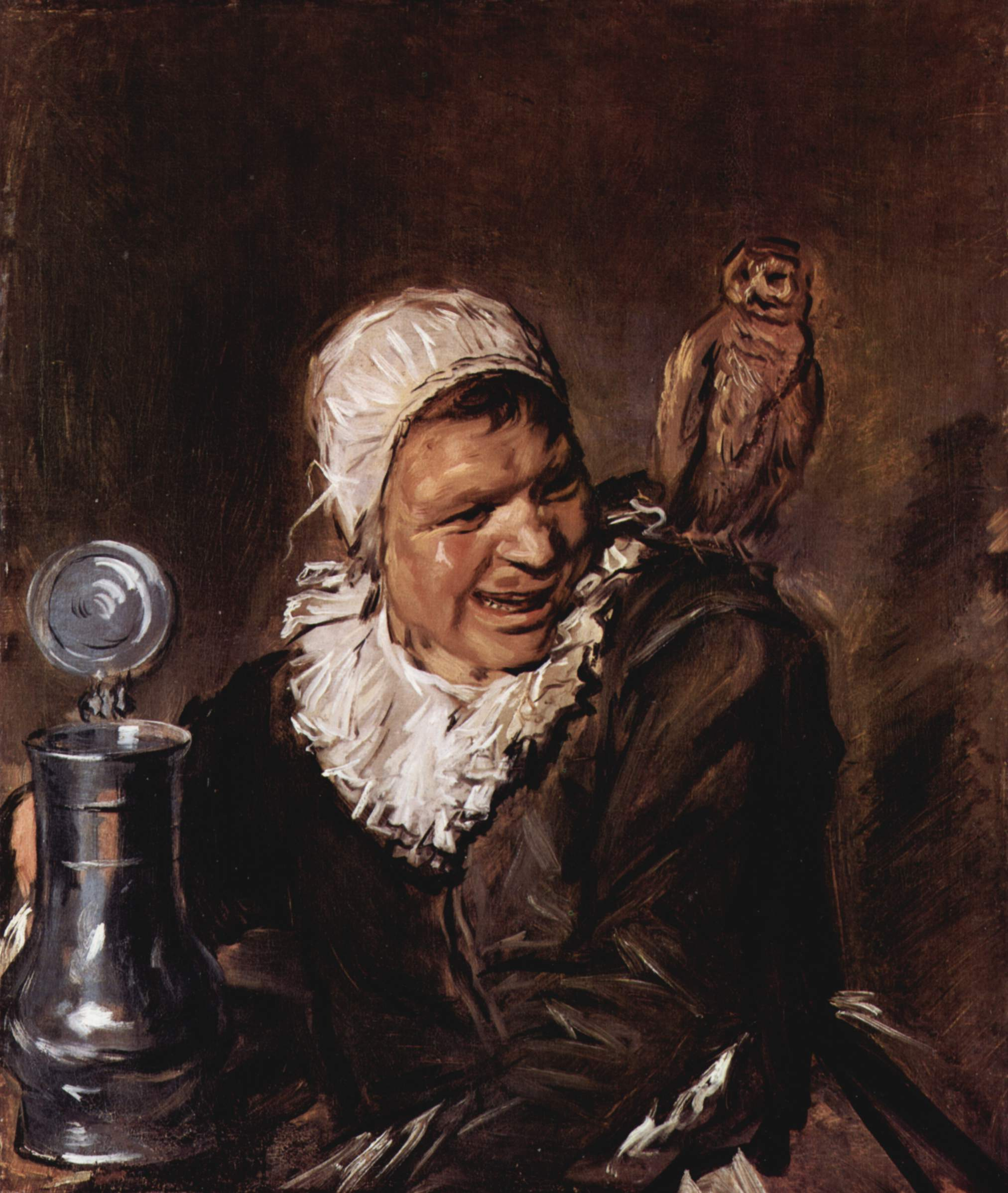
Frans Hals: Buta nő, 1633–1635
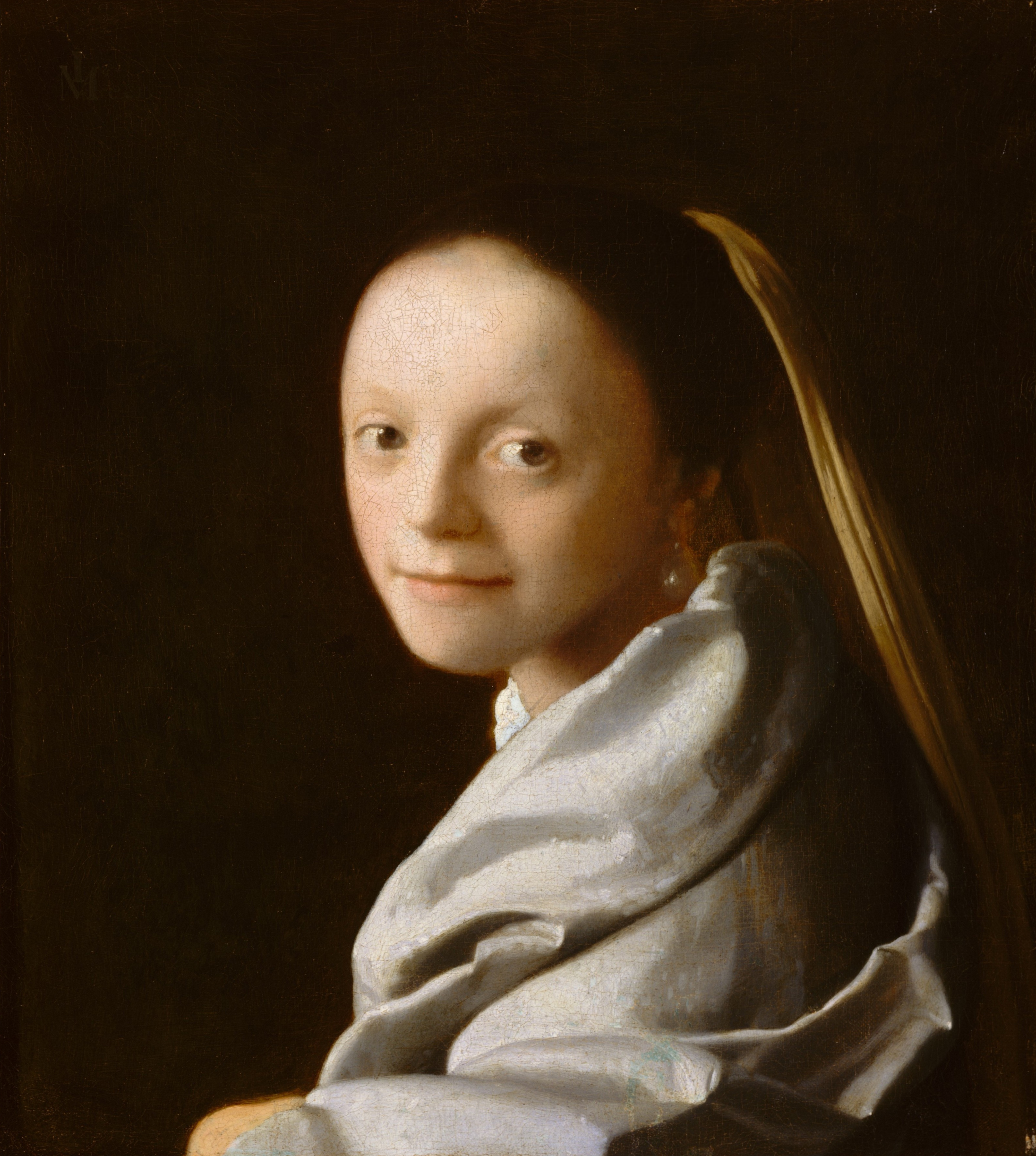
Johannes Vermeer: Leányfej, 1665-1667 körül. Derűs arc csak egy kis érzelem ábrázolásával

#### Önarcképek
Önarcképeket gyakran készítettek tronie-ként, tanulmányként. Az önarcképek azonban a 17. században önálló műalkotásként is általánossá váltak, ahol a művész meg akarta mutatni, ki is ő. A festő gyakran helyezte el magát munkakörnyezetében, körülvéve olyan attribútumokkal, amelyek elárulnak valamit önmagáról és arról, amit fontosnak tartott. Ezzel igyekezett ábrázolni jellemét és státuszát. Rembrandt különösen sok önarcképet festett. Ezek külön kategóriát alkotnak az aranykor holland portréiban.  Az önarcképeket általában nem eladásra, hanem tanulmányként vagy saját szórakoztatásukra festették. David Bailly például élete végén egy vanitas csendéletben helyezte el saját képmását, ezzel mintegy dacolva az idő múlásával és a halállal.

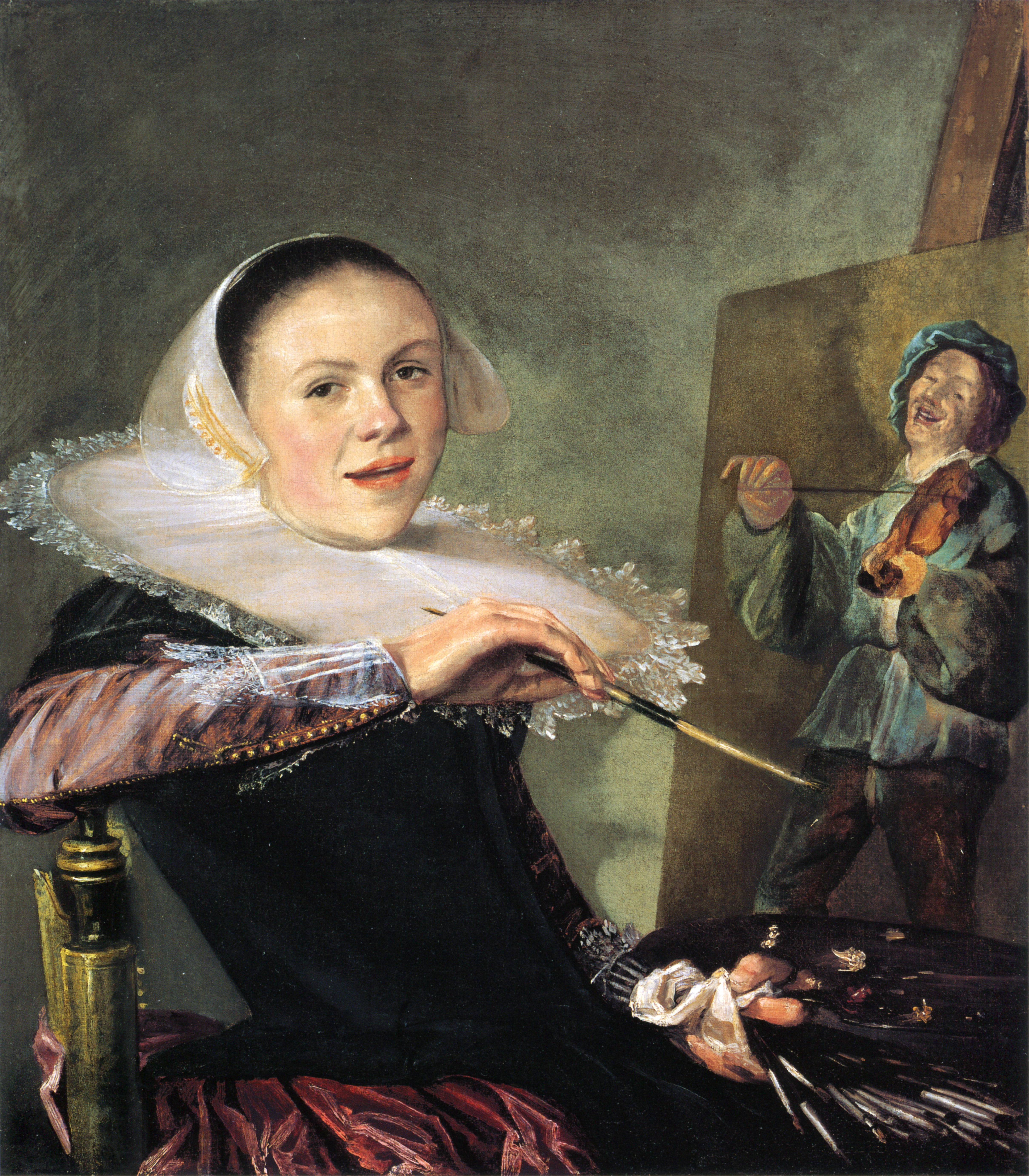
Judith Leyster önarcképe, 1630 körül. Leyster volt a mindössze két nő egyike, akiket a 17. században felvett a haarlemi festők céhe
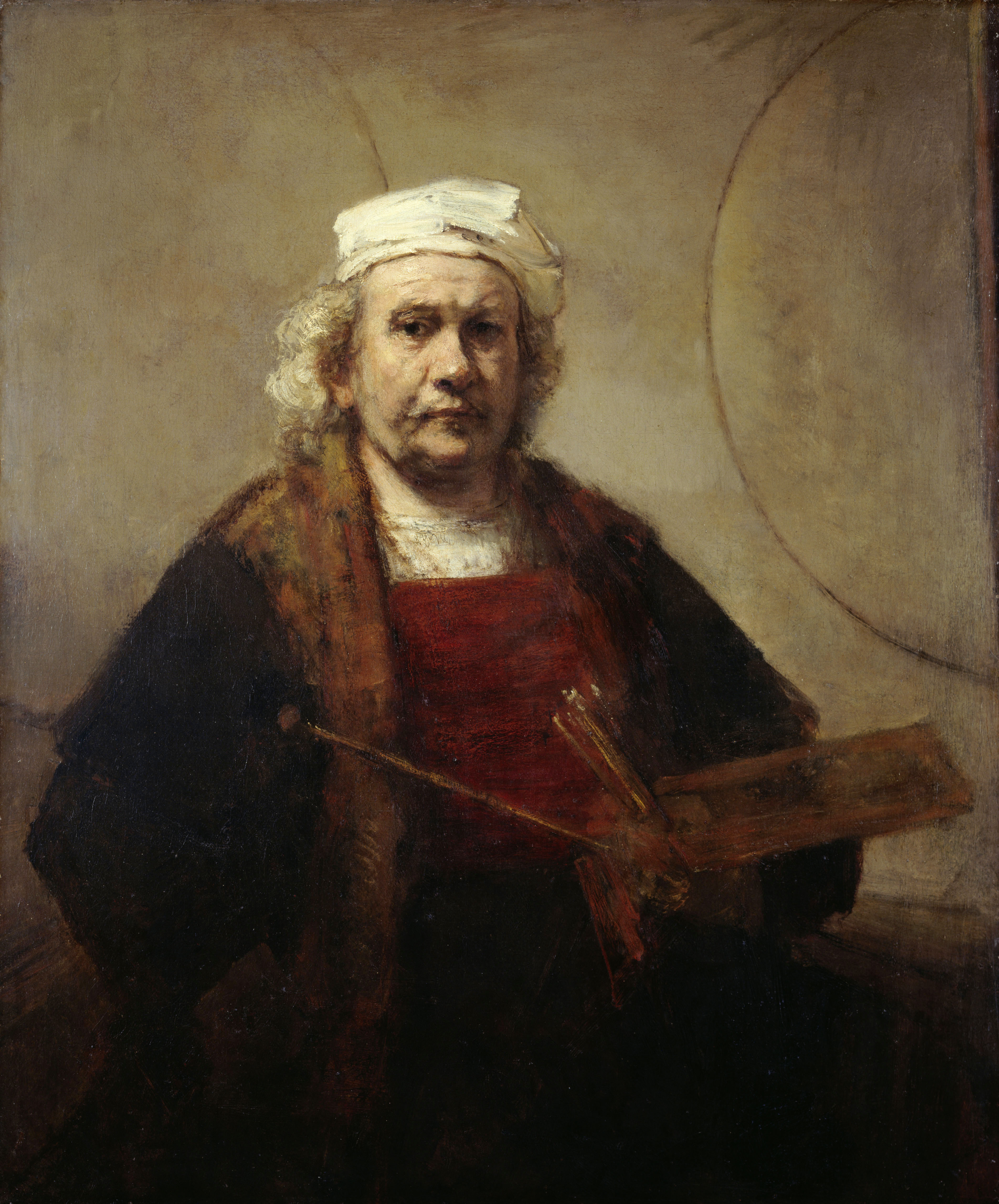
Rembrandt: Önarckép két körrel, 1665-1669, késői alkotás az önarcképek hosszú sorozatából, pépes és laza festés, sok kontraszttal
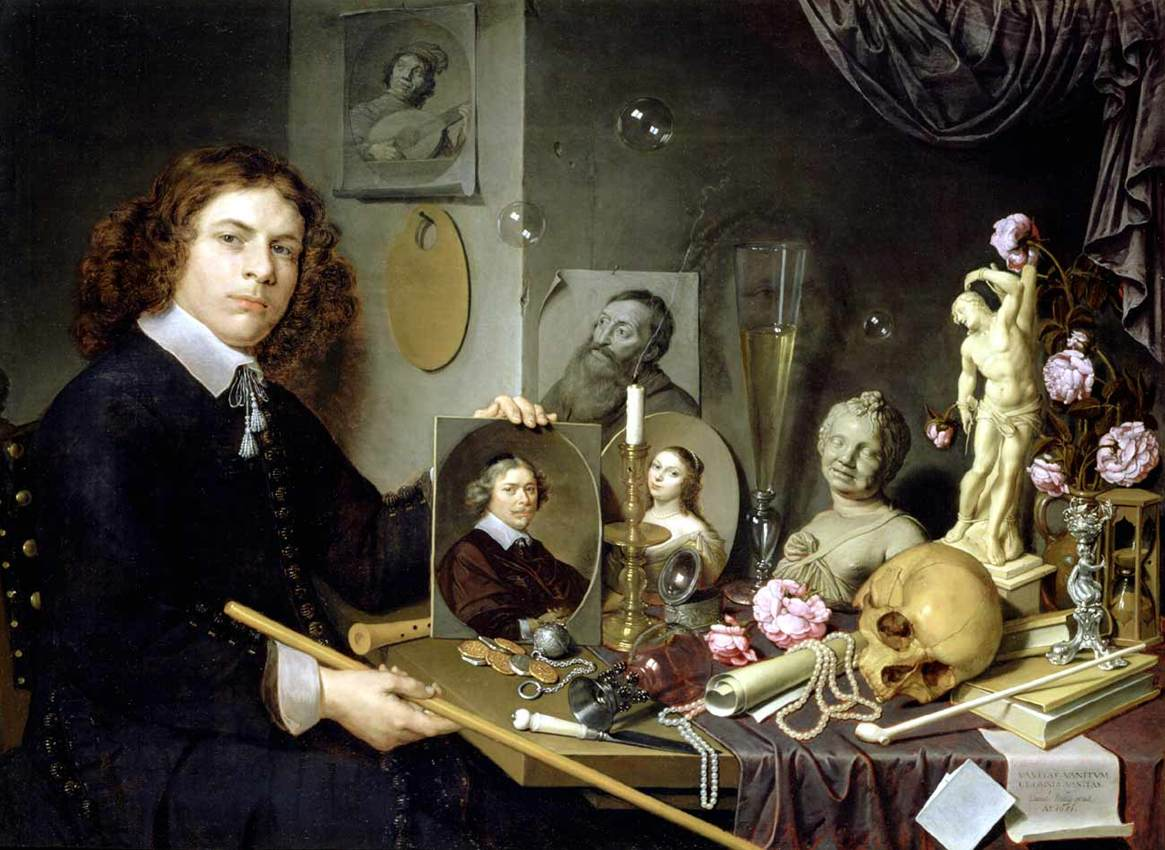
David Bailly: Vanitas-csendélet önarcképpel, 1651 közül. A festő olyan tárgyakkal vette körül magát, amik mondanak valamit az életéről

#### Csoportképek

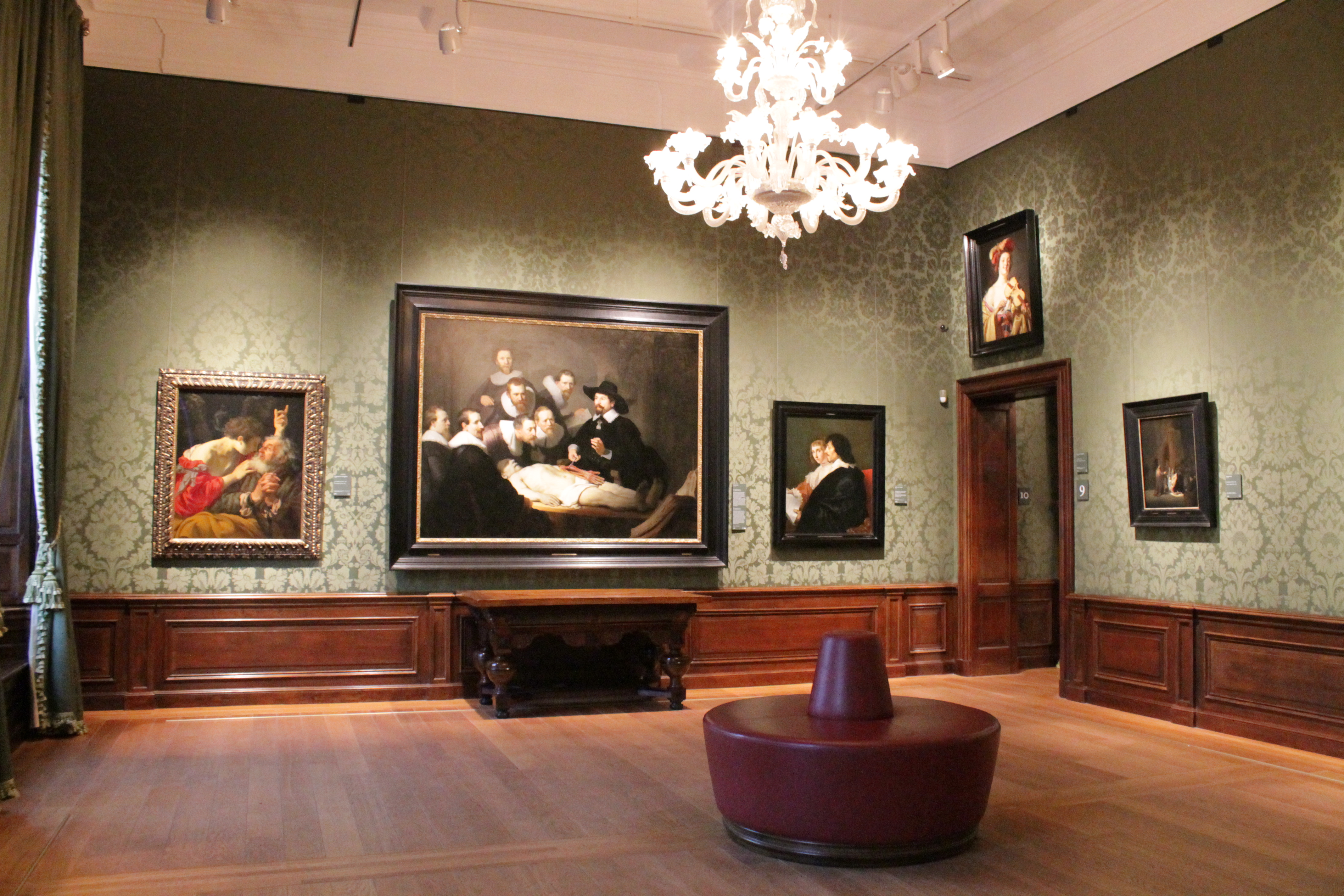
A Dr. Tulp anatómiája a hágai Mauritshuisban

Új jelenség volt a csoportportrék készítése egyes intézmények tagjainak és más társaságoknak a megrendelésére. Kezdetben ezek még nagyon formálisak és szigorú felépítésűek voltak: szépen pózoló csoportok egy asztal körül, mindenki tekintete egyenesen a nézőre irányult. A ruházatot és a textúrát, a bútorokat és egyéb tárgyakat aprólékos részletességgel ábrázolták. Ki kellett emelniük kellett az ábrázoltak társadalmi helyzetét. Később a csoportos jelenetek élénkebbé váltak, és ez a művészeti forma egyedülálló színvonalat ért el Rembrandt ikonikus festményével, a Éjjeli őrjárattal.
A családokon kívül, akik szerették, ha fényűző otthonaikban, gyakran különleges eseményeken, például esküvőkön ábrázolták őket, a polgári, társadalmi szervezetek új formáinak tagjai szívesen mutatták be magukat csoportként. Ide tartoztak a céhek, az alapítványi formában működő kórházak, árvaházak vezetőségei. Szokás volt e szervezetek tanácstermeit ilyen jellegű csoportképekkel díszíteni, gyakran a vezetőségek egymás utáni generációit is kihelyezték a falakra. A csoportképek szereplői az kívánták, hogy erőteljes, örömteli, alkotó világfiakként mutassák meg őket. A festőnek mindenkire teljes figyelmet kellett fordítani, mert mindenki külön fizetett a festőnek az ábrázolásáért. A többletfizetés előtérbe kerülést eredményezett és fordítva.
A tudományos társaságok tagjai gyakran műszereik és tanulmányi tárgyaik között ülve pózoltak. A Dr. Tulp anatómiája (1632) magyar című festményen számos orvos gyűlik össze egy holttest körül, miközben egyikük előadást tart. A posztós céh elöljárói (1662) című képhez hasonlóan ezek a tekintélyes emberek szerették magukat komoly tekintettel, asztal körül ülve láttatni. Öltözetük a protestáns körökben általánosan elterjedt, józan sötét ruha, bár katolikusok is tartoztak a testületbe. Ezzel a szigorúságukat, alázatukat hangsúlyozták, de a ruhák jól ábrázolt finomsága és szabása egyértelművé tette, hogy nem tartoznak a legkisebbek közé.
A legismertebb 17. századi csoportképek közé tartoznak a polgárőrök csoportos portréi. Ezek a lövészegyletek a tehetős polgárság tagjaiból álló egyfajta félkatonai szervezetek voltak. Formális céljuk a város védelme volt, de a gyakorlatban főleg ceremoniális célokat szolgáltak. Épületeik gyakran a város legszebbjei közé tartoztak, nagy bankett-termekkel, amelyekben elhelyezték a milícia tagjait ábrázoló alkotásokat. A leghíresebb ilyen kép, Rembrandt egyetlen milícia-képe, az Éjjeli őrjárat a Frans Banninck Cocq társaságának otthont adó Kloveniersdoelen bankett-termének díszítésére szolgált.
A polgárőröket ábrázoló festmények főként Amszterdamban és Haarlemben készültek. Egy-egy ilyen megbízás megszerzése megtiszteltetésnek számított, általában a legnevesebb festőknek tartották fenn, akik között éles verseny dúlt. Amszterdamban többek között Govert Flinck és Bartholomeus van der Helst tevékenykedett. Haarlemben a vezető tekintély Frans Hals volt.

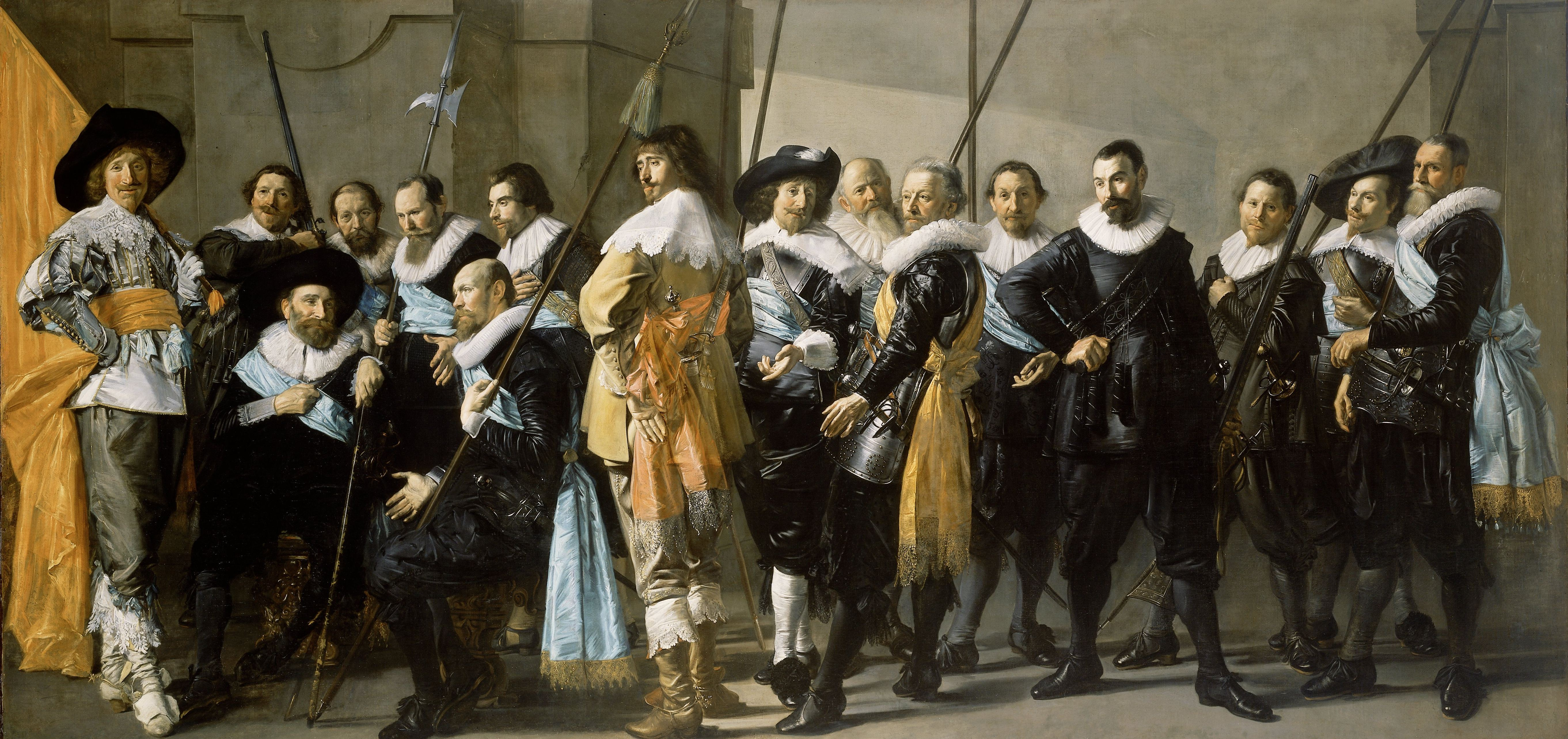
Frans Hals és Pieter Codde: A karcsú társaság. Hals 1633-ban kezdett dolgozni ezen a milícia-képen. A megrendelőkkel folytatott vita után Pieter Codde fejezte be azt 1637-ben
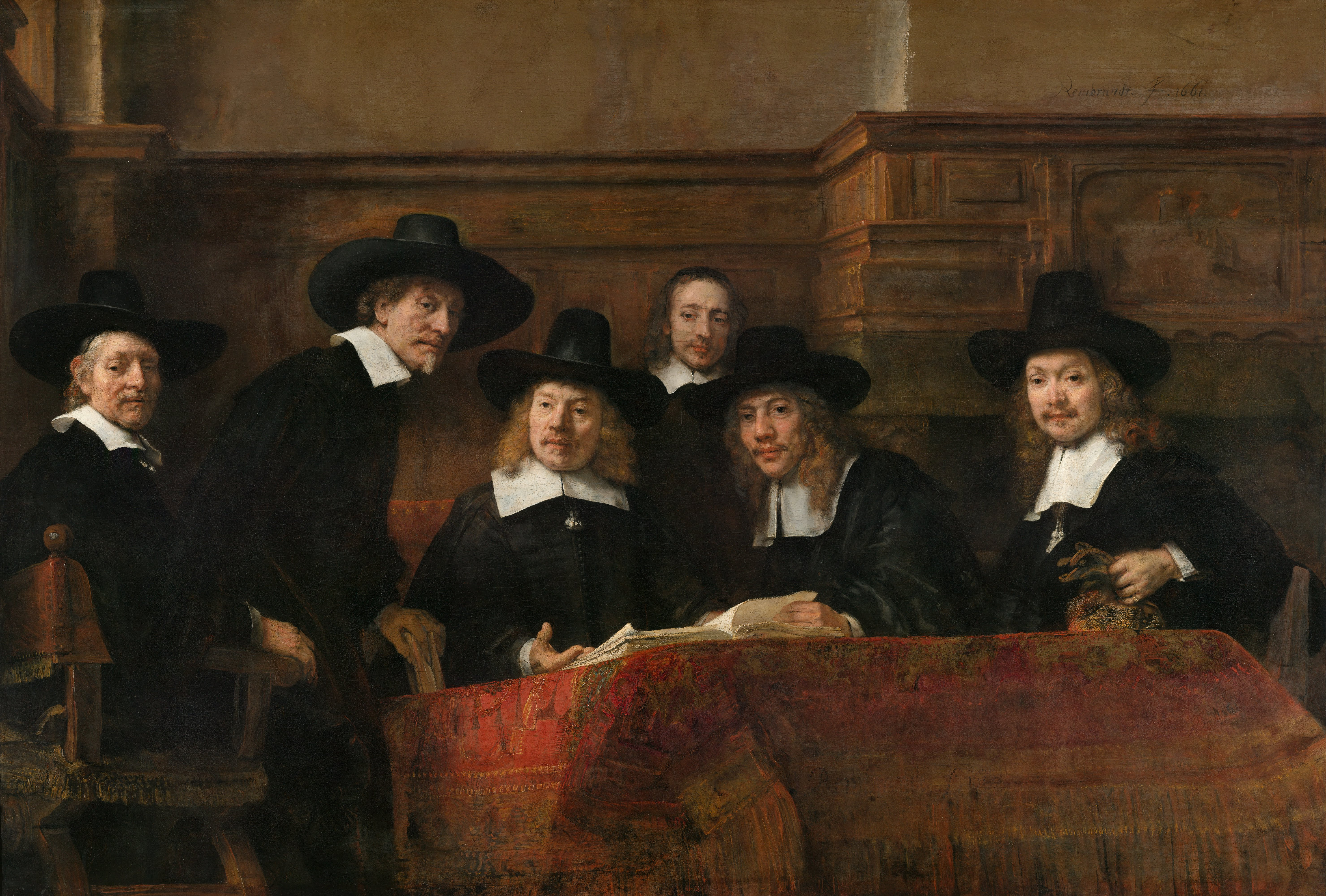
Rembrandt: A posztós céh elöljárói, 1662. Társaság komoly tekintettel, józan sötét ruhában, de a kép mégis mozgalmas

### Tájképek

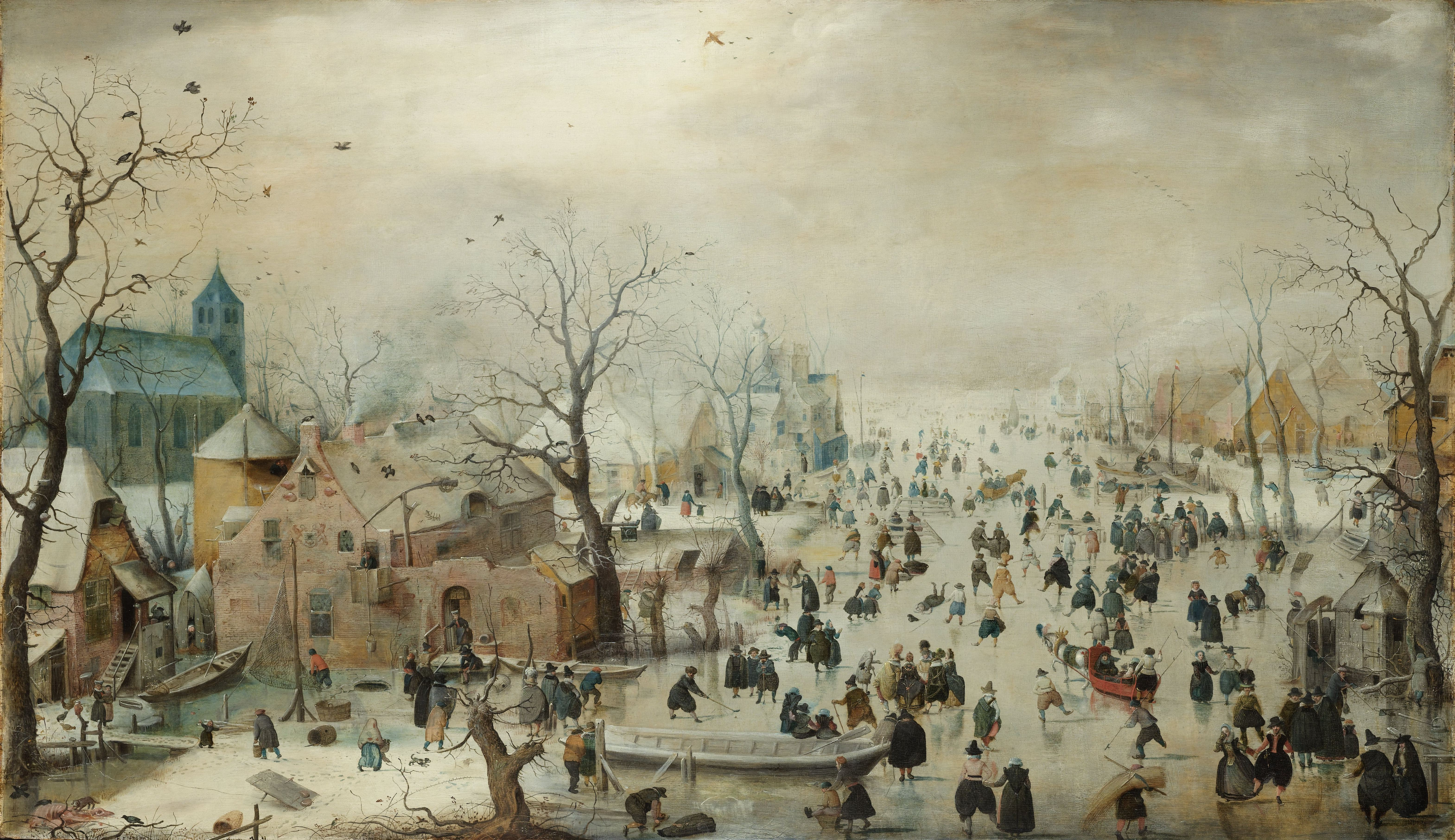
Hendrick Avercamp: Téli táj jégi mulatságokkal, 1608. Itt még érződik a flamand festészet hatása

A 17. század elején a holland tájképfestészetre még erősen hatott a 16. századi dél-németalföldi, flamand hagyomány, mint Joachim Patinir és különösen Pieter Bruegel festészete. A flamand hagyomány azonban nem igazán volt realista. A festményeket műteremben készítették, emlékezet és fantázia alapján. Az észak-holland követőik, mint Hendrick Avercamp és Esaias van de Velde voltak az elsők, akik ezen változtattak. Megfigyeléseik alapján festettek, gyakran a szabadban, a helyszínen készített vázlatokból. Az 1620-as évektől alapvetően realista, tipikus holland tájképfestészet alakult ki, jellegzetes figyelemmel a légköri perspektívára és a fény szerepére. A kompozíciók feszesebbek, józanabbak lettek, tiszta vízszintes és átlós vonalakon alapultak. A horizontot szándékosan alacsonyan tartották, bőven hagyva teret a jellegzetes széles holland felhős égboltnak. Ennek az iránynak fontos képviselői Jan van Goyen, Aert van der Neer, Salomon van Ruysdael és Pieter de Molijn.
Az aranykor közepe táján a holland tájfestészet egy lépéssel tovább ment a stílusfejlődés terén. A levegőre fordított figyelem megmaradt, de egyre nagyobb hangsúlyt kapott a kompozíció kifejezőereje. Ez különösen az erős világos és sötét kontrasztokban nyilvánult meg. Különösen a felhős égbolt vált egyre impozánsabbá. A fő cél a természet nagyságának („Isten teremtményének”) hangsúlyozása volt, amit gyakran különálló elemek, például öreg fa, malom vagy torony hozzáadásával értek el. Ezeket gyakran alulnézetben festették, hogy növeljék a drámai hatást. Ennek a fejlődésnek a legfontosabb képviselői Jacob van Ruisdael, akit általában a holland táj mesterének tartanak, és tanítványa Meindert Hobbema, akinek munkássága Angliában nagyon népszerűvé vált. Jan van Kessel, Jan Wijnants és Philips Koninck is ebbe a körbe tartozik.
A tájképek különböző típusai léteztek voltak. A folyami tájak nagyon hollandosak voltak, széles árterekkel, legelésző tehenekkel, csónakokkal a vízen, gyakran egy város sziluettjével a háttérben. Népszerűek voltak a dűnéket ábrázoló képek és a téli tájképek, csakúgy, mint a tipikus holland legelők szarvasmarhákkal, gyakran bikákkal és tehenekkel, ábrázolásuknak Paulus Potter volt a legfontosabb mestere. Adriaen van de Velde, Simon van der Does, Aelbert Cuyp és Dirck van Bergen is gyakran festett teheneket és más állatokat tájképeken. Philips Wouwerman a lovak festőjeként szerzett hírnevet. Az állatfestés a 17. században önálló mesterséggé vált. Szembetűnő az alapos anatómiai ismereteken alapuló realista megközelítés. Az állatfestők gyakran mások tájait is felhasználták, ebbe helyezték bele jószágaikat. 

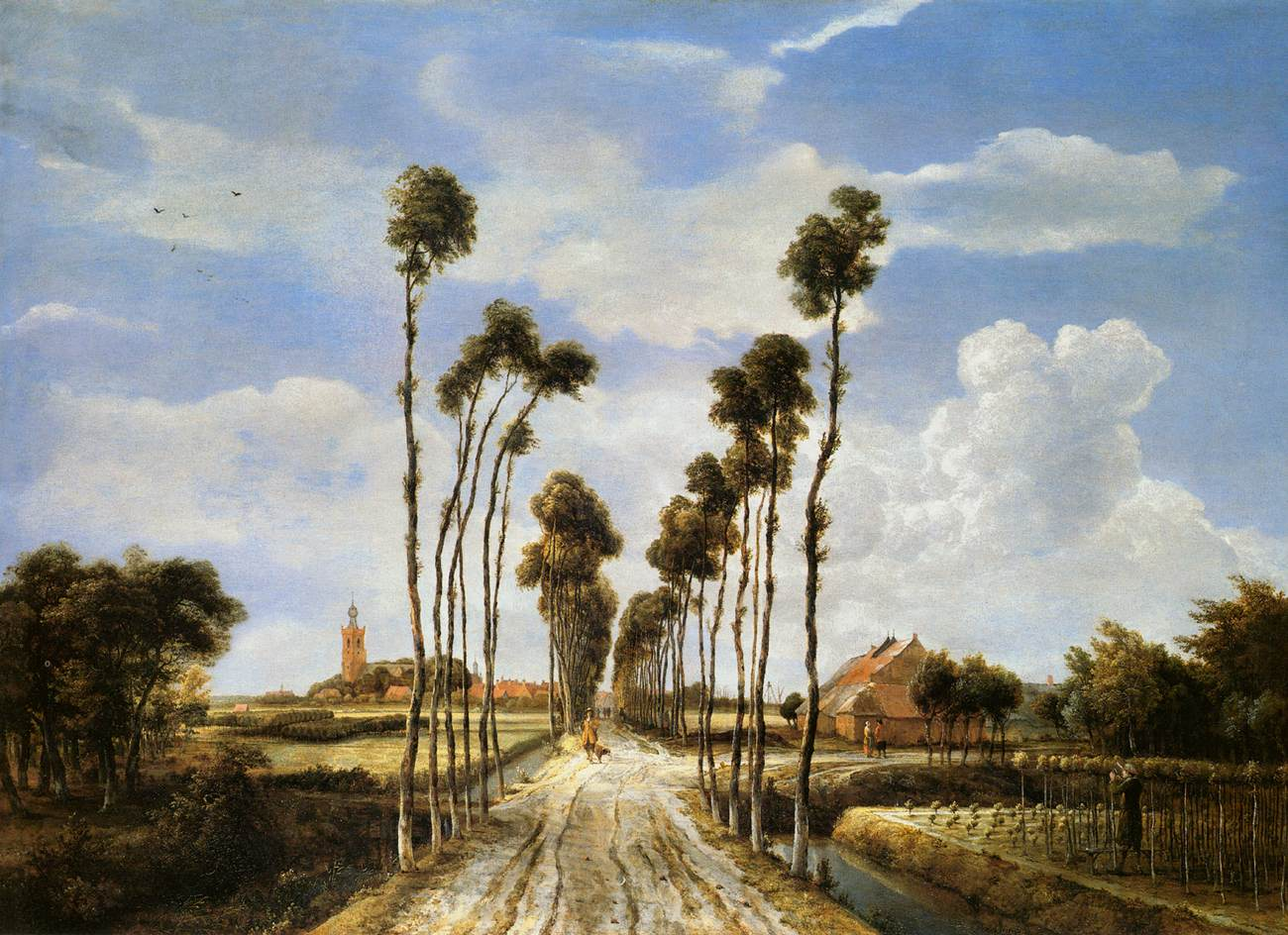
Meindert Hobbema: Middelharnisi út, 1689. A fák és az út perspektivikus ábrázolás, egy központi eltűnési ponttal extra mélységet teremt
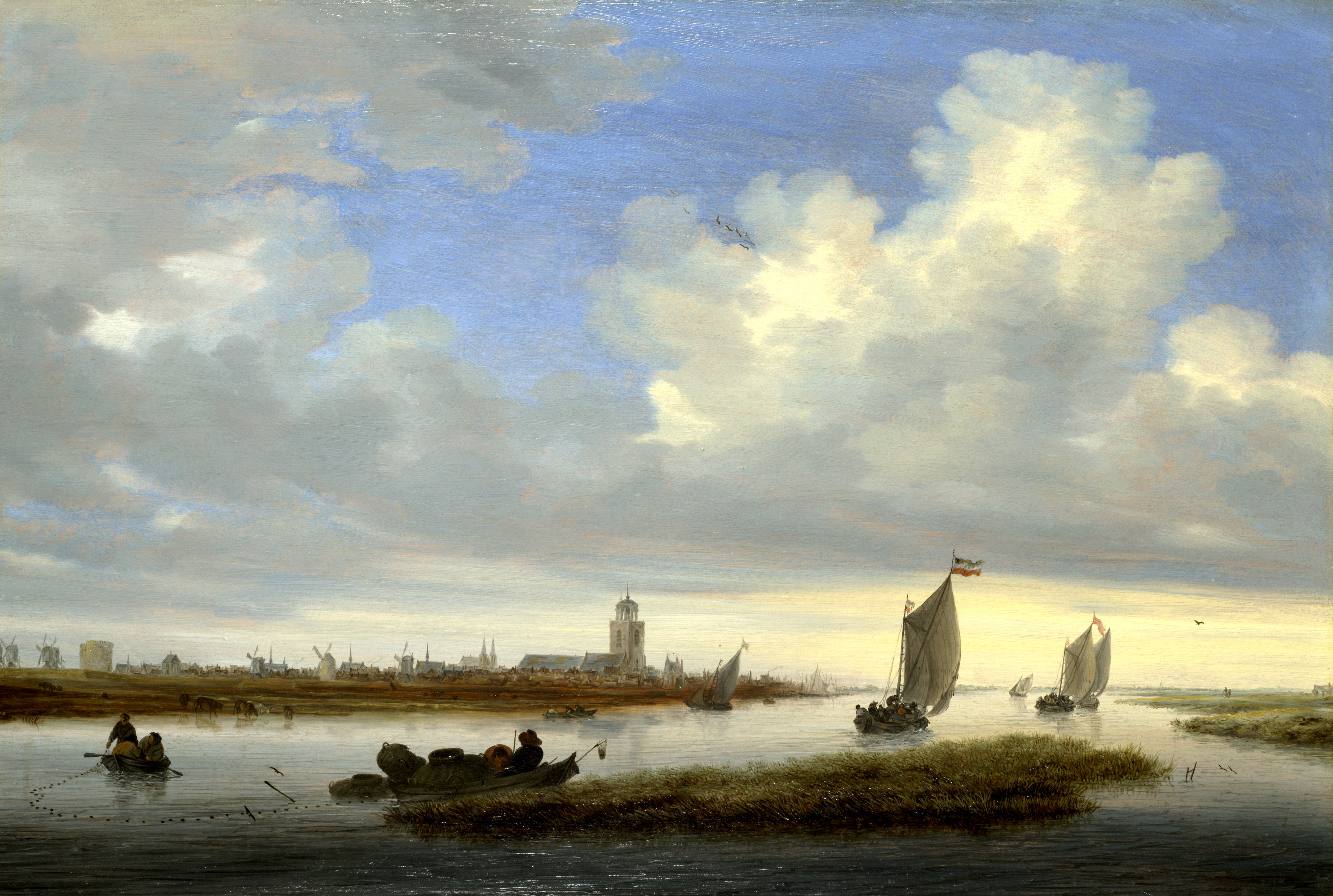
Salomon van Ruysdael: Deventer látképe északnyugat felől, 1657. A festő célja a nyugalom érzékeltetése
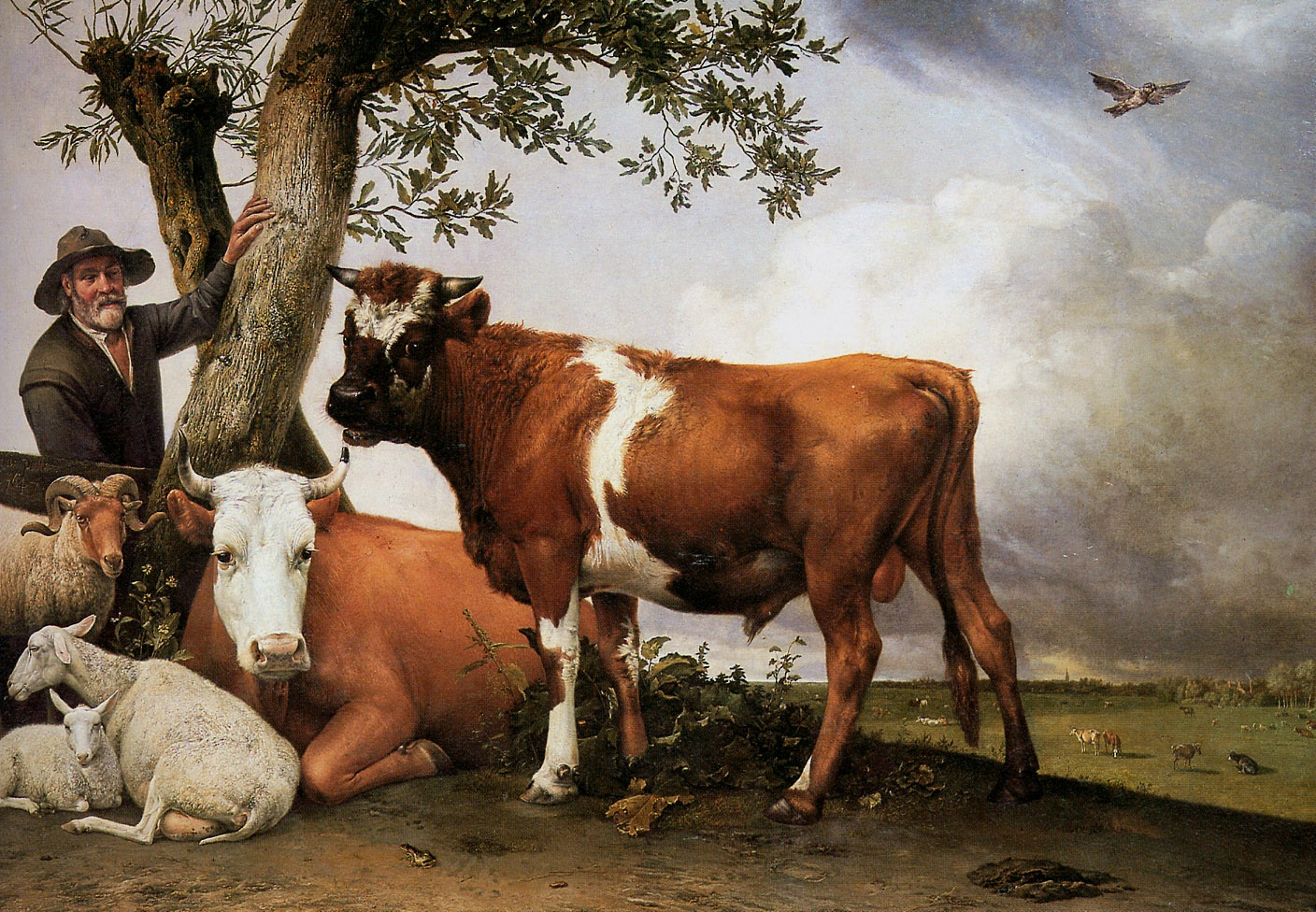
Paulus Potter: A bika, 1647, példa egy szarvasmarhákkal teli tájra, előrevetítve a 19. századi festészetet, amikor a téma általánossá vált.

#### Külföldi tapasztalatok, hatások

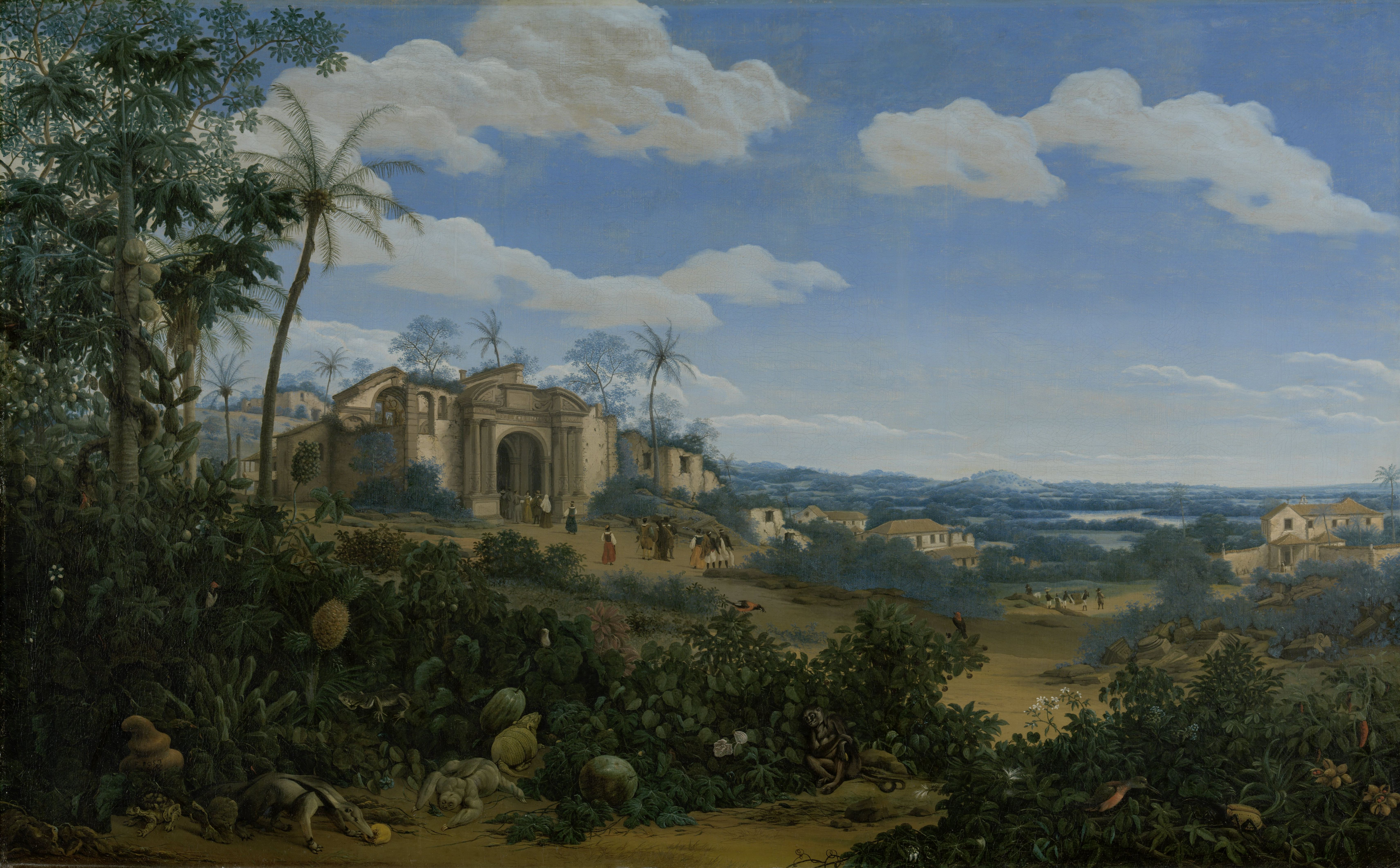
Frans Post: Olinda látképe Holland-Brazíliában A kép 1662-ben készült, néhány évvel azután, hogy Hollandia ezt a gyarmatát feladni kényszerült

A holland tájak ábrázolása mellett az aranykor festői változatosabb külföldi tájakat is vászonra vittek. Jacob van Ruisdael gyakran keresett inspirációt a német tájban. Bad Bentheimben egész sorozat festményt készített a helyi kastélyról, amit hegyvidéki környezetbe helyezett. 
Németországnál gyakrabban volt Itália a festők ihletének forrása. A művészek egész csapatai tettek hosszú tanulmányutakat a mediterrán földön, az idilli környezetben. Ők később az italianisták nevet kapták a művészettörténetben. Közéjük tartozott a Rómában élő és alkotó holland festők csoportja, a Bentvueghels társaság, akiknek száz éves történetük alatt körülbelül 480 tagjuk volt. Fontos képviselőjük volt Jan Both, aki Rómában Claude Lorrainnel együtt dolgozott, Bartholomeus Breenbergh, Cornelis van Poelenburch, Wouter Crabeth II, és később Nicolaes Berchem, Herman van Swanevelt, Adam Pijnacker, Adriaen van der Kabel, Jan Asselijn, Abraham Bloemaert, Jan Baptist Weenix meg Karel Dujardin. Amennyiben egyáltalán hazatértek, Hollandiában romantikus tájképeket festettek, staffázs alakokkal, romokkal, leggyakrabban a terepen készült vázlatok alapján.
Mások, mint Hercules Seghers, Philips Wouwerman és Aelbert Cuyp az italianisták hatására otthon alkottak hasonló képeket, anélkül hogy elutaztak volna. Allaert van Everdingen északra utazott és skandináv tájakat festett vízesésekkel. Frans Post eljutott egészen Brazíliába. A kor holland tájképfestészete nagy hatást gyakorolt a későbbi romantikára. 

Jan Both: Olasz tájkép rajzolóval, 1650–1652 körül, az italianisták munkáinak jellegzetes példája
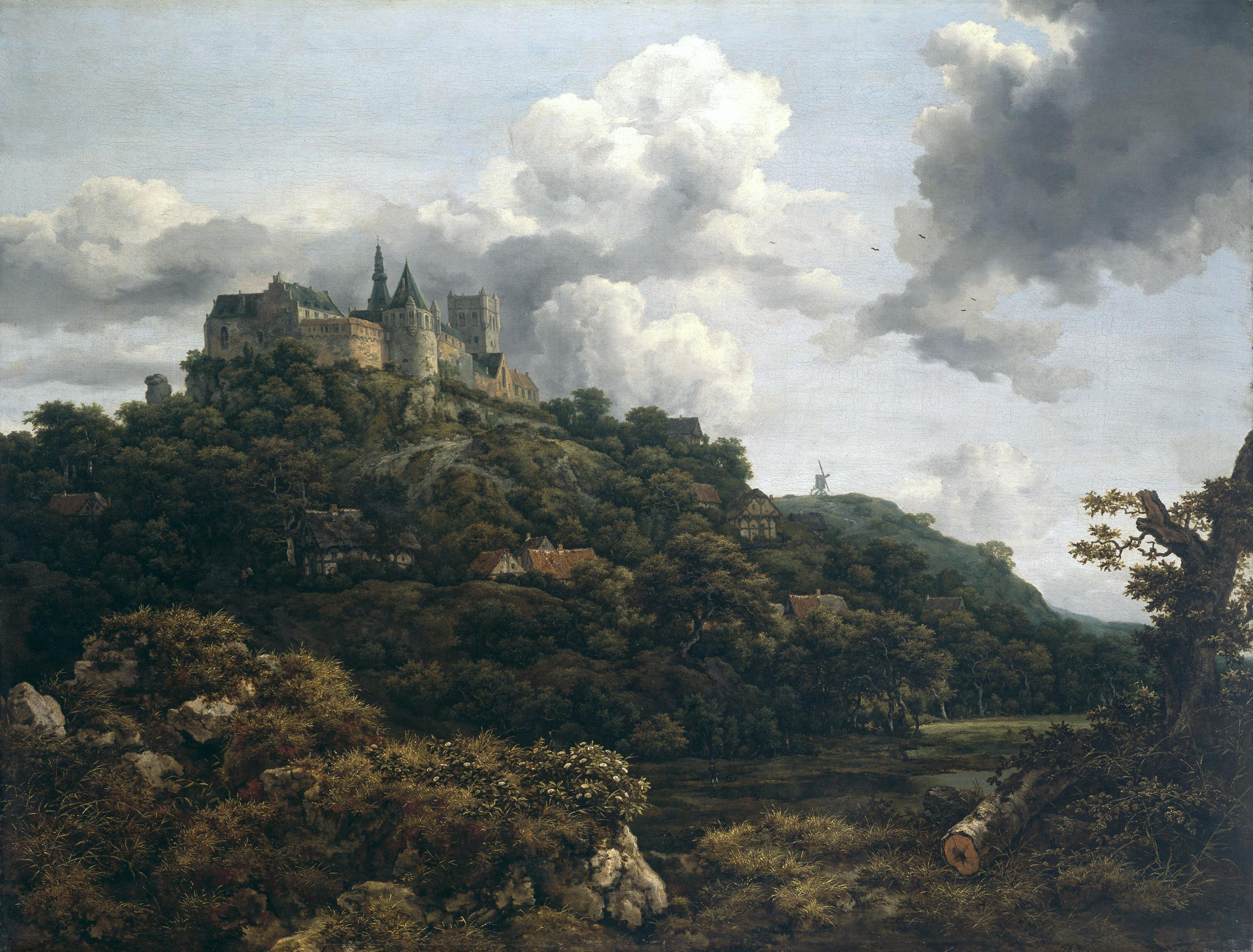
Jacob van Ruisdael: Bentheim kastélyának látképe, 1653 körül
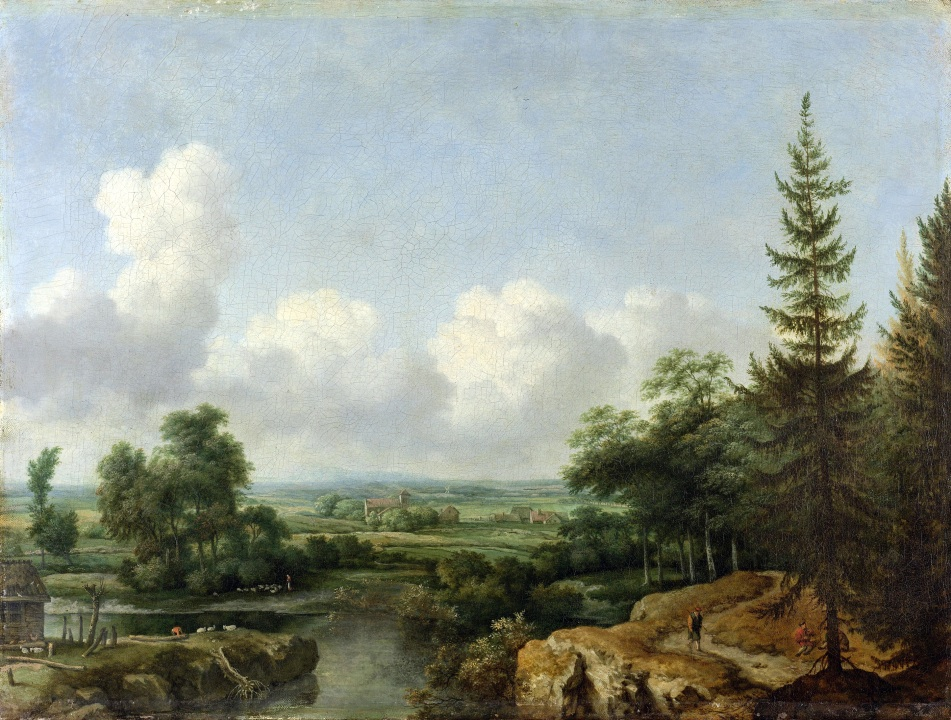
Allaert van Everdingen: Svéd tájkép, 1650–1675

### Tengeri látképek

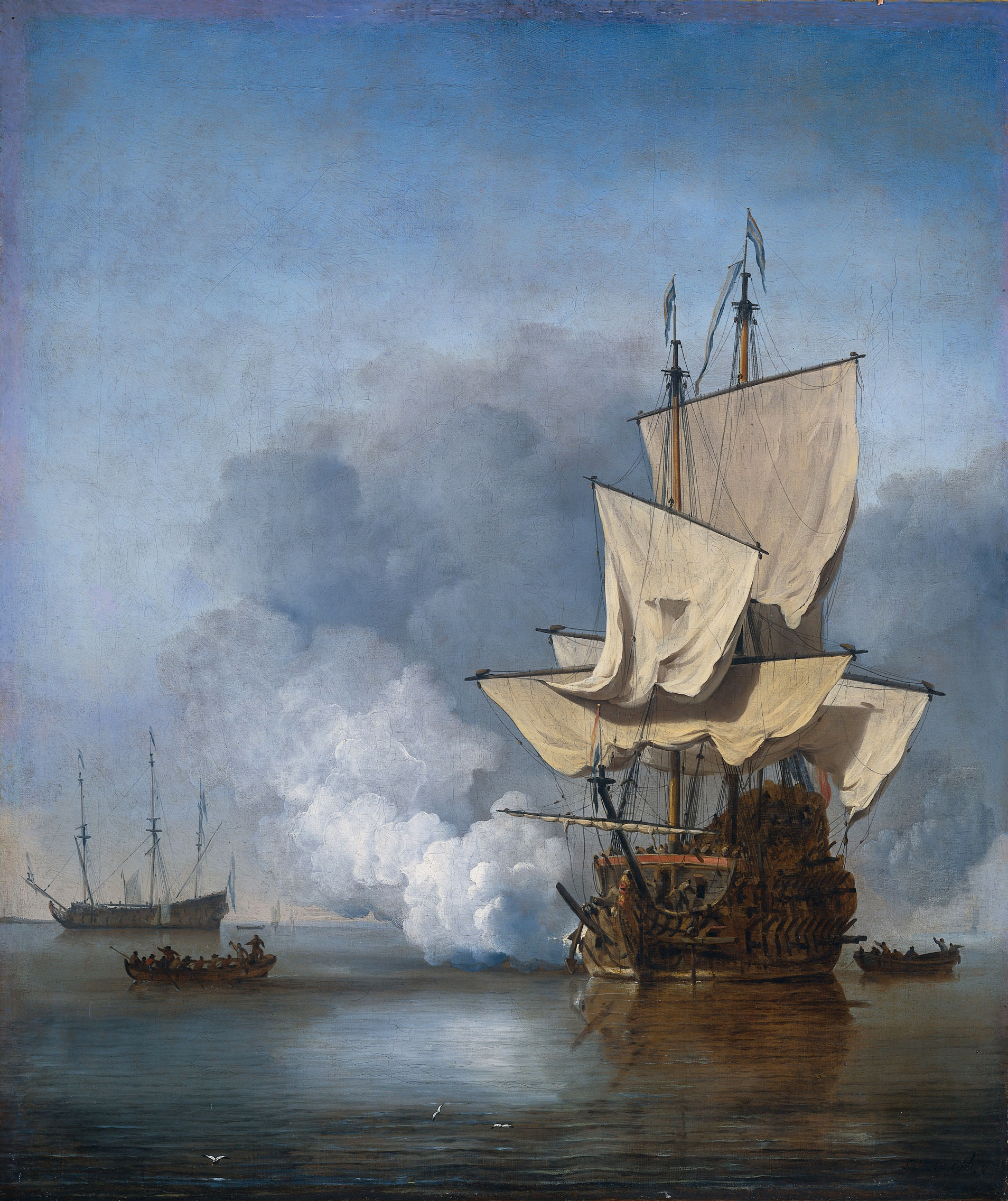
Willem van de Velde (1633–1707): Az ágyúlövés, 1660 körül, a holland hadiflotta erejét és büszkeségét tükrözi a kép

A tájképekhez hasonlóan a tengeri tájkép is olyan műfaj, amelynek gyökerei a 16. század végére nyúlnak vissza. Akkoriban és a 17. század elején is főleg a történelmi tengeri csaták ábrázolásáról volt szó. A művek általában egy városháza vagy admiralitás falainak díszítésére szolgáltak, de egyúttal beszámolóként is szolgáltak a nagy csatákról, híres hajókról, fontos eseményekről. Hendrick Cornelisz Vroom és Cornelis Claesz. van Wieringen voltak a tengeri festők ezen első csoportjának jeles képviselői.
Az aranykor első évtizedeiben a tengeri tájakat megfosztották a hajók zsúfoltságától, és a művészek a vizek csendjére vagy éppen a vihar erejére koncentráltak. A konkrét esemény a hajók főszereplésével átadta helyét a tenger szépségének, nagyszerűségének. Jan Porcellis volt az, aki először tükrözte ezt a változást. Egyre gyakrabban ábrázoltak kisebb halászhajókat. A horizont lesüllyedt, és az égbolt széles és drámai lett. Simon de Vlieger festményein a horizont néha olyan alacsonyan van, hogy festményei szinte teljes egészében a felhős égboltból állnak. A tenger és a szél tényleges megtapasztalása minden művész munkamódszerének fontos eleme volt. Porcellis maga is kiment egy hajóval a tengerre, hogy személyesen is átélje a tenger érzését. Az atmoszféra egyre fontosabbá vált.
Feltűnő, hogy az aranykor tengeri festői közül sokan ténylegesen közel álltak a tengerészethez. Korának leghíresebb tengeri festője Willem van de Velde (1633–1707) volt. Nemcsak megfestette a tengeri csatákat, hanem meg is tapasztalta azokat. Később számos hajót örökített meg csendes vizeken is.  Apja, Willem van de Velde (1611–1693) vázlatokat készített a kijkduini csatáról, amelyet fia festményre vitt.
1672-ben, a nagy hollandiai katasztrófák évében az apa és fia kettesben Angliába utaztak. Idősebb Van de Velde tollrajzokkal, indiai tintával kivitelezett monokróm, táblára vagy vászonra vitt rajzokkal szerzett hírnevet. Mindketten kivételes pontossággal dolgoztak.
További neves tengeri festők voltak Jan Abrahamsz. van Beerstraten, Hendrick Dubbels, Abraham Storck, Reinier Nooms, Jan van de Cappelle és Ludolf Bakhuizen.

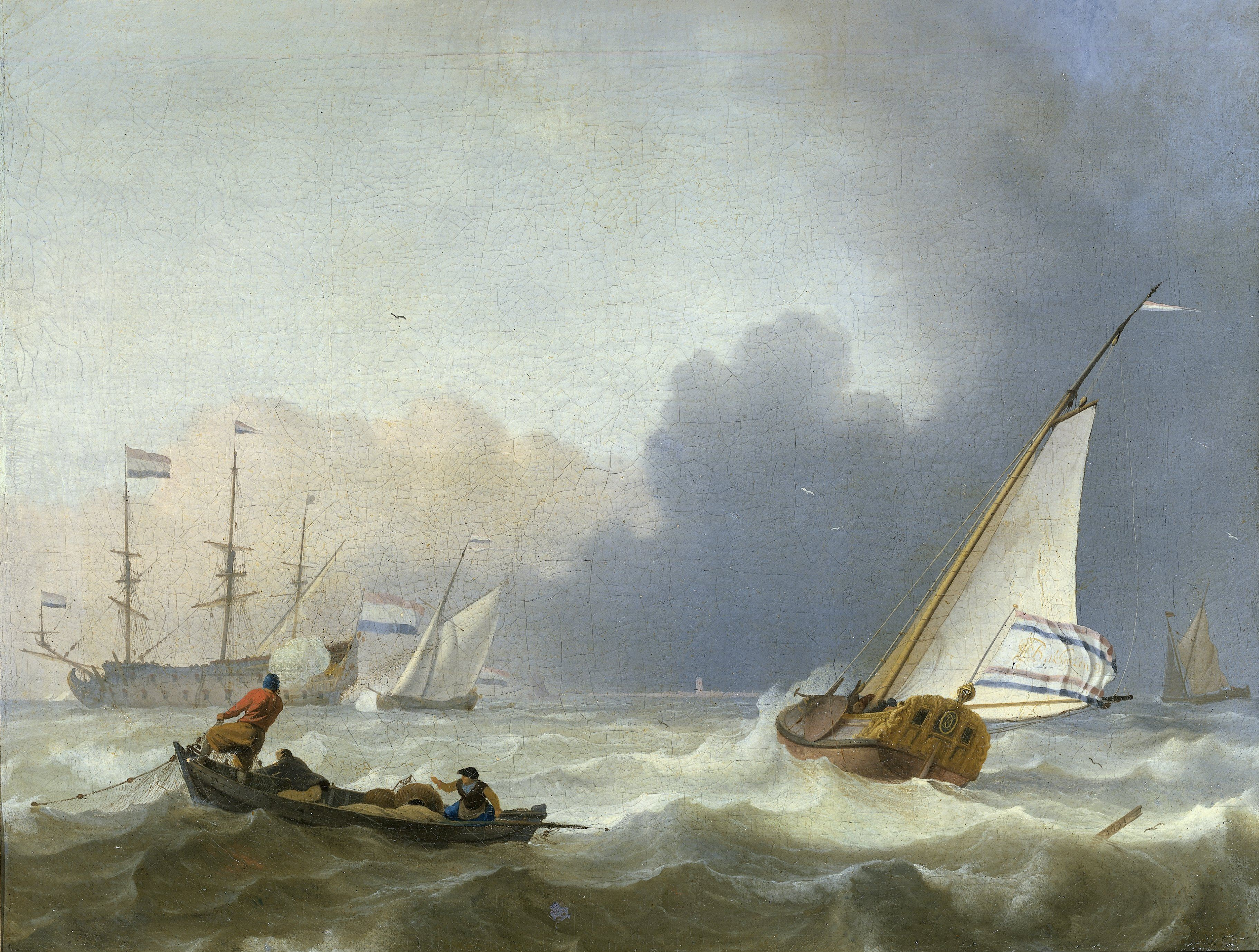
Ludolf Bakhuizen: Holland jacht viharos tengeren, 1694, a képen halászhajók és egy háromárbócos is megjelennek
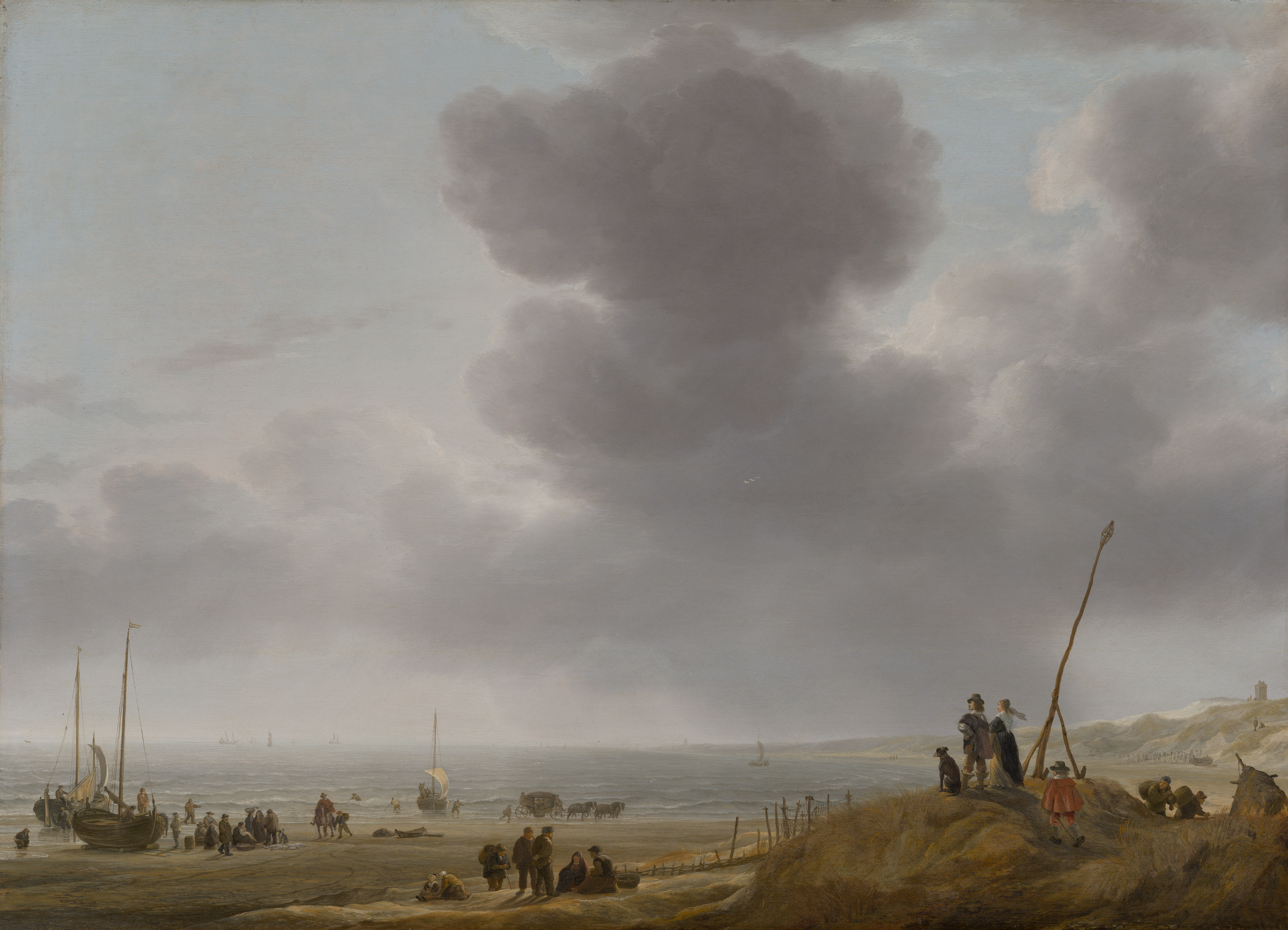
Simon de Vlieger: Tengerparti látkép, 1643, a festmény a tengerpart atmoszférájára, költői hangulatára helyezi a hangsúlyt
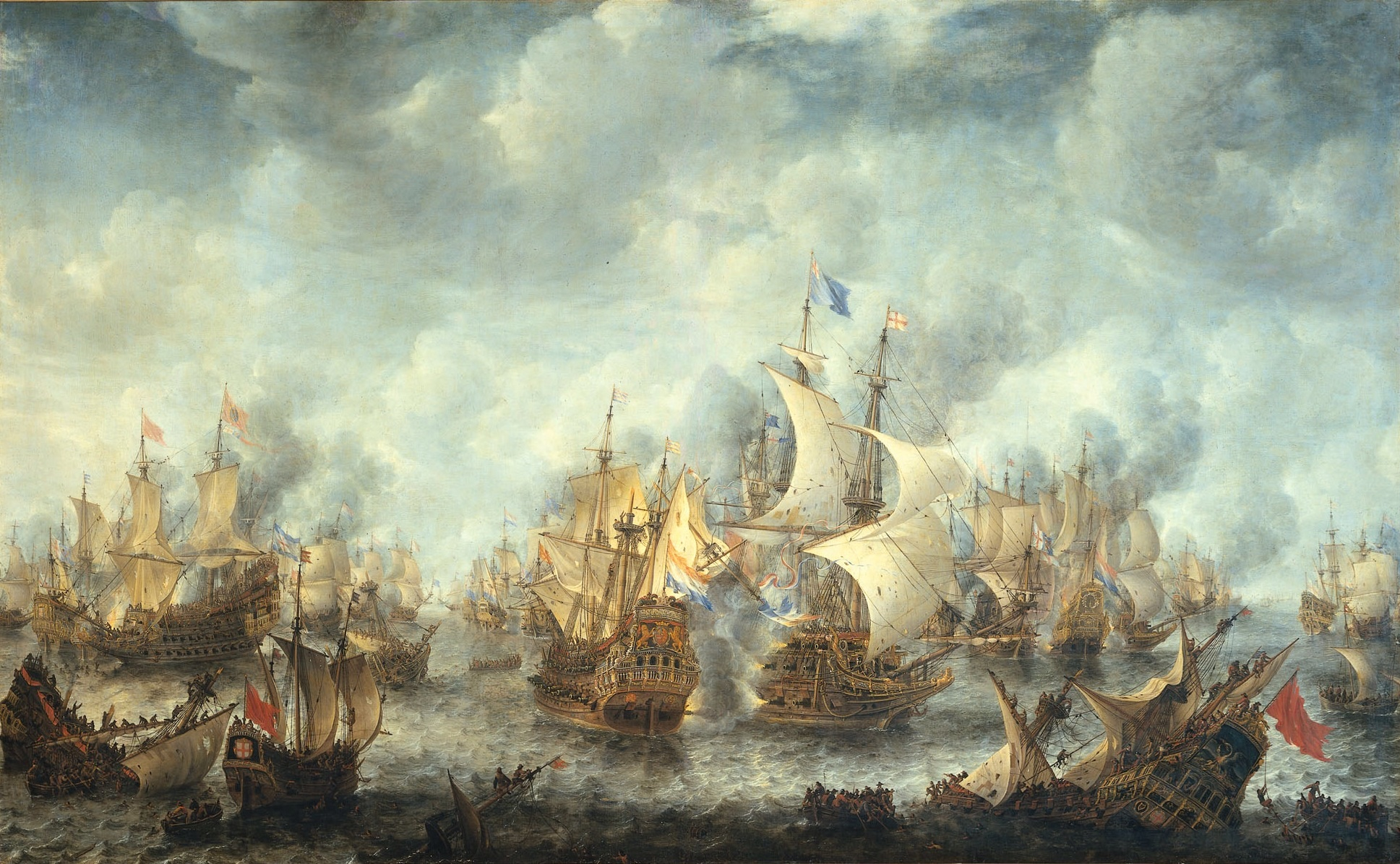
Jan van Beerstraten: Tengeri csata Ter Heide mellett, 1653-1666, a festmény az eseményekről beszámoló alkotás példája

### Városképek, az építészet ábrázolása

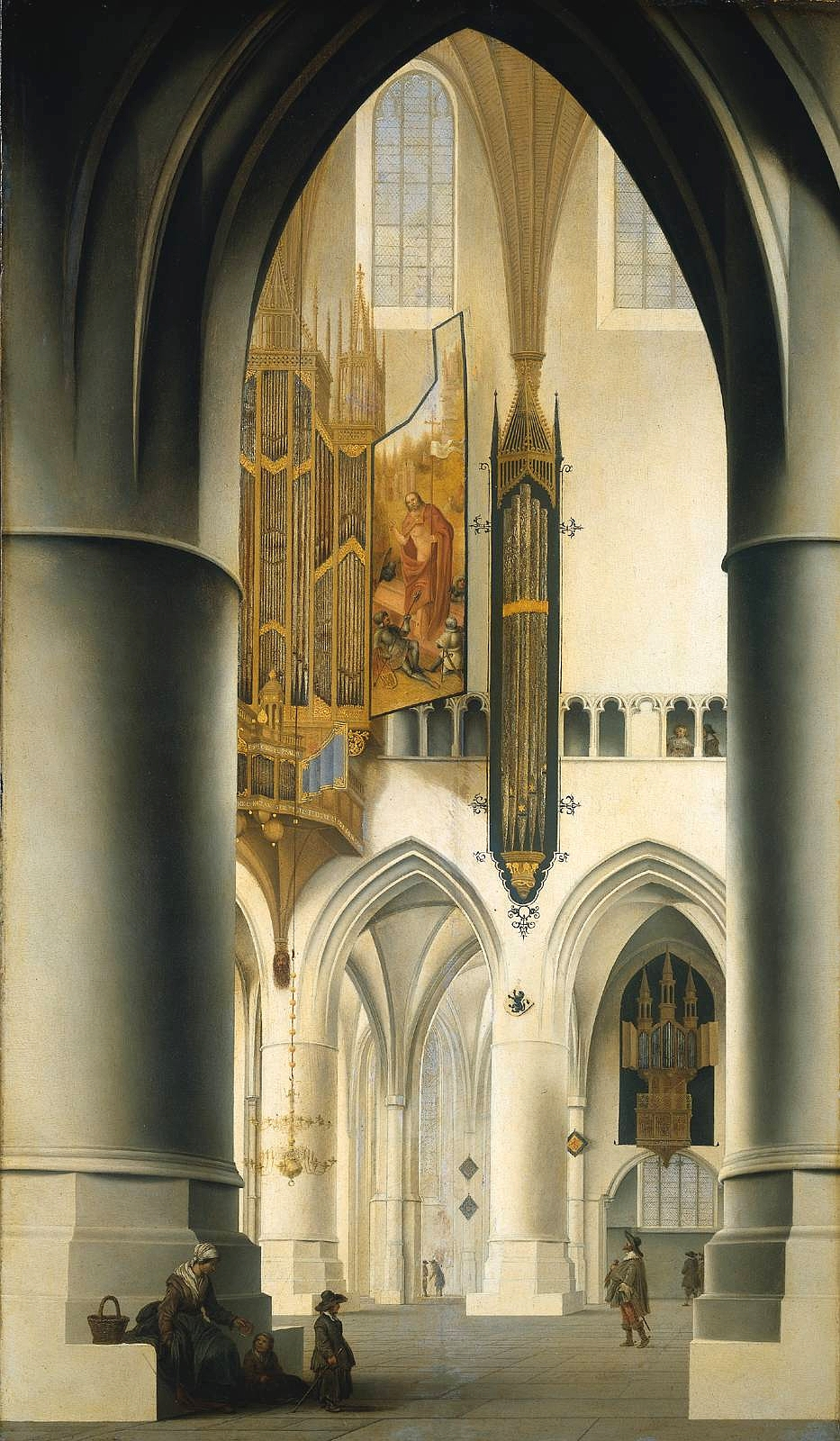
Pieter Saenredam: A haarlemi Sint-Bavokerk belső képe, 1636, a templombelsők festészetének pédaképe

A holland aranykor gazdasági fellendülése magával hozta az építészet felvirágzását is. Az építészet iránti érdeklődés a festészetben is megmutatkozott. Számos festő a városképek, épületek és templomok ábrázolására szakosodott, és gyakran az építészeti szempontok határozták meg a festmény fő vonalait. A templombelső festészete még külön műfajjá fejlődött. A hangsúly a perspektíva ábrázolásán volt, ennek technikáját a 17. század közepe táján tökéletesítették. Jellemző a kompozíció tiszta harmóniája is. A figurákat gyakran kicsire festették, hogy hangsúlyozzák jelentéktelenségüket. A kor legfontosabb városfestői Gerrit Berckheyde és a rendkívül pontos Jan van der Heyden voltak. A józan, de fenséges templombelső festőiként Gerard Houckgeest, Emanuel de Witte és mindenekelőtt Pieter Saenredam szerzett hírnevet magának.
A kor művészei az építészeti ihletésű alkotások mellett számos városképet is alkottak az akkori rohamosan növekvő urbanizációról, a mai napig felismerhető épületekkel. Vermeer „Delft látképe” című alkotása talán a legismertebb példa erre, de olyan festők, mint Carel Fabritius és tanítványa Daniel Vosmaer is készítettek hasonló városképeket. Amolyan kívülállóként Van Goyen és Van Ruisdael csak nagy távolságból, sziluettként ábrázolta a városokat.

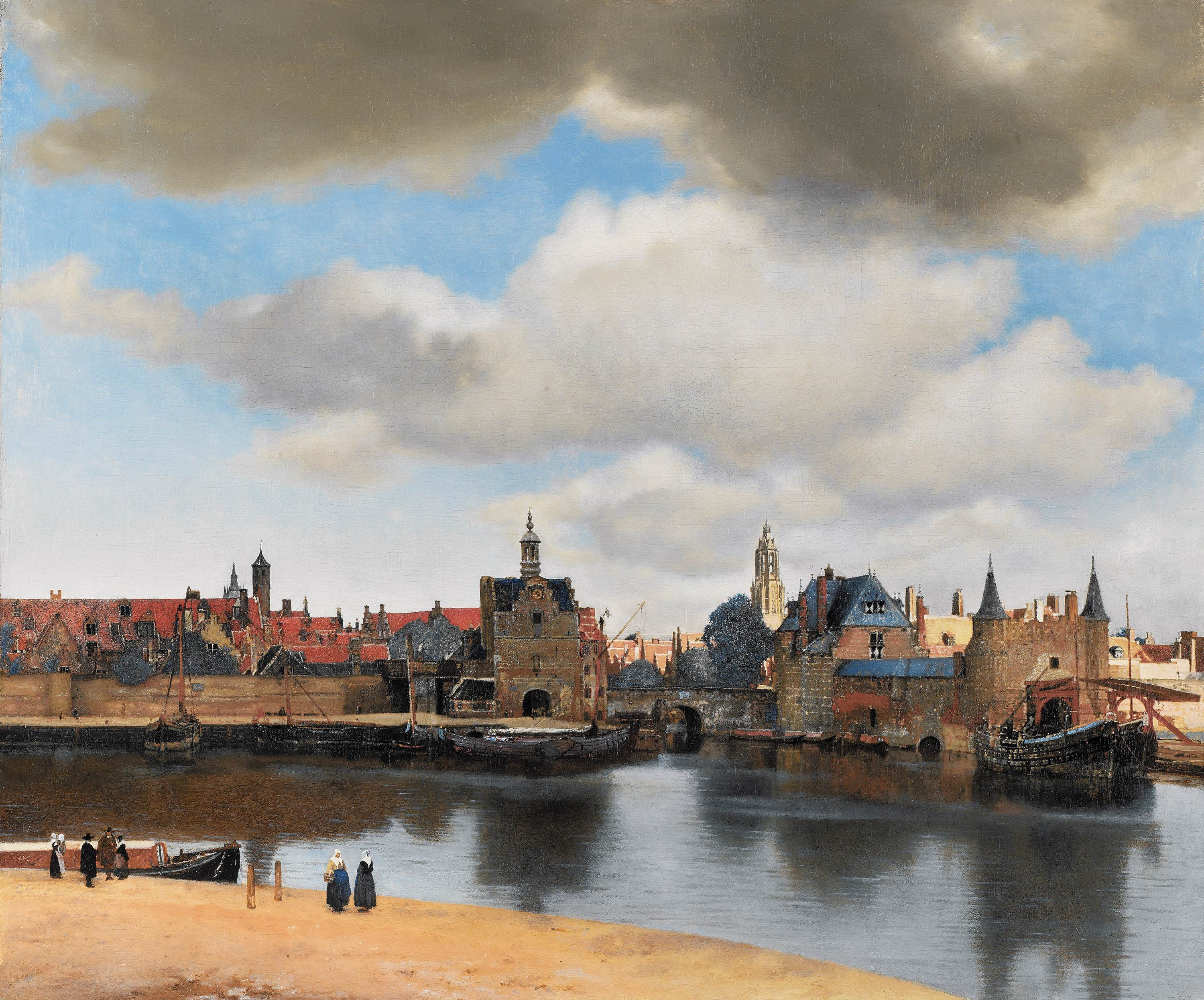
Johannes Vermeer: Delft látképe, 1660–1661 körül, az újonnan létrejött városkép hangulatos ábrázolása a napfény különleges érzékeltetésével
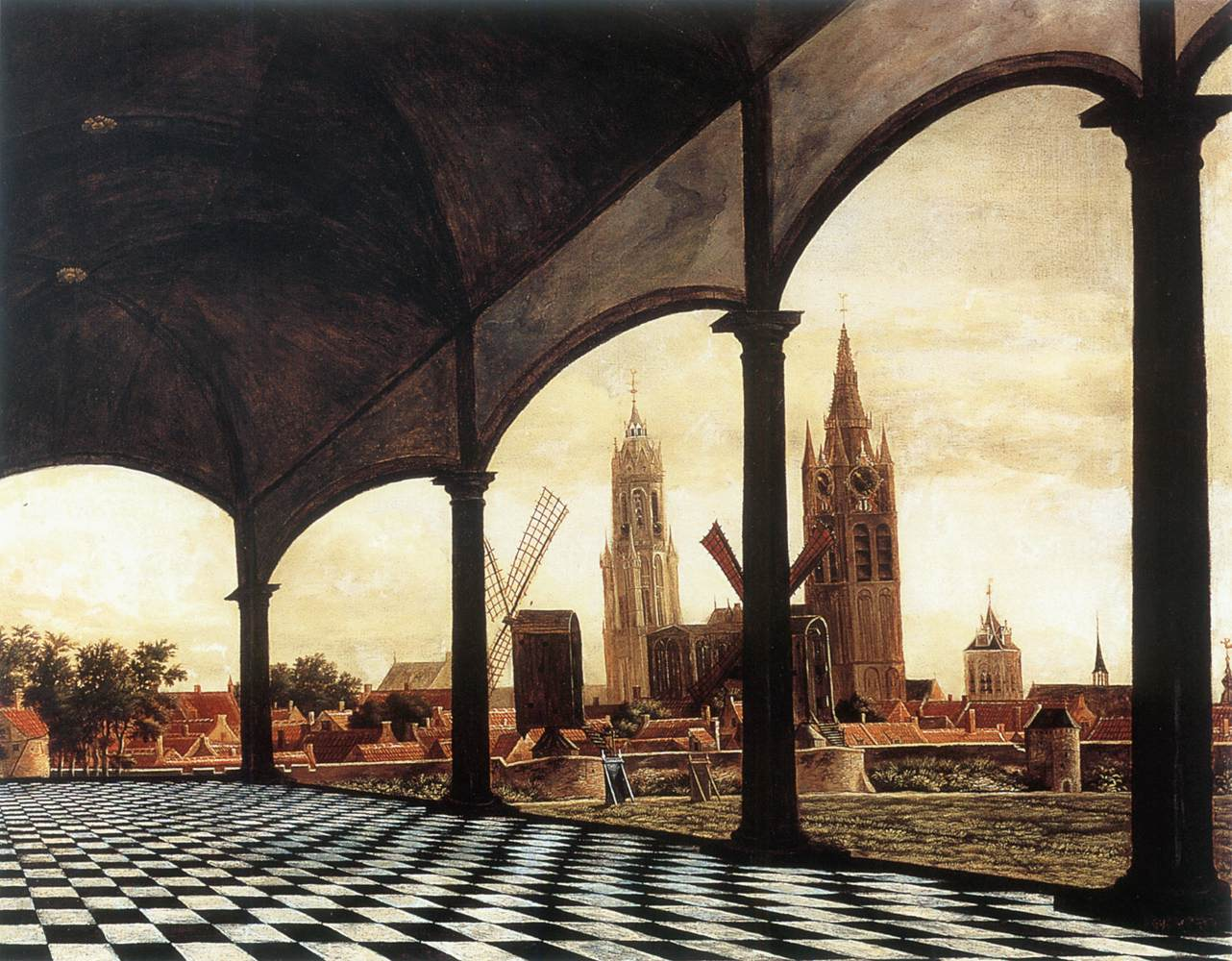
Daniel Vosmaer: Delfti látkép egy képzeletbeli loggiáról, 1663, itt a perspektíva még nem tökéletes
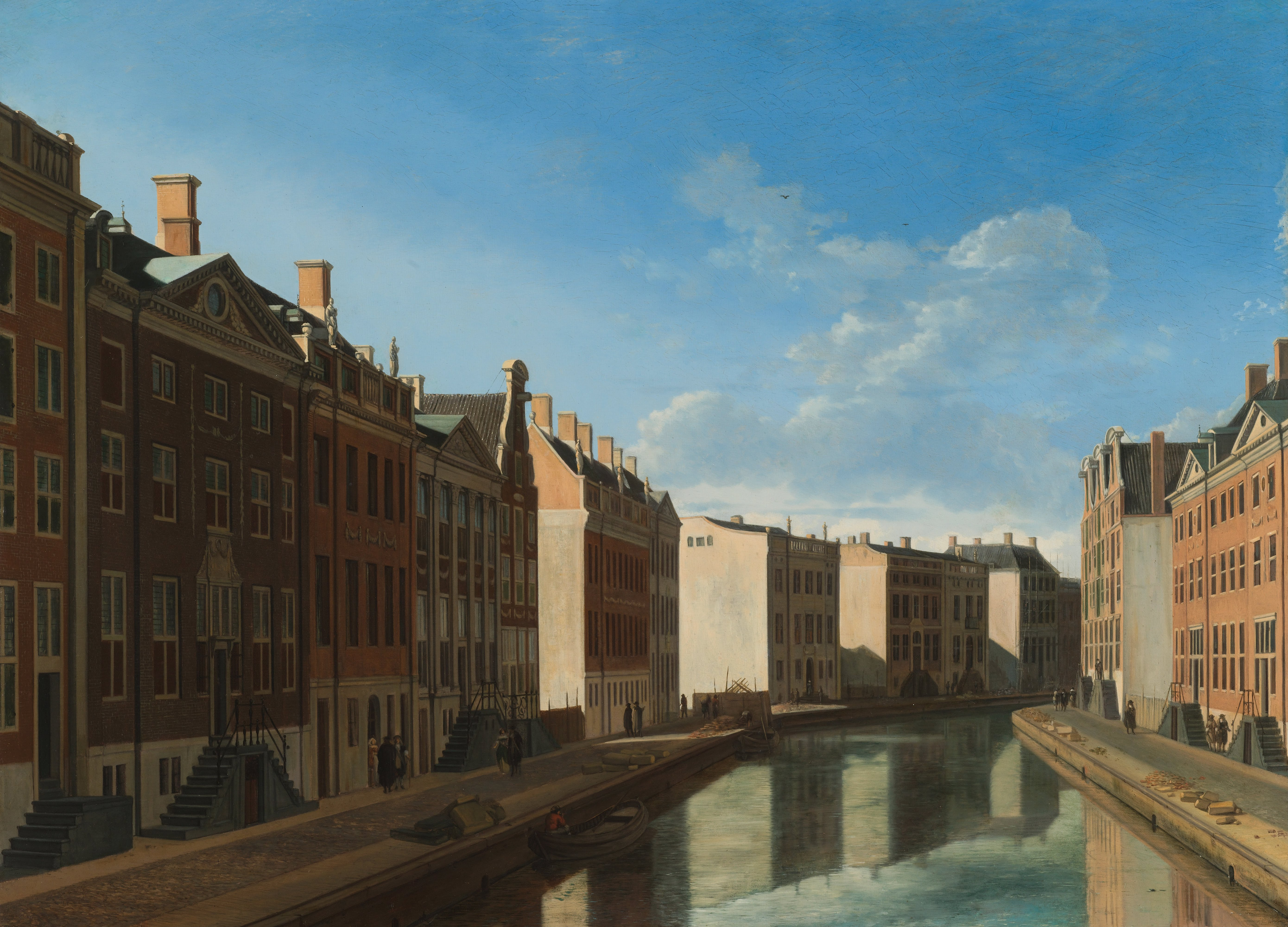
Gerrit Berckheyde: A Herengracht kanyarulata, 1671–1672, nagy hangsúllyal az építészetre és a perspektívára

### Zsánerképek; a mindennapi élet a festményeken
A 17. század észak-hollandiai festőinek legnagyobb újítása a beltéri életképek, „zsánerképek” műfajának kifejlesztése volt.  Rátaláltak a mindennapi élet témájára, a bordélyjelenetektől az előkelő házak belső életéig terjedően. Egy-egy képnek szimbolikus jelentése is lehetett, tanulságot hordozott a néző számára. A kor holland zsánerkép-festészete több ágra oszlik, megkülönböztethetőek a népies, humoros jelenetek és a méltóságteljesebb, úgynevezett gáláns festmények.

#### Népies képek

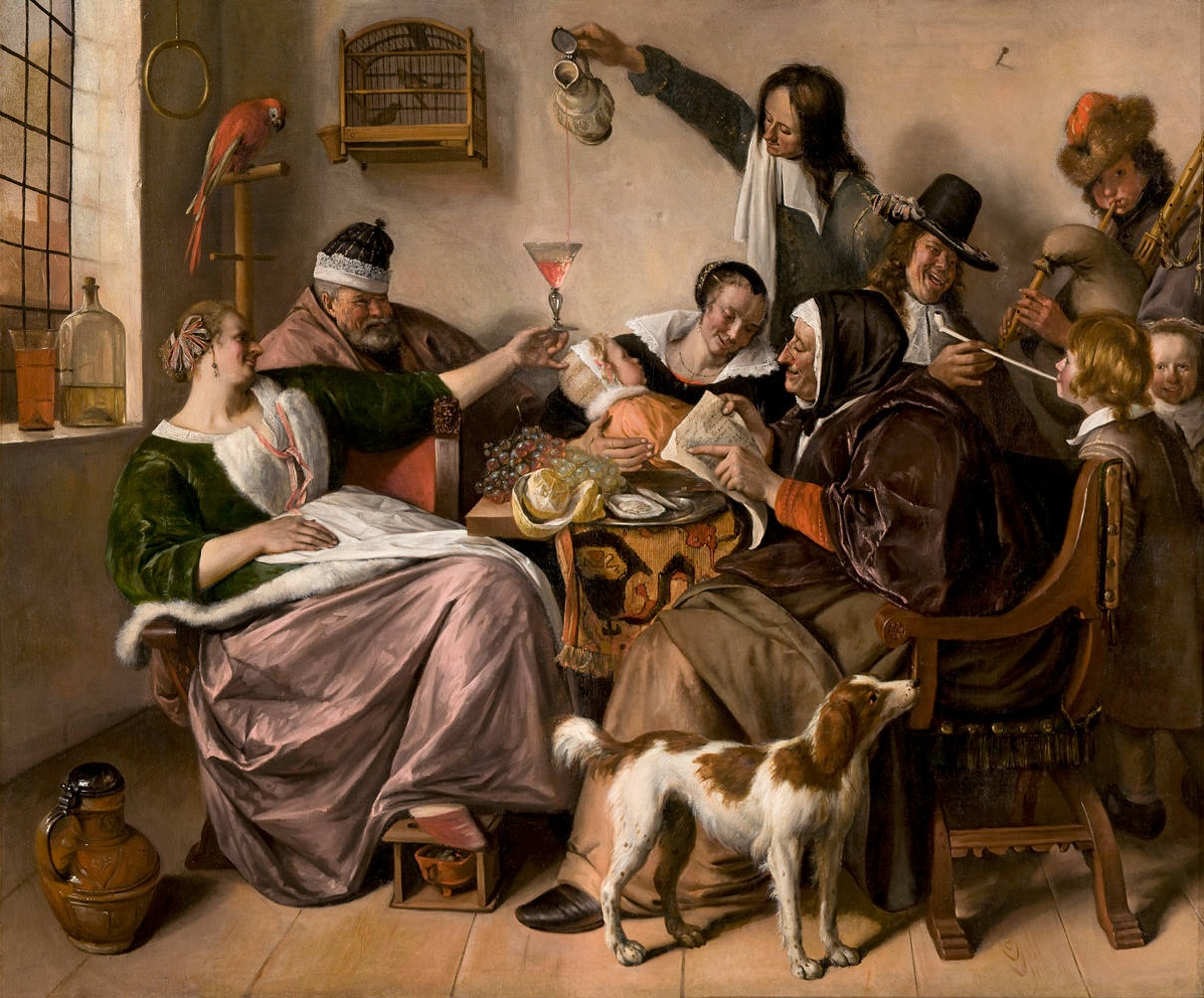
Jan Steen tipikus képe egy családi mulatságról

A paraszti, falusi jelenetek ábrázolása, kocsmákban, bordélyházakban, vásártéren, piacokon és karnevál idején ivó-mulató emberekkel, gyakran különleges figurákkal, például orvosokkal, foghúzókkal és alkimistákkal, ekkor már jelentős múltra tekinthetett vissza. A műfaj a 16. századi német, olasz és főleg flamand festészetben (Breughel) keletkezett. Észak-Hollandiában olyan festők követték, mint Pieter van Laer (becenevén "Il Bamboccio"), Pieter de Bloot, Isaac és Adriaen van Ostade, kicsit később pedig Cornelis Bega is. A 17. század közepétől azonban a szabadtéri jelenetekről a beltéri élet felé való elmozdulás következett be, jól látható fejlődéssel a valósághűbb, kevésbé karikatúrázott, de még mindig feltűnően mozgalmas megjelenítés felé. Ennek a későbbi festőcsoportnak a legfontosabb képviselője Jan Steen, aki a rendetlen családi jelenetek ábrázolásával megalapozta a „Jan Steen háztartása” holland szólás kialakulását. Számos festő, mint Nicolaes Maes, a fiatal Cornelis Saftleven, Willem Cornelisz. Duyster, Quiringh van Brekelenkam, Hendrick Martensz. Sorgh, Jacob Duck és Frans van Mieris (I) tartoztak ennek a stílusnak a követői közé. A legtöbbjük kifinomultabb stílusban is alkotott.
A népies és családi jelenetekre jellemző az anekdotikus karakter. Szinte mindig a korabeli holland humor tarkította őket, ami nem igazán jeleskedett finomságban. Sok művet áthatja a nevetés, az éneklés, a részegség, a jókedv. A dőzsölés és a kicsapongás mellett a képek részletgazdagsága is feltűnő. Ritkán lehet azokat egyetlen pillantással áttekinteni: a néző kénytelen lassan pásztázni a vásznat, hogy megtalálja a részleteket. A műveknek gyakran erkölcsi mondanivalójuk is volt, sokszor akkori szólásokon, közmondásokon keresztül. Mai ismereteinkkel ez az üzenet már nem mindig követhető. A népszerű témákat gyakran reprodukálták, részben a kereslethez alkalmazkodva. Különösen a komikus jelenetek voltak nagyon sikeresek. Arnold Houbraken korabeli életrajzíró a „Groote Schouburgh der Nederlantsche konstschilders en schilderesses” (1718) című művében arról számolt be, hogy az ilyen jellegű festmények keresettek és jól megfizetik őket, míg a többi alkotáson csak lassan tudnak túladni. Mások, mint például a festőkritikus Gérard de Lairesse, bírálták a műfajt durvasága miatt.

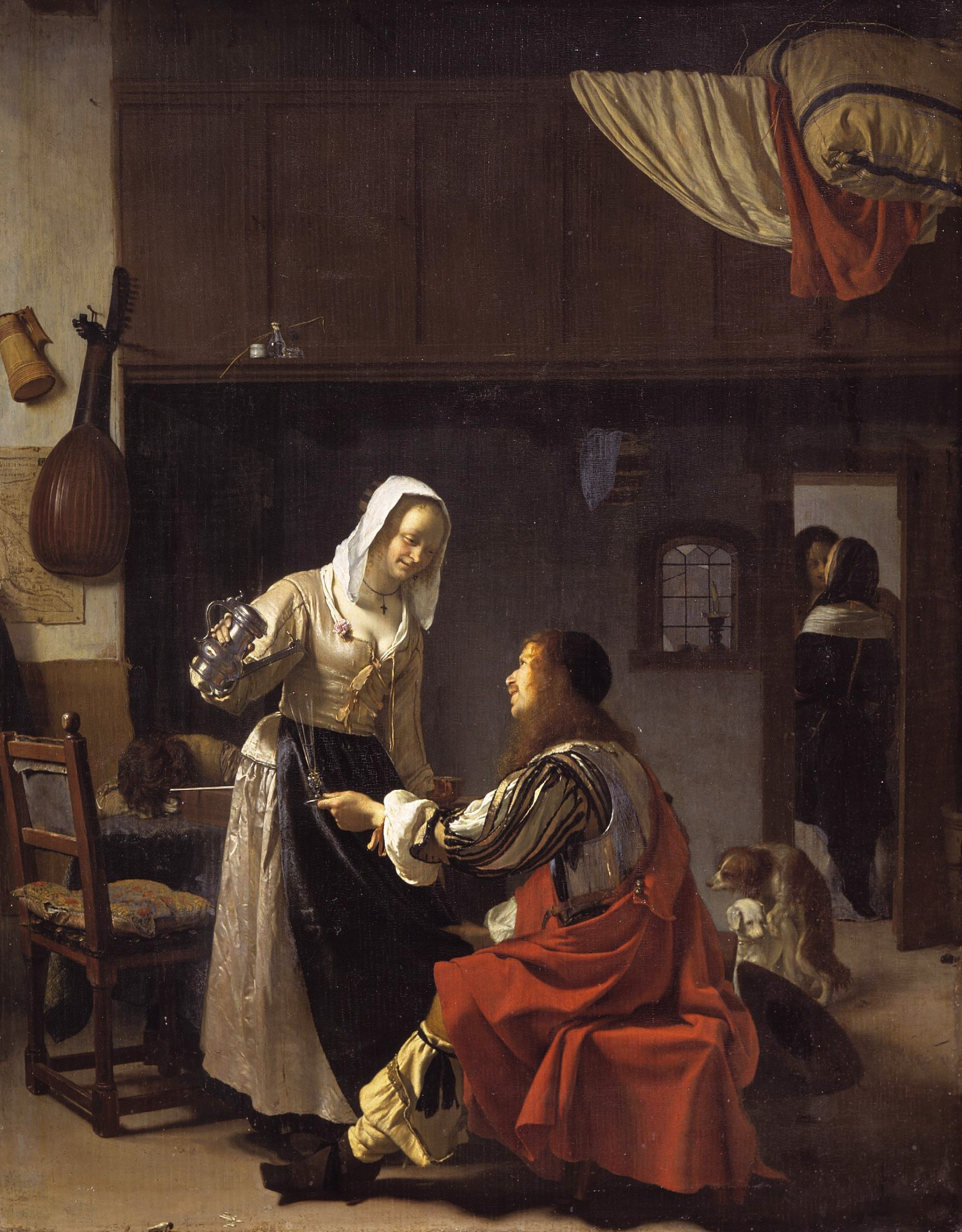
Frans van Mieris: Bordélyjelenet, 1658–1659 körül. Az életből vett jelenet, nagy pontossággal kidolgozva
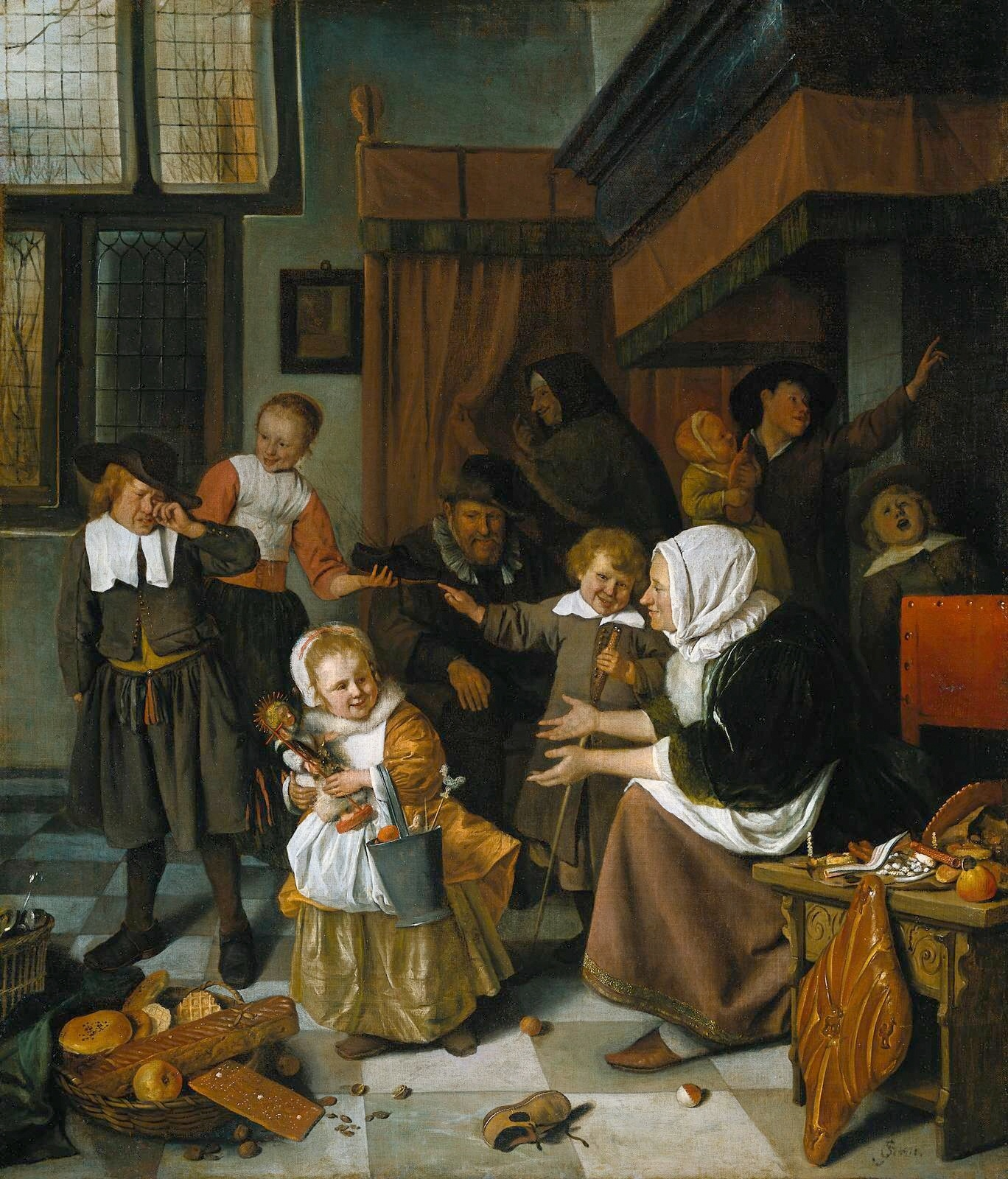
Jan Steen: Mikulás-ünnepség, 1665–1668. Jellegzetes élénk, kaotikus jelenet a mindennapi életből
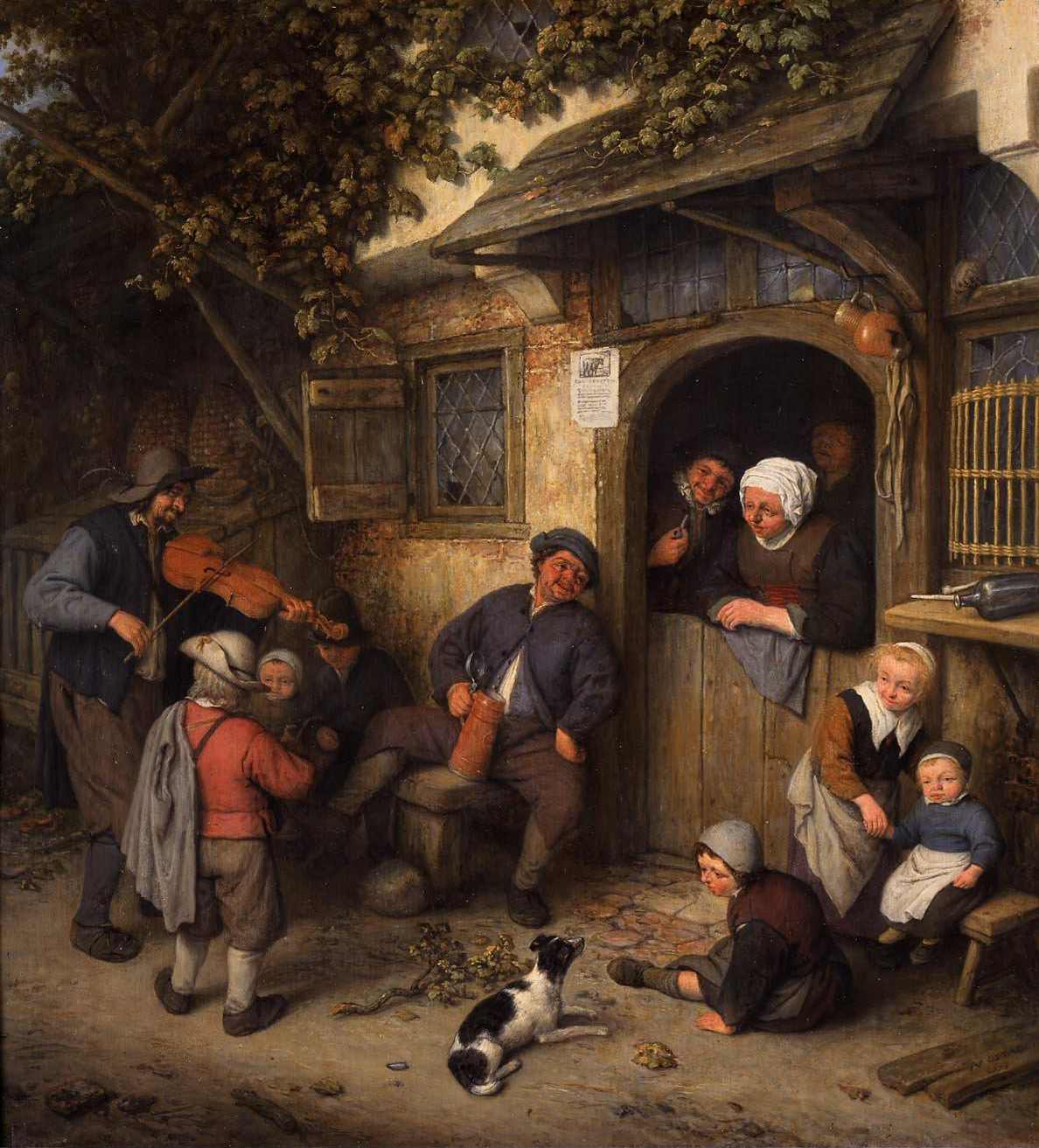
Adriaen van Ostade: A hegedűs, 1673. Italozó és muzsikáló parasztok ábrázolása karikatúra-vonásokkal.

#### Az úri társaságot ábrázoló, „gáláns” művek

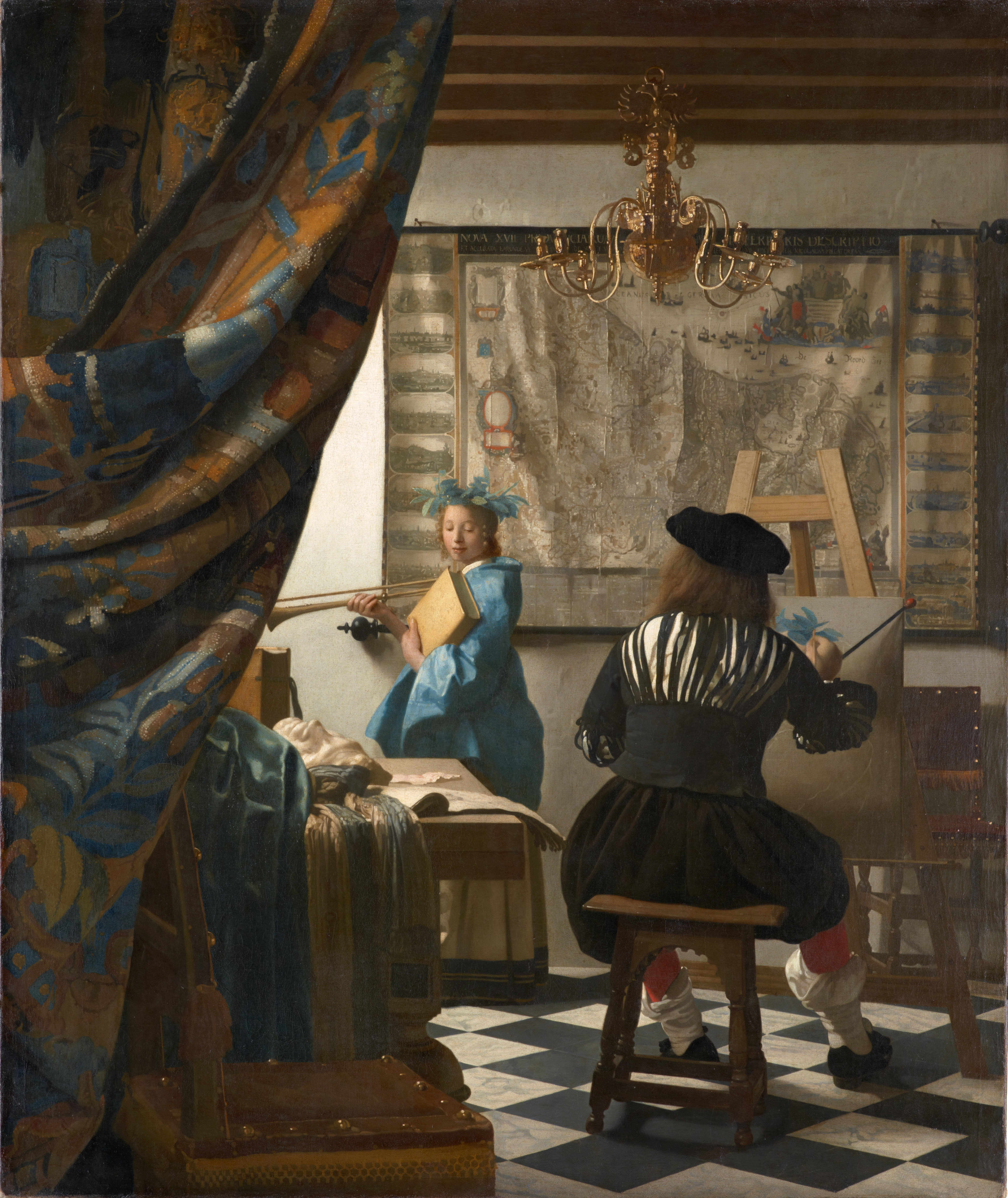
Johannes Vermeer: A festészet allegóriája, 1662–1664. A „gáláns jelenet” tipikus példája, kifinomult stílus, nagy figyelemmel a belső térre és a perspektívára.

A társasági élet az aranykorban egyre inkább zárt térben, családi körben zajlott. Ez a festészetben is megmutatkozott: Willem Buytewech előfutárkodásával különösen az 1630–1640-es évektől nagy számban készültek zsánerképek a családi otthonról. Ez a fejlődés bizonyos mértékig már a népies műfajban is megfigyelhető volt, de a kifinomult, harmonikusan megkomponált „gáláns jelenetekben” teljesedett ki, amelyeket az új polgárság gazdag otthonaiban helyeztek el. Gyakran csak egy vagy néhány személyt ábrázolnak, akik hétköznapi tevékenységet végeznek egy szobában. Akárcsak Steen és társai munkáiban, itt is hangsúlyosan jelen van az anekdotikus, adomázó, elbeszélő jelleg, valamint a moralista szempont. A durva humort azonban kerülik. A józanság a mottó, és ez távolságtartást eredményez az egyszerű emberektől. Az alkotások az új felső réteg életét mutatják be, a levélírást, az olvasást, a zenélést, a borozást vagy a teázást, mindazt, ami az új életmódjukhoz illett. A kidolgozás valósághű, kiegyensúlyozott, aprólékos és mindenekelőtt letisztult. A felület sima, ecsetvonások alig láthatók. A vásznak a nyugalmat és az eleganciát sugallják. A műfajt Delft és Leiden festőművészei fejlesztették ki. Fontos képviselői voltak Johannes Vermeer mellett Pieter de Hooch, Gerard Terborch, Samuel van Hoogstraten, Johannes Verkolje, Caspar Netscher, Gerrit Dou és Gabriel Metsu. Ebbe a csoportba tartozik Judith Leyster és férje, Jan Miense Molenaer is Haarlemből.
Az említett festők közül többen enteriőröket, belső képeket is festettek a lakásokról. Ezekben a belső tér volt a középpontban, nem pedig a figurák és cselekedeteik. Számos perspektivikus problémát egyedileg oldottak meg a látószög csökkentésével, a figurák nagyobb látómezőbe helyezésével és a látható falak számának drasztikus csökkentésével. A falak általában egyenletesek voltak, faliszőnyeggel vagy festéssel a hátsó falon, hogy mélységet biztosítsanak. A kilátás, például egy ajtónyíláson, néha extra mélységet adott. A térhatásban és a harmonikus hangulat ábrázolásában is fontos szempont volt a fény beesése. Ez tökéletes formában jelenik meg Johannes Vermeer képein. A belső terek mellett zárt udvarokat is megfestettek, többek között De Hooch.

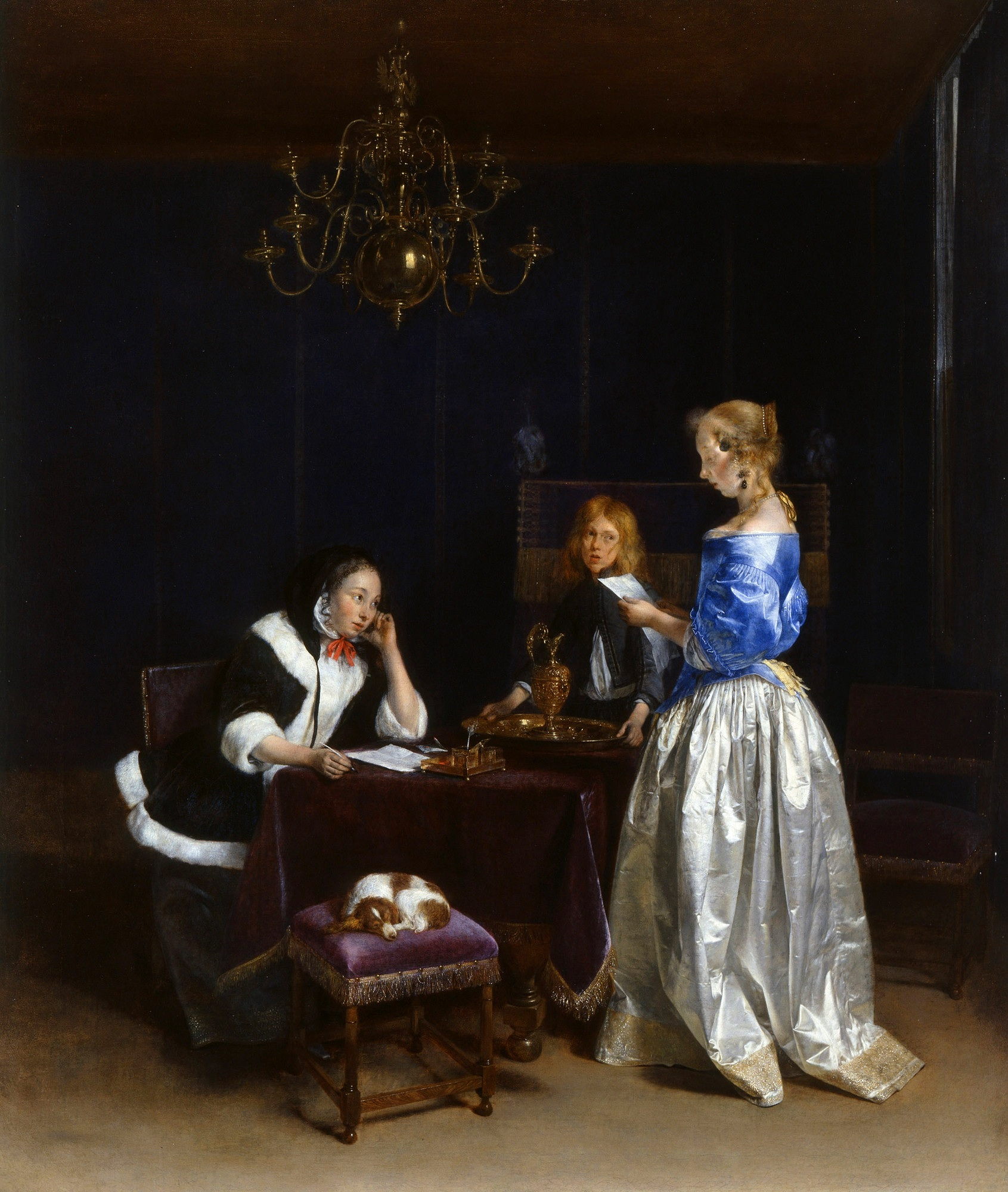
Gerard Terborch: A levél, 1660–1665 körül. A gáláns jelenet tipikus példája, rendkívül elegáns környezetben.
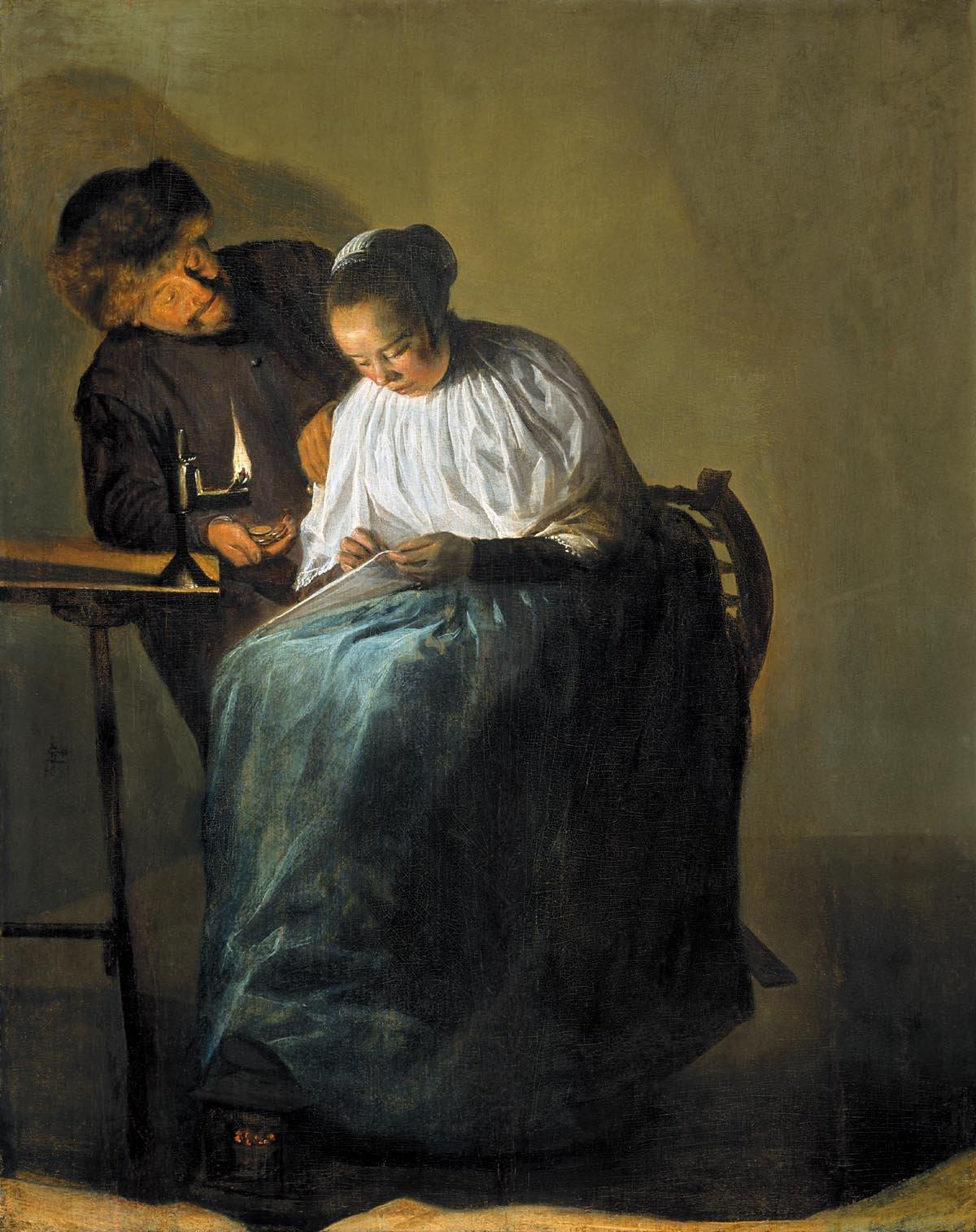
Judith Leyster: Egy férfi pénzt ajánl egy asszonynak, 1631. Anekdotikus téma erotikus felhanggal
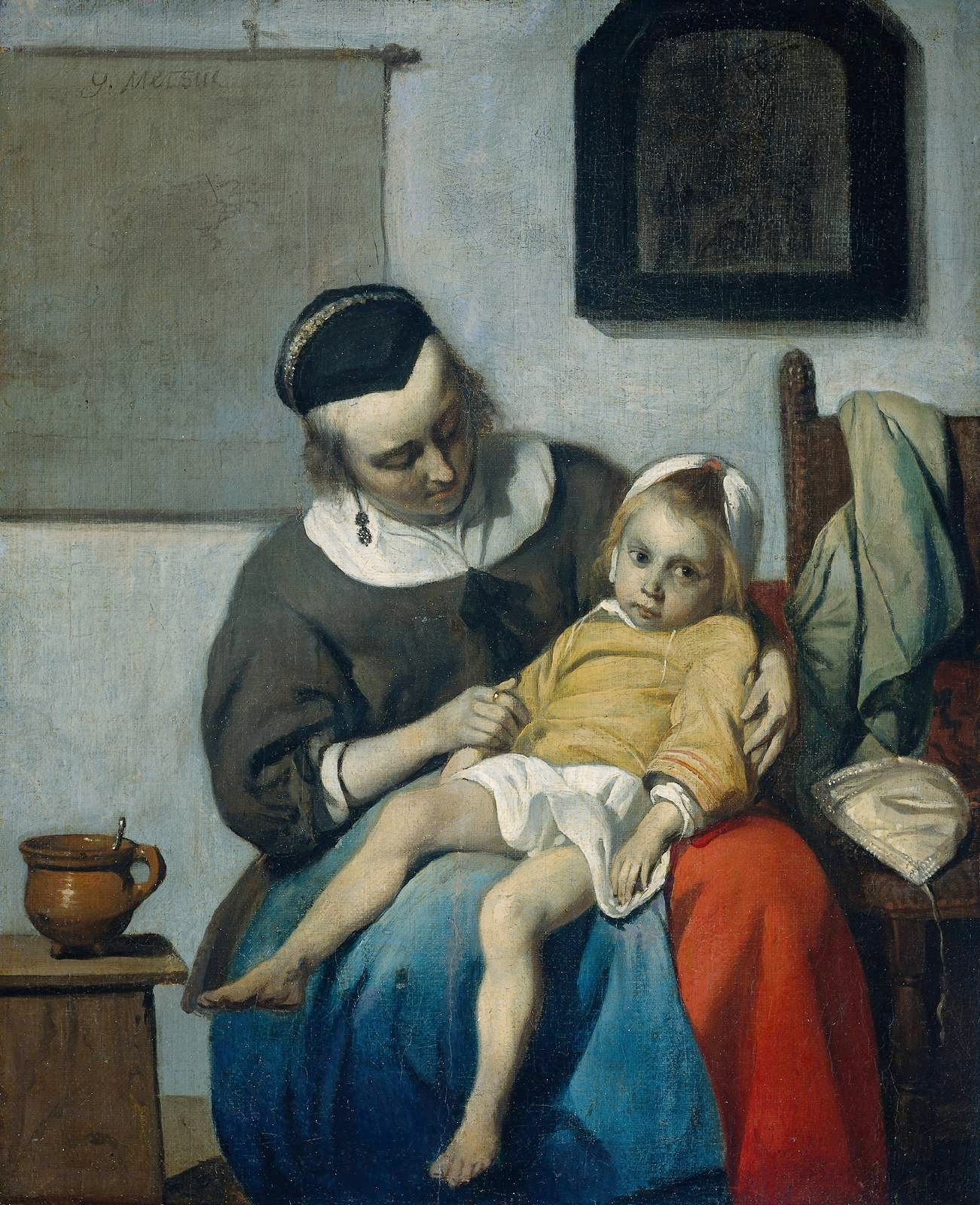
Gabriel Metsu: A beteg gyermek, 1664–1666 körül. Visszafogott otthoni jelenet egyszerű környezetben
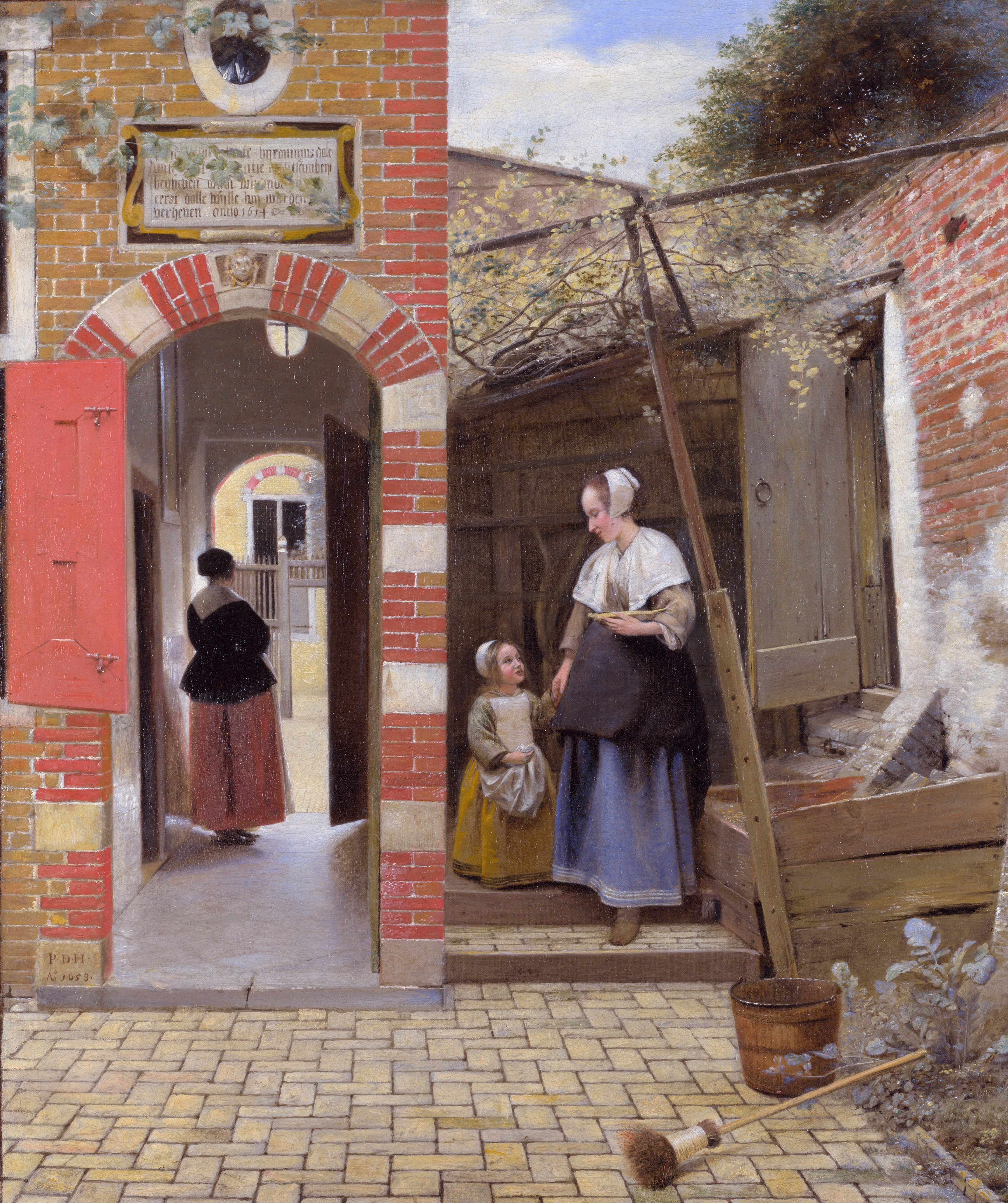
Pieter de Hooch: Belső udvar Delftben, 1658. Előképe egy sor későbbi hasonló témájú vászonnak

### Csendéletek

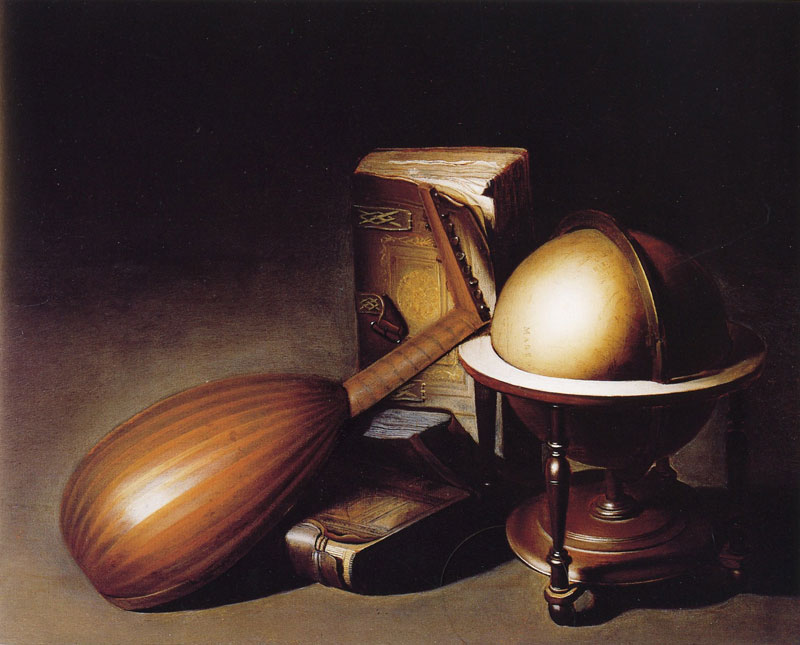
Gerrit Dou: Csendélet földgömbbel, könyvekkel és lanttal, 1635 körül. Harmonikus, józan kompozíció a kálvinizmus jegyében, maximális precízióval kivitelezve

1600 körül az antwerpeni flamand festészet hatására egyre inkább divatba jöttek a változatos, színes virágcsendéletek. Népszerűek voltak a konyhai ételcsendéletek és a nagy formátumú vadász-csendéletek is. A műfaj hollandiai fejlődésére nagy hatást gyakorolt a flandriai születésű Roelant Savery és Ambrosius Bosschaert.
A csendéletek témai fokozatosan egyre változatosabbá váltak. Szinte bármi szolgálhatott témának: virágok, kagylók, egyszerű otthoni, vagy értékes, egzotikus tárgyak. Kagylót tartalmazó csendéletet azonban ritkán festettek, és ha egyáltalán, akkor csak ritka típusú kagylót ábrázoltak. Változatos tárgyakat kombináltak, például citromot vagy narancsot edényekkel, kínai porcelánnal vagy a tudomány tárgyaival, mint a mikroszkóp, földgömb vagy szextáns. Az ételekről készült festményeket, például Nicolaes Gillis és Floris van Dyck alkotásait néha „reggelinek” vagy „bankettnek”, lakomának nevezték. Népszerűek voltak a látványcsendéletek. A kompozíció gyakran pazar, teátrális volt, esetleg erős chiaroscuroban festve, sötét háttér előtt. A dekoratív csendélet műfajának ismert festői Willem Kalf, Abraham van Beijeren, Balthasar van der Ast, Jan de Heem, Abraham Mignon, Maria van Oosterwijck és Willem van Aelst. Különlegesek voltak Melchior d'Hondecoeter egzotikus állatokkal készült munkái.
Az üzenetet hordozó csendélet példája volt a vanitas festmény, amiket főleg Leidenben és környékén alkottak nagy számban. Fontos vanitas-festők voltak Gerrit Dou, Harmen Steenwijck és Pieter Claesz. A kor kálvinista szellemének megfelelően halkabb, visszafogottabb alkotások is születtek, például ugyancsak Gerrit Dou festőművész munkái. Willem Claesz Heda egy olyan műfaji változatot képviselt, ami Haarlemben virágzott. Ezt szerényebb paletta jellemezte, néha csak egyetlen tárgy szerepelt a képen. Adriaen Coorte is csendes, nyugodt műveket festett. A perspektíva és a fényeffektusok nagy figyelmet kaptak. A megtévesztő, háromdimenziósságot és a hitelesség illúzióját nyújtó trompe-l’œil technikát olyan festők alkalmazták, mint Cornelis Brisé, Samuel van Hoogstraten és tanítványa Cornelis van der Meulen.
A csendéletek festése munkaigényes volt, sokkal több időre volt hozzá szükség, mint például egy tájképhez; magas technikai és kompozíciós követelményeket is támasztott. A szövött anyagok ábrázolása technikailag különösen nagy kihívást jelentett. A művészeti piacon a virágfestők munkáit adták el a legmagasabb áron. A 17. század végén a csendéletfestők száma hirtelen meredeken csökkent, de Rachel Ruysch és Jan van Huijsum továbbra is sikereket aratott. 

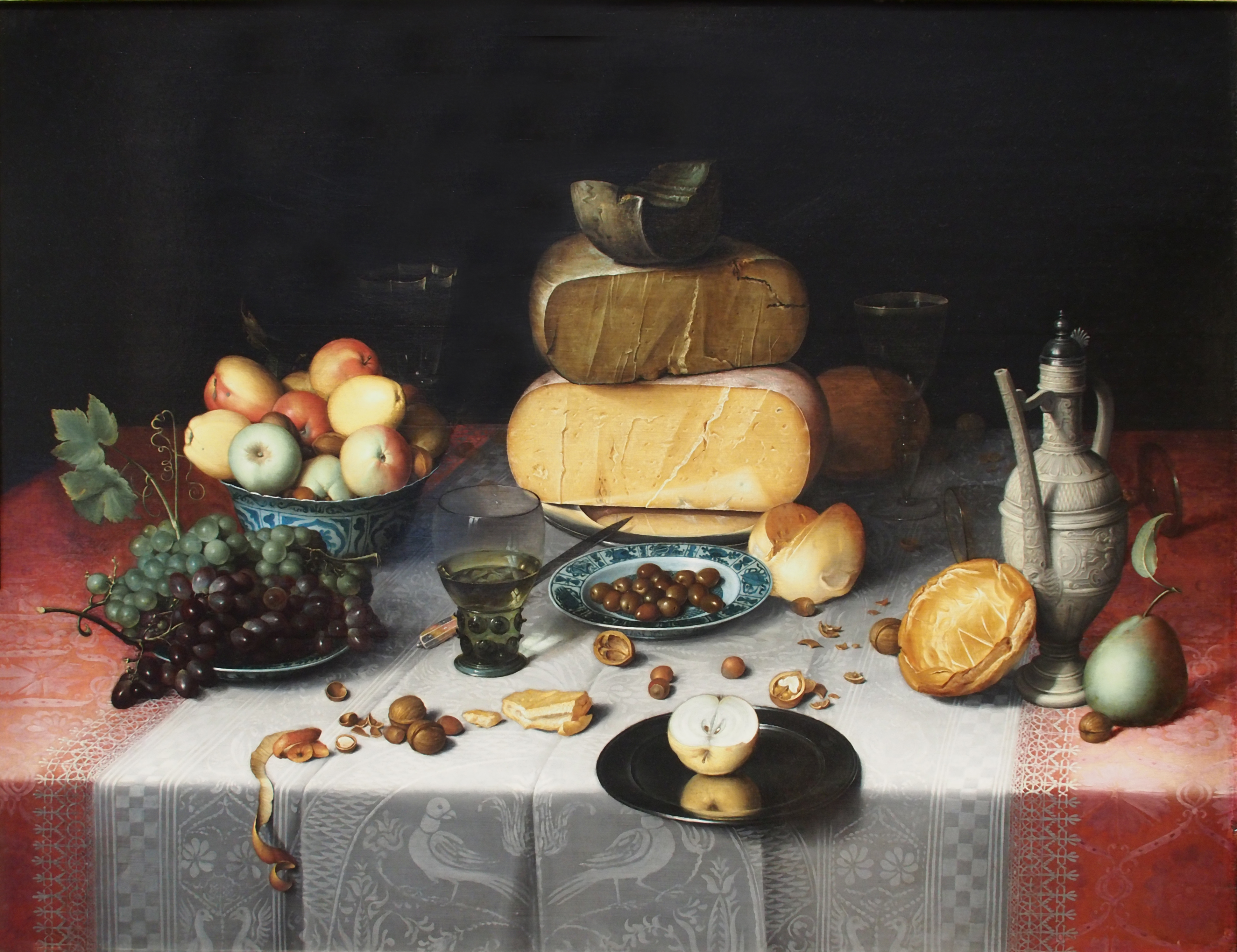
Floris van Dyck: Csendélet sajtokkal, 1615 körül. A „lakoma” példája, kiegyensúlyozott kompozíció, rendkívüli precizitással festve.
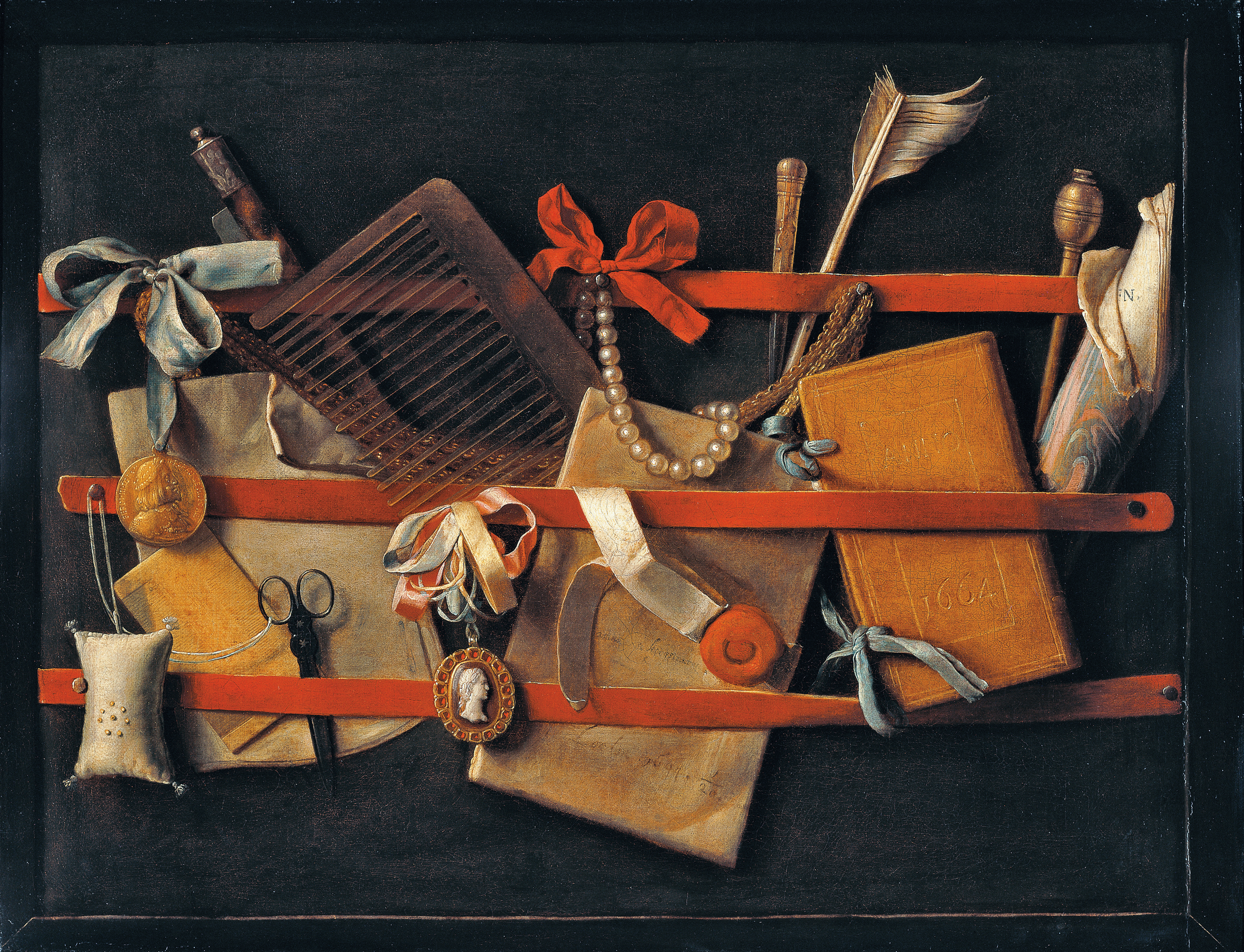
Samuel van Hoogstraten: Trompe-l’œil csendélet, 1664.
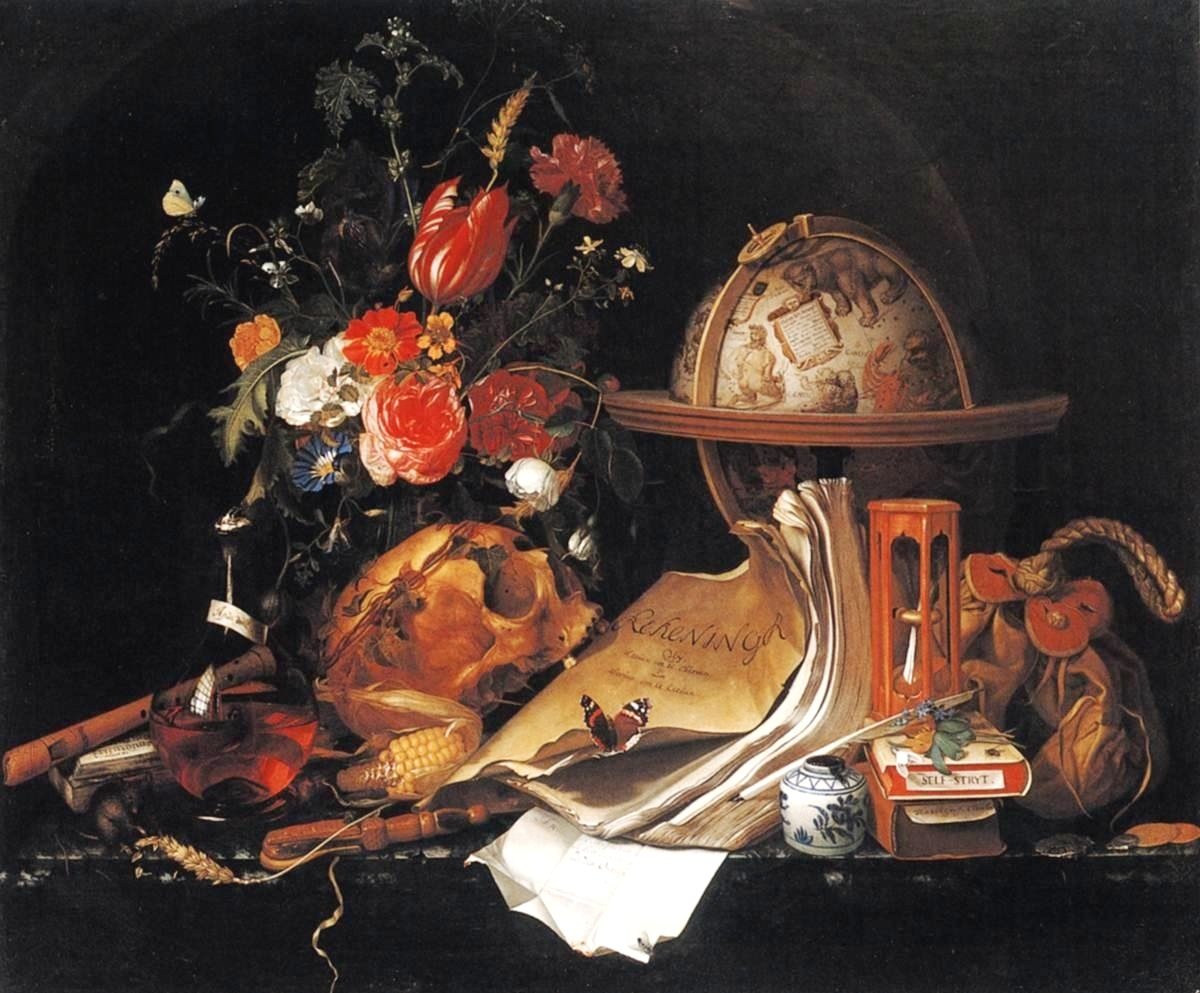
Maria van Oosterwijck: Vanitas éggömbbel, 1668.

## A holland aranykor hatása a későbbi festészetre

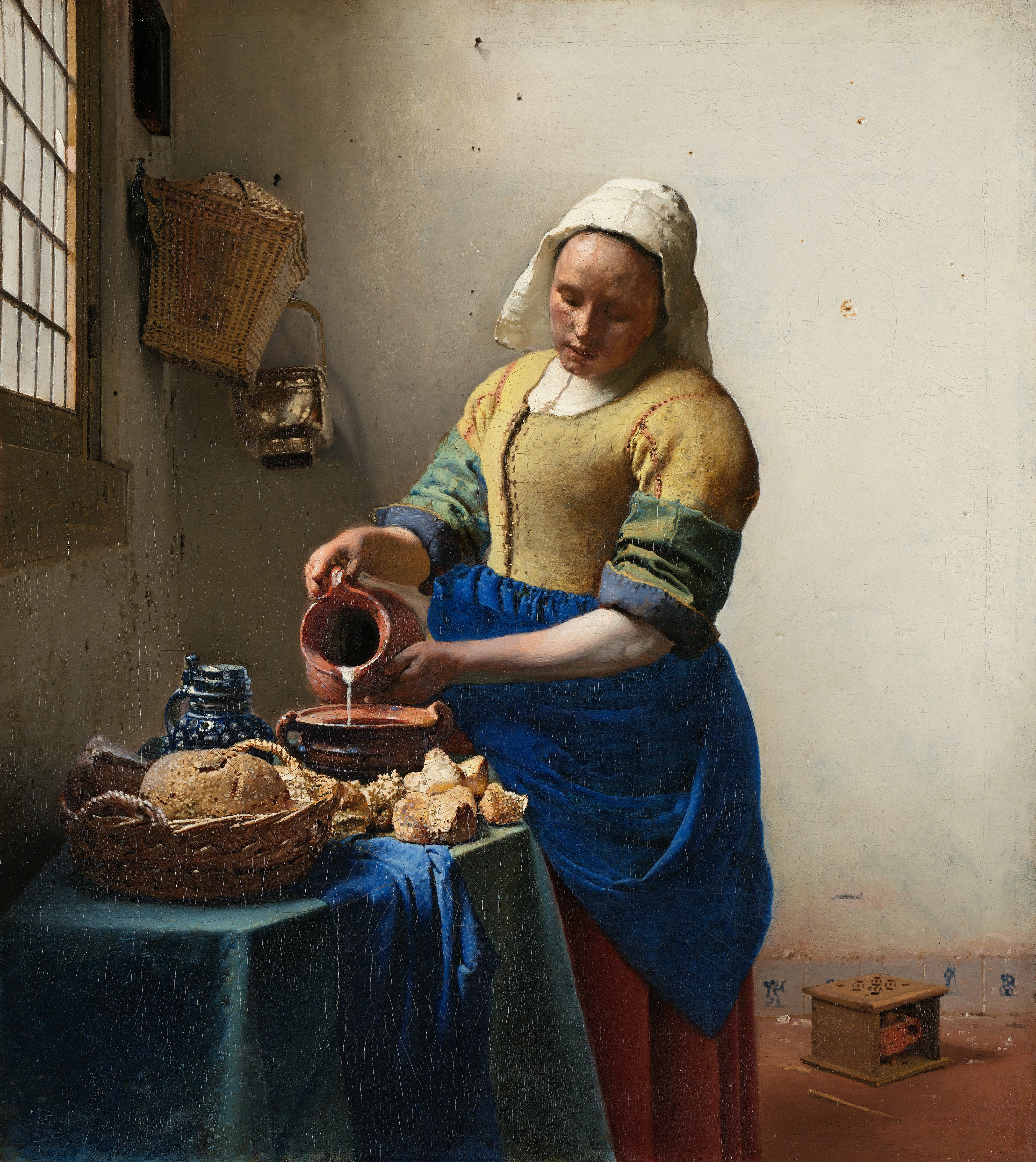
Vermeer remekműve, a Tejet öntő nő is csak a holland műpártolók egyesülete, a Vereniging Rembrandt erőfeszítései révén maradhatott az országban

A holland festészet a 17. század vége felé hanyatlani kezdett. A háborúk és a gazdasági visszaesés hatásai a hollandok által a katasztrófa évének (Rampjaar) nevezett 1672-ben csúcsosodtak ki. A vállalkozói szellem megtört az országban, és ezzel párhuzamosan a festészetből is eltűntek az új impulzusok. Néhány figyelemre méltó átmeneti alaktól eltekintve, mint Arent de Gelder és Adriaen van der Werff, a holland festészet már az 1670-es és 1680-as években is veszített minőségéből. 
A nagy virágkort követő 18. században aztán már alig született az országban nemzetközi rangú festő. Csak a 19. században, a romantika, majd a hágai iskola realizmusa idején kezdődött óvatos ébredés. A holland festészet visszavonult a nemzetközi porondról, művészeti akadémiáin egészen a 20. századig a régi holland mesterek határozták meg a mércét, ami kevés teret hagyott az innovációnak a fiatal festők számára. Csak az olyan művészek megjelenésével, mint Vincent van Gogh és Piet Mondrian, akik határozottan a saját útjukat választották és elszakadtak az akadémiai világtól, tért vissza Hollandia festészete a nemzetközi élvonalba.
A holland aranykor mestereinek nemzetközi hírneve azonban soha nem látott magasságokba emelkedett és tartósan ott is maradt. Nevüket már a 17. században ismerték Európa-szerte. Ebben fontos szerepet játszott a holland festők rendkívüli vándorló kedve, amely a korszak eleji utrechti caravaggistáktól egészen a század végén János Vilmos pfalzi választófejedelem udvari festőjeként nagy sikereket elért kiváló festőig, Adriaen van der Werffig terjedt. Az aranykorból származó holland mesterek alkotásai a főleg a 18. századtól létrejövő nagy nemzetközi gyűjtemények keresett darabjaivá váltak, a húzónév leginkább Rembrandt volt. A 19. században a nemzetközi gyűjtési őrület tovább fokozódott, különösen az Amerikai Egyesült Államok újgazdagjai körében, ami a holland örökség alkotásait valósággal elszívta Hollandiából. Ezt a folyamatot a holland műpártolók által 1883-ban létrehozott Rembrandt-egyesület (Vereniging Rembrandt) igyekezett megállítani.
Hollandia számára a 17. századi festészet az évek során az ország legfontosabb nemzetközi kulturális vonzerejévé fejlődött. Az amszterdami Rijksmuseum, a haarlemi Frans Hals Museum, a rotterdami Museum Boijmans Van Beuningen valamint az retrospektív időszaki kiállítások a látogatók millióit vonzzák az országba évről évre a világ minden tájáról. Az aranykor nagy festői világszerte a holland történelem legismertebb nevei közé tartoznak.

## Fordítás
Ez a szócikk részben vagy egészben  a   Nederlandse schilderkunst in de Gouden Eeuw című holland Wikipédia-szócikk ezen változatának fordításán alapul.  Az eredeti cikk szerkesztőit annak laptörténete sorolja fel. Ez a jelzés csupán a megfogalmazás eredetét és a szerzői jogokat jelzi, nem szolgál a cikkben szereplő információk forrásmegjelöléseként.